# Minas Gerais
Minas Gerais (brasilianisch-portugiesisch [ˈminɐz ʒeˈɾajs], europäisch-portugiesisch [ˈminɐʒ ʒɨˈɾajʃ], Kurzzeichen: MG; deutsch „allgemeine Minen“) ist ein Bundesstaat in der Südostregion von Brasilien. Die Hauptstadt ist Belo Horizonte. Der Bundesstaat wird verkürzt auch oft nur Minas genannt; die Bewohner nennt man „Mineiros“.
Minas Gerais ist einer der 27 Bundesstaaten Brasiliens, flächenmäßig der viertgrößte und einwohnermäßig der zweitgrößte mit einer geschätzten Einwohnerzahl von 21 322 691 im Jahr 2024. Er liegt im Südosten des Landes und grenzt im Süden und Südwesten an São Paulo, im Westen an Mato Grosso do Sul, im Nordwesten an Goiás und dem Distrito Federal do Brasil, im Norden und Nordosten an Bahia, im Osten an Espírito Santo und im Südosten an Rio de Janeiro. Sein Gebiet ist in 853 Gemeinden unterteilt, die größte Anzahl aller brasilianischen Bundesstaaten.
Die Topographie von Minas Gerais ist sehr zerklüftet, und einige der höchsten Gipfel des Landes befinden sich in seinem Gebiet. Außerdem entspringen in diesem Bundesstaat einige der wichtigsten Flüsse Brasiliens, was ihm eine strategische Position in Bezug auf die nationalen Wasserressourcen verleiht. Das tropische Klima variiert zwischen kühleren und feuchteren Gebieten im Süden und halbtrockenen Gebieten im Norden. Alle diese Faktoren zusammen sorgen für eine reiche Fauna und Flora in den verschiedenen Biomen des Staates, insbesondere im Cerrado und in der gefährdeten Mata Atlântica.
Als die Portugiesen in Brasilien ankamen, war das Gebiet von Minas Gerais von Ureinwohnern bewohnt. Als jedoch die Existenz von Gold bekannt wurde, kam es zu einer starken Zuwanderung in den Bundesstaat. Die Extraktion des Metalls brachte der damaligen Provinz Reichtum und Entwicklung und förderte ihre wirtschaftliche und kulturelle Entwicklung. Doch schon bald wurde das Gold knapp, was einen großen Teil der Bevölkerung zur Auswanderung veranlasste, bis ein neuer Zyklus (Kaffee) Minas Gerais erneut zu nationaler Bekanntheit verhalf, an dessen Ende ein relativ später Industrialisierungsprozess stand. Minas Gerais hat heute das drittgrößte Bruttoinlandsprodukt Brasiliens, wobei ein großer Teil der Gesamtproduktion des Bundesstaates immer noch auf den Bergbau zurückzuführen ist. Diese Entwicklung ist auch auf die bemerkenswerte Infrastruktur zurückzuführen, wie z. B. die große Anzahl von Wasserkraftwerken und das längste Straßennetz des Landes.
Die Wirtschaft von Minas Gerais ist die drittgrößte des Landes und der Region Südost und macht 9 % der nationalen Wirtschaft aus. Aufgrund seiner natürlichen Schönheit und seines historischen Erbes ist der Bundesstaat ein wichtiges Touristenziel in Brasilien. Die Einwohner von Minas Gerais haben eine besondere Kultur, die von traditionellen religiösen Veranstaltungen und der typischen ländlichen Küche wie dem Pão de Queijo und dem Tutu de Feijão geprägt ist, sowie eine nationale Bedeutung in der zeitgenössischen Kunst und im Sport.

## Etymologie
Der Name Minas Gerais bezieht sich wörtlich auf die Gebiete, auf denen unzählige Mineralien, vor allem Gold, abgebaut werden, die „minas gerais“ (allgemeine Minen) genannt werden, im Gegensatz zu den privaten Minen, oder auf die Vielfalt der Mineralien. Zu Beginn des 18. Jahrhunderts wurde die Region nur Minas genannt. Im Jahr 1710 wurde das Kapitanat São Paulo e Minas de Ouro geschaffen, aus dem 1720 das Kapitanat Minas Gerais ausgegliedert wurde.

## Geschichte
Ein Teil der Geschichte des heutigen Bundesstaates Minas Gerais wurde durch die Ausbeutung der großen Bodenschätze in seinem Gebiet bestimmt. Der Name des Bundesstaates leitet sich von der großen Anzahl und Vielfalt der vorhandenen Minen ab, die seit dem 17. Jahrhundert ausgebeutet werden und bis heute einen wichtigen Teil der Wirtschaft des Bundesstaates ausmachen.

### Vorgeschichte und indigene Völker
Im Bundesstaat wurde der Sauropode Maxakalisaurus topai entdeckt. Das fragmentarische Skelett stammt aus der späten Oberkreide Brasiliens.

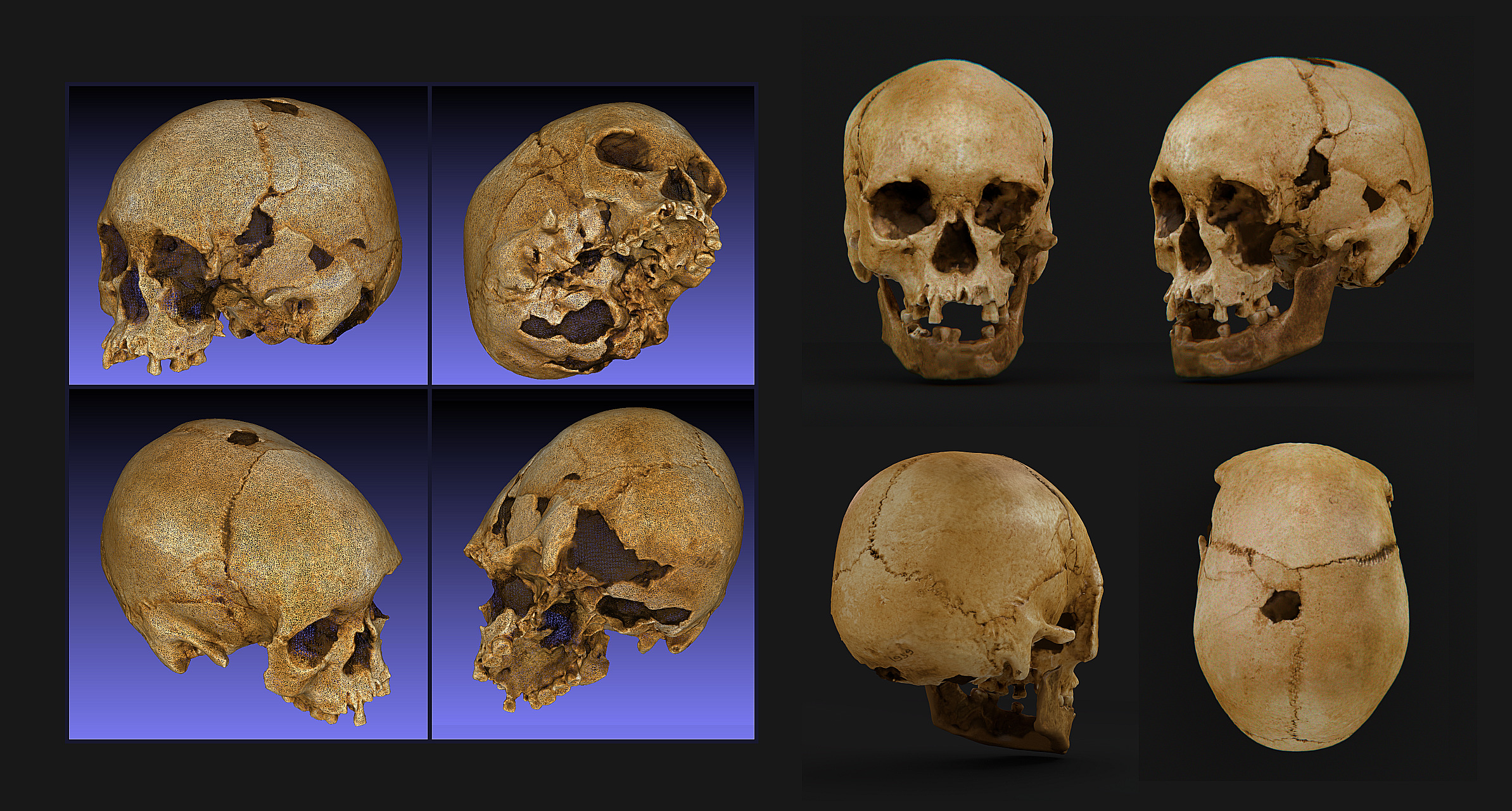
Photogrammetrie aller Seiten von Luzias Schädel.

Mitte des 19. Jahrhunderts entdeckte der dänische Paläontologe Peter Wilhelm Lund in der Region Lagoa Santa menschliche Fossilien aus der Zeit vor Tausenden von Jahren, die zu einer Bevölkerung gehörten, die damals dort lebte und die den Spitznamen “Povo de Lagoa Santa” (dt. „Volk von Lagoa Santa“) erhielt. Zu diesem gehörte auch Luzia, eine junge Frau, die vor 11 300 Jahren lebte. Ihre Überreste stellen die ältesten menschliche Fossilien dar, die jemals in Südamerika gefunden wurden. Sie wurden 1974 in der Lapa Vermelha, einer Höhle zwischen den Gemeinden Lagoa Santa und Pedro Leopoldo, gefunden.
Auf der Grundlage der Analyse der Schädelmorphologie von Luzia und ihrem Volk wurde die Theorie aufgestellt, dass sie australoide Züge aufwiesen und zu einer Bevölkerung gehörten, die vor den Vorfahren der Amerindianer nach Amerika kam. Bei der Analyse des genetischen Materials der menschlichen Überreste des Volkes von Lagoa Santa wurde jedoch festgestellt, dass diese prähistorische Bevölkerung ausschließlich indianische DNA aufwies, was jegliche Verwandtschaft mit australasiatischen Völkern und die Theorie ausschloss, dass Amerika von einer Welle australoider und einer anderen Welle mongoloider Individuen besiedelt wurde.
In der Region der Gemeinden Januária, Montalvânia, Itacarambi und Juvenília, im Norden des Staates, haben archäologische Ausgrabungen zu Schätzungen geführt, dass die erste Besiedlung zur Zeit von Luzia stattfand. Aus dieser Zeit stammen kulturelle Merkmale wie die Verwendung von Stein- oder Knochenstücken, erloschene Feuer, die Anlage von Friedhöfen, kleine Silos mit Samen und Höhlenmalereien. Später, vor etwa 4.000 Jahren, wird der Anbau von Gemüse, insbesondere von Mais, vermutet, und vor 2.000 Jahren gab es bereits eine bedeutende Herstellung von Keramikprodukten.

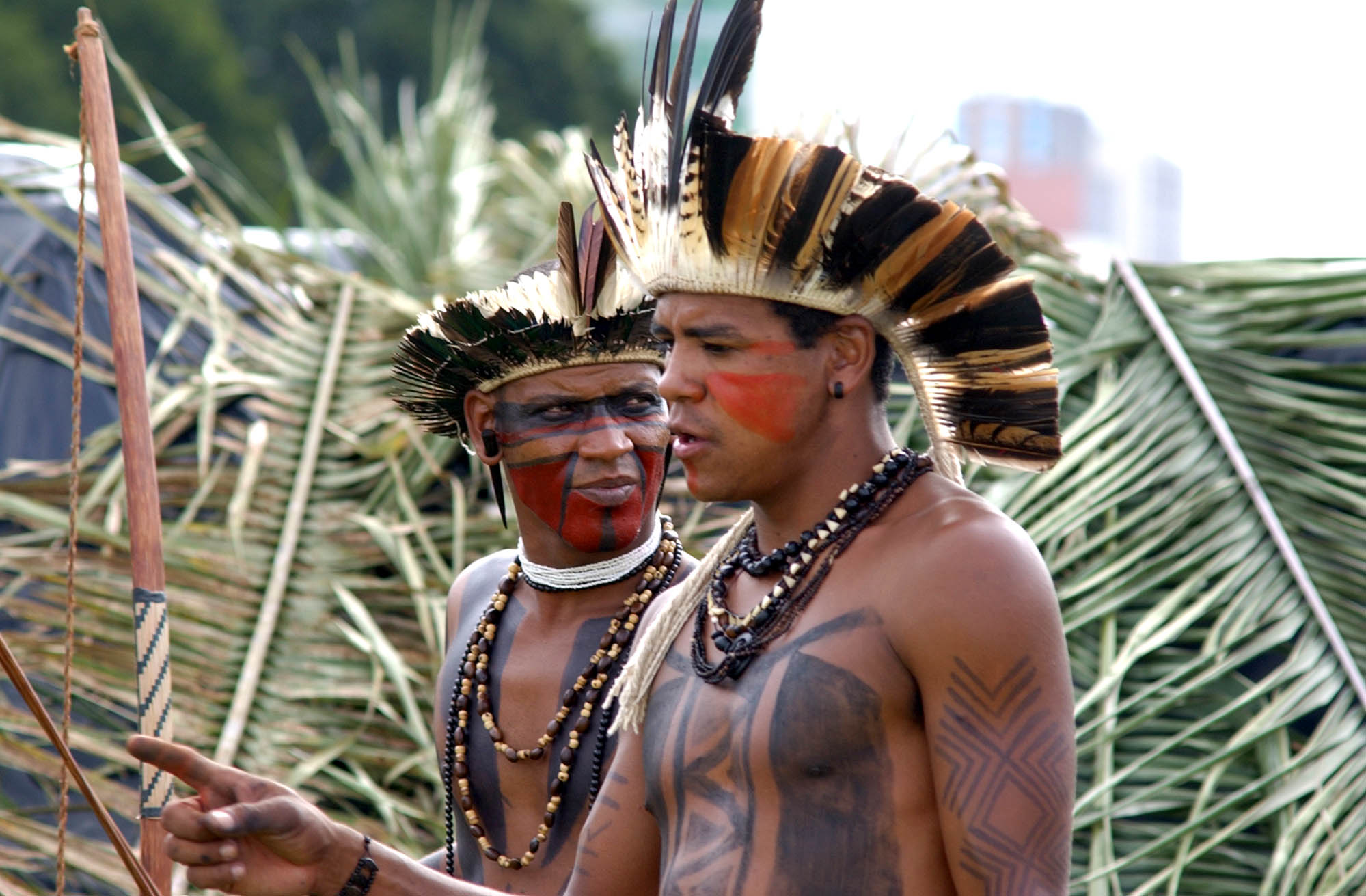
Zwei Pataxó-Indianer bei einer Demonstration in Brasília, 2006 (Foto: Valter Campanato/ABr.)

Zur Zeit der Ankunft der Portugiesen lebten mehr als hundert indigene Gruppen auf dem heutigen Gebiet von Minas Gerais. In den Tälern der Flüsse Doce, Jequitinhonha und Mucuri lebten die allgemein als „Botocudos“ bezeichneten Völker, wie die Maxacalis, Maconis, Naquenuques, Aranãs, Crenaques und Pataxós. Der Norden von Minas Gerais wurde von den Cariris und Xacriabás beherrscht. Das Zentrum, der Westen und der Süden von Minas wurden von den Cataguás bewohnt, die in der Kolonialzeit die zahlreichste indigene Gruppe in Minas Gerais waren, so dass die Region während der Zeit der Bandeirantes als „Campos Gerais dos Cataguases“ bekannt war. Die Regionen Triângulo Mineiro und Alto Paranaíba wurden von den Caiapós und Araxás bewohnt, während die Zona da Mata Mineira von den Puris besiedelt wurde. Die Region von Minas Gerais nahe der Grenze zu São Paulo, Mato Grosso do Sul und Goiás wurde von den Bororós bewohnt. In den ersten Jahrhunderten der Kolonialisierung Brasiliens wurden die Ureinwohner dieser Region jedoch von den Bandeirantes gefangen genommen und versklavt, und die Gruppen, die sich dagegen auflehnten, wurden ausgerottet, was zu einem starken Rückgang der indigenen Bevölkerung führte, von der heute nur noch fünf Gruppen übrig sind: die Xacriabás, die Crenaques, die Maxacalis, die Pataxós und die Pankararus, letztere aus dem Landesinneren von Pernambuco.

### Der Goldrausch
Das erste Eindringen von Europäern in das Gebiet von Minas Gerais war die Expedition der Spanier Francisco Bruza Espinosa und João de Azpilcueta Navarro zwischen 1553 und 1555, die von der Küste Bahias aus den Norden von Minas Gerais durchquerte. In den folgenden Jahrzehnten durchquerten andere Expeditionen, die als „entradas“ bekannt sind und von der nordöstlichen Küste aus starteten, dieselbe Region, wie die von Sebastião Fernandes Tourinho im Jahr 1573. 

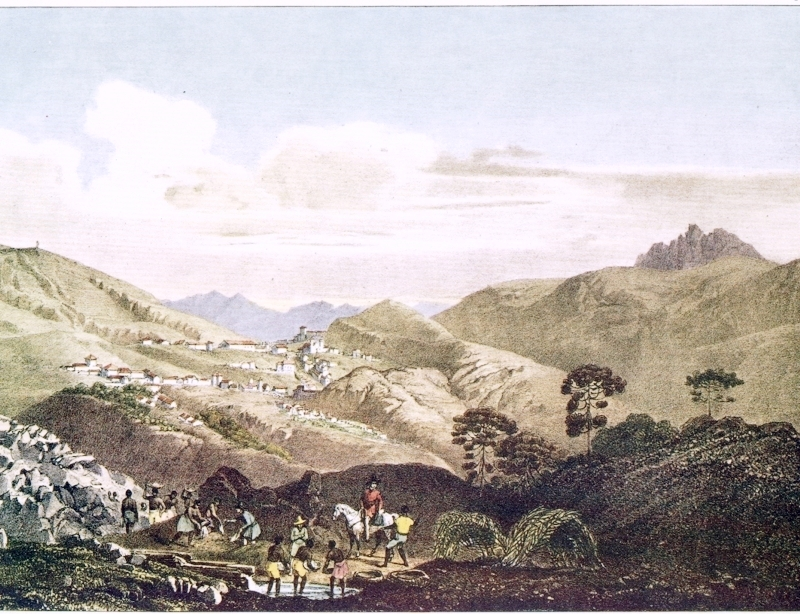
Gemälde mit der Darstellung des Goldbergbaus im Vordergrund und Vila Rica im Hintergrund. (Johann Moritz Rugendas, 1820–1825)

Seit dem Ende des 16. Jahrhunderts reisten Bandeirantes auf der Suche nach Gold und Edelsteinen durch das Gebiet von Minas Gerais. Viele ihrer Expeditionen wurden von der portugiesischen Krone unterstützt, darunter Fernão Dias und sein Schwiegersohn Borba Gato, die 1674 von der Stadt São Paulo aus aufbrachen.
Die Kolonisierung des Nordens von Minas begann im 17. Jahrhundert mit der Ansiedlung von Cowboys aus den Sertanejos, aufgrund der Ausbreitung der Viehzucht im nordöstlichen Sertão, und von Bandeirantes, die auf der Suche nach Edelsteinen und Eingeborenen zur Versklavung waren.
Zwischen 1692 und 1693 entdeckte der Bandeirante Antônio Rodrigues Arzão die ersten Goldvorkommen im Gebiet von Minas Gerais. In den folgenden Jahren bereisten Bandeirantes aus den Städten São Paulo und Taubaté auf der Suche nach Gold die Region des Rio das Velhas. Im Jahr 1696 entdeckte Salvador Fernandes Furtado Gold am Ufer des Rio do Carmo und schlug dort sein Lager auf, woraus die Stadt Nossa Senhora do Carmo (heute Mariana) entstand. Zwei Jahre später entdeckte Antônio Dias de Oliveira das gelbe Metall am Fuße des Itacolomi-Gipfels und gründete dort seine Siedlung, die Keimzelle von Vila Rica (heute Ouro Preto). Im Jahr 1702 entdeckte João de Siqueira Afonso diese Edelsteine im Tal des Rio das Mortes. Ursprünglich wurde das Gold in Flussbetten abgebaut, so dass die Goldsucher gezwungen waren, umzuziehen, wenn das Metall knapp wurde. Nach einiger Zeit wurde auch an den Hängen der Berge Gold abgebaut, so dass sich die Bergleute dauerhaft niederlassen mussten und die ersten Städte entstanden.
Die Nachricht von der Entdeckung des Goldes verbreitete sich schnell, und in den nächsten Jahrzehnten ließen sich Hunderttausende von Menschen auf der Suche nach Reichtum in Minas Gerais nieder, hauptsächlich Portugiesen (darunter auch Neuchristen), aber auch Brasilianer aus São Paulo, Bahia, Pernambuco und Rio de Janeiro. Die Ankunft so vieler Menschen in so kurzer Zeit führte zu Epidemien und Nahrungsmittelknappheit. Als auch Diamanten entdeckt wurden, boomte die Region. Sklaven aus Afrika wurden hierher gebracht, um in den Minen zu arbeiten, und zahlreiche Siedler und Händler aus Europa ließen sich hier nieder.

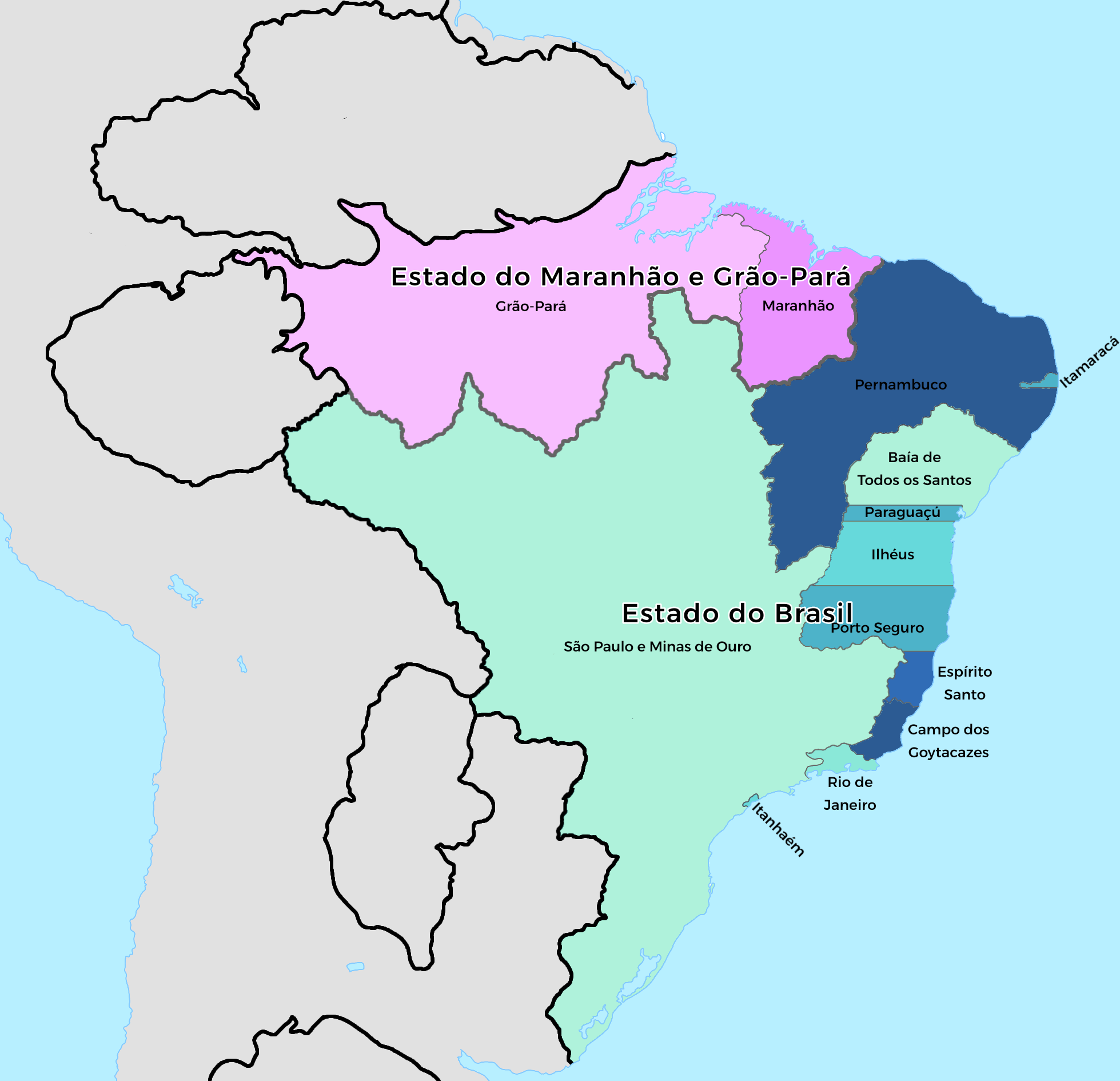
Karte Brasiliens 1709
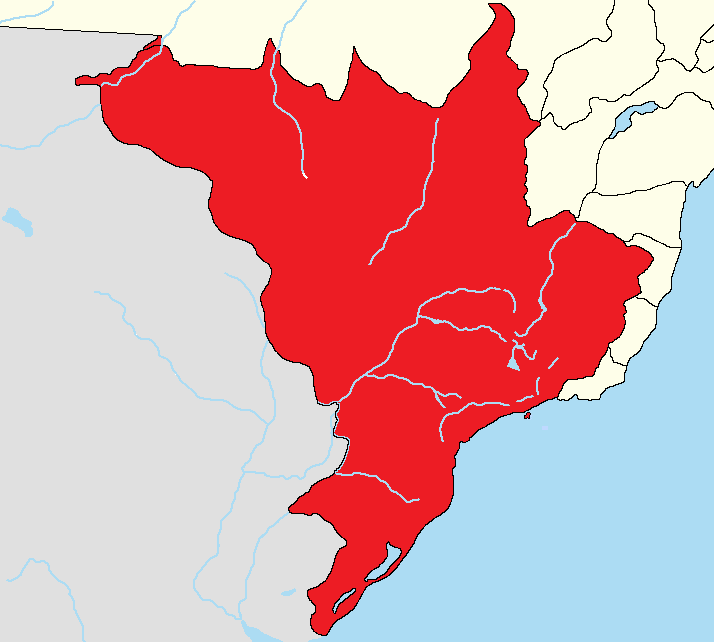
Kapitanat São Paulo e Minas de Ouro, um 1719
Kapitanat Minas Gerais, um 1750

Die Paulisten waren der Meinung, dass ihnen das Gold aus den Minen gehörte, da sie das Recht auf Entdeckung und Eroberung beanspruchten, und wollten nicht, dass andere diesen Reichtum in Besitz nahmen. Infolgedessen kam es 1707 zu Auseinandersetzungen mit den Portugiesen und den nicht-paulistischen Brasilianern (die den Spitznamen „Emboabas“ trugen, ein Tupi-Begriff, der „derjenige, der beleidigt“ bedeutet), die zum Emboabas-Krieg führten, der 1709 endete. Die Paulisten wurden besiegt, und viele von ihnen mussten die Goldvorkommen in Minas Gerais aufgeben und nach dem Metall im mittleren Westen Brasiliens suchen, wo sie es Jahre später in Goiás und Mato Grosso fanden. Die Durchsetzung der Autorität der portugiesischen Krone trug ebenfalls zur Beendigung des Konflikts bei, da 1709 das Kapitanat São Paulo e Minas de Ouro geschaffen wurde.
Im Jahr 1711 wurden die ersten Städte in Minas Gerais gegründet, nämlich Sabará, Vila Rica und Vila do Nossa Senhora do Carmo. Im Jahr 1720 fand der Aufstand von Vila Rica gegen die Goldsteuer statt, woraufhin im selben Jahr das Kapitanat Minas Gerais aus dem Kapitanat São Paulo e Minas de Ouro herausgelöst wurde. Es bestand bis 1821, als die Provinz Minas Gerais gegründet wurde, aus der 1889 der heutige Bundesstaat hervorging.
Die portugiesische Krone begann daraufhin, die Ausbeutung des Goldes in den Minen streng zu kontrollieren, indem sie 20 % der gesamten Produktion einkassierte, was als Quinto bekannt wurde. Die Bevölkerung des Kapitanats wuchs weiter, aber bis dahin gab es nur kleine landwirtschaftliche Subsistenzkulturen, die den Import von Produkten aus anderen Regionen der Kolonie erforderten. Es wurden neue Zugänge zur Region geschaffen, und der Strom von Menschen und Waren nahm stark zu, wodurch der erste große Verbrauchermarkt Brasiliens entstand. Entlang dieser Straßen entstanden Siedlungen, die für die Besiedlung des Kapitanats eine wichtige Rolle spielten. Zu diesen Routen gehört der Caminho Novo, der die Bergbauregionen mit Rio de Janeiro verband. Die intensive Vermischung von Menschen, die mit dem Goldreichtum und dem städtischen Leben verbunden war, führte zur Bildung einer neuen, kulturell vielfältigen Gesellschaft mit vielen Musikern, Künstlern, Bildhauern und Handwerkern. Zu den kulturellen Bewegungen gehörten unter anderem die Werke von Aleijadinho und Mestre Ataíde, die den Barock von Minas Gerais zur Blüte brachten.

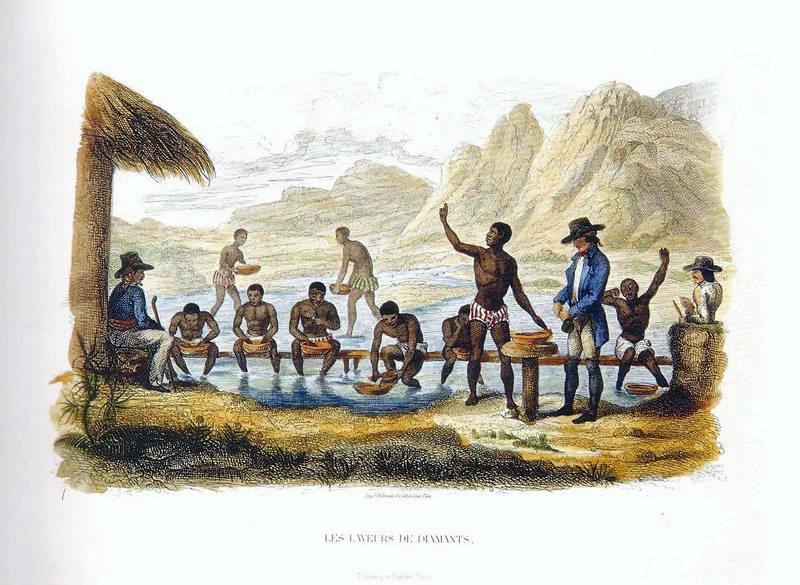
Diamantenabbau durch Sklaven

In den 1720er Jahren wurden im Jequitinhonha-Tal Diamanten entdeckt, obwohl die Entdecker den Wert dieses wertvollen Steins jahrzehntelang nicht erkannten. Als die portugiesische Krone jedoch die Mineralienproduktion der Region erkannte, führte sie schon bald ein System zur Besteuerung der Produktion ein, ähnlich dem Quinto für Gold. Das wichtigste Zentrum des Diamantenabbaus befand sich in der Nähe der Entstehung des Arraial do Tijuco (heute Diamantina).
In der Blütezeit des Goldbergbaus waren versklavte Arbeitskräfte für die Großgrundbesitzer unverzichtbar. Infolgedessen intensivierte sich der Handel mit Schwarzen, die aus Afrika zur Arbeit in den Minen gebracht wurden. Viele Schwarze versuchten und schafften es, zu fliehen, was zur intensiven Entstehung von Quilombos im gesamten heutigen Bundesstaat führte. Man schätzt, dass im Laufe des 18. Jahrhunderts mehr als 120 dieser Gemeinschaften im gesamten Bundesstaat entstanden sind. Diese Siedlungen lagen jedoch nicht so weit von den Bergbauzentren entfernt, was die Flucht für weitere Schwarze erleichterte. Zwischen den Schwarzen und den Händlern, die die niedrigeren Preise der Quilombolas ausnutzten, fand auch ein Handel mit Subsistenzprodukten statt.

### Inconfidência Mineira (Separatistische Bewegung)

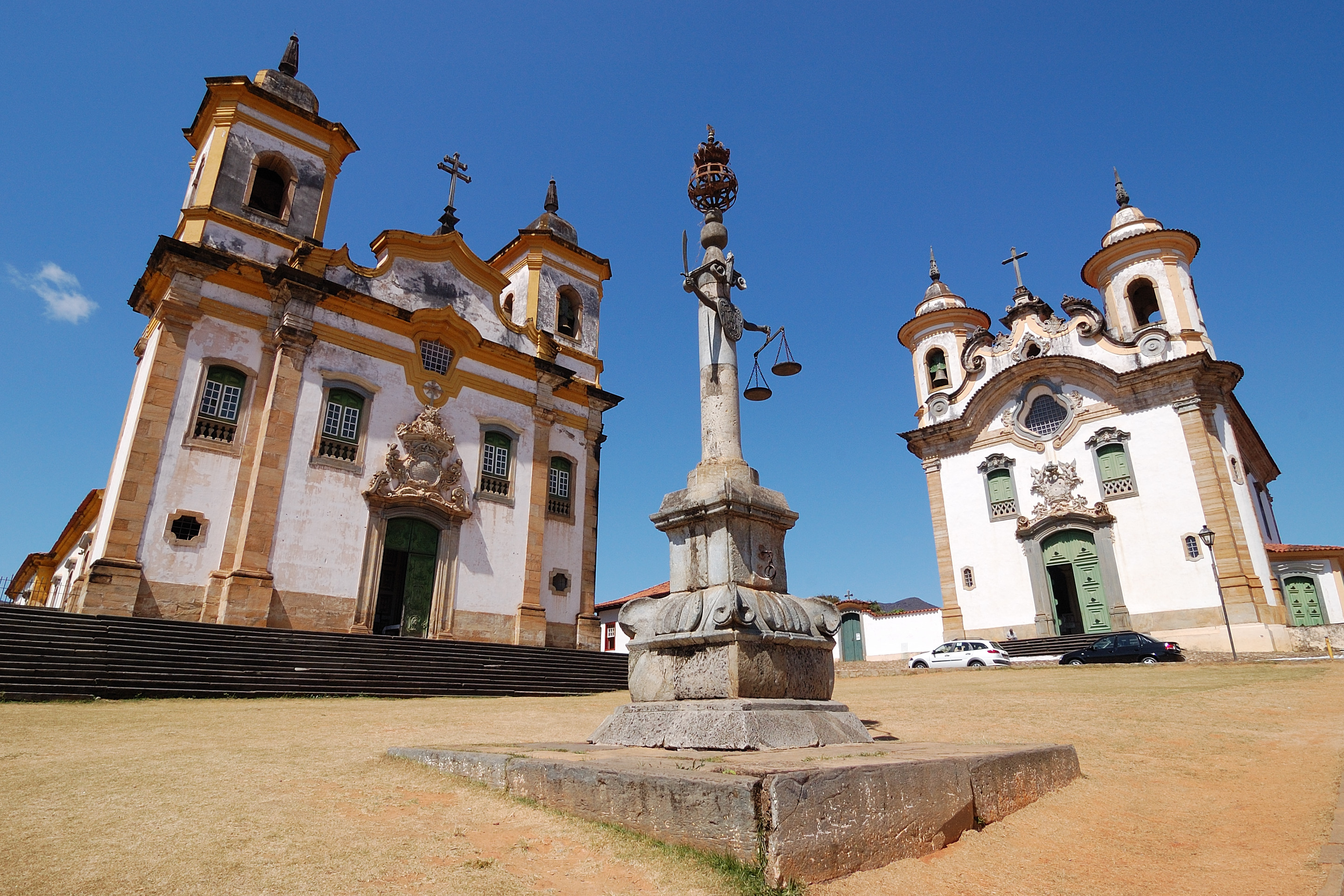
Igreja São Francisco de Assis und Igreja Nossa Senhora do Carmo an der Praça de Minas Gerais, im historischen Zentrum von Mariana

Ab der zweiten Hälfte des 18. Jahrhunderts zeigte die Goldproduktion jedoch deutliche Anzeichen eines Rückgangs. Um die Einnahmen aufrechtzuerhalten, begann die portugiesische Krone, die Steuern und Inspektionen in der Kolonie zu erhöhen und schuf die Derrama, eine neue Form der Steuer, die ihre Gewinne garantieren sollte. Die Goldvorkommen wurden immer knapper und die Siedler konnten sich diese Steuern nicht mehr leisten, was die portugiesische Regierung dazu veranlasste, ihren Besitz zu beschlagnahmen.

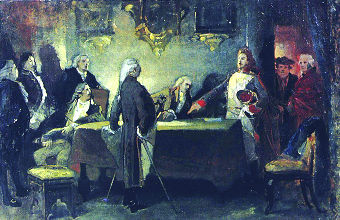
Geheimtreffen der Teilnehmer der Bewegung (Pedro Américo, 1892–1893)

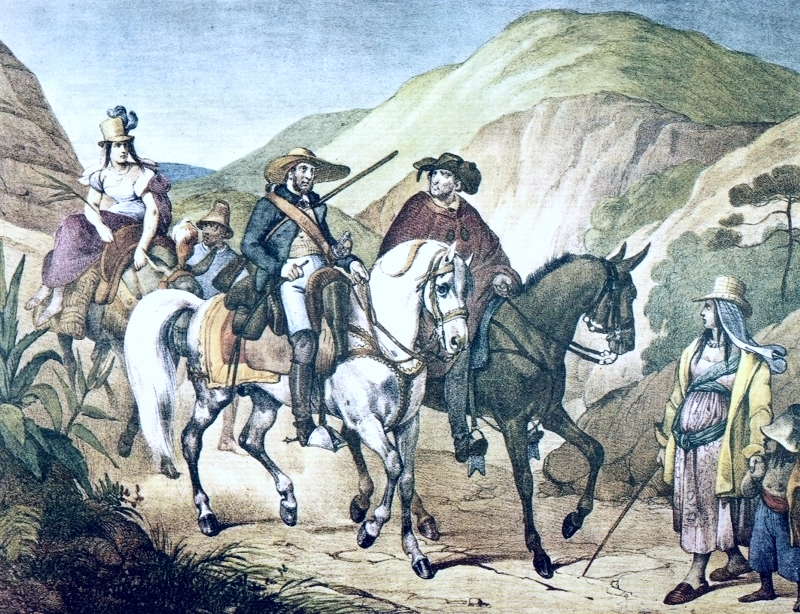
Einwohner von Minas Gerais um 1820

Diese als missbräuchlich empfundenen Maßnahmen lösten in der Bevölkerung von Minas Gerais große Unzufriedenheit aus. Beeinflusst von den Idealen der Aufklärung, die in Europa entstanden waren und sich in der gesamten westlichen Welt ausbreiteten, schmiedeten die Eliten des Bergbaus einen Plan zur Gründung einer neuen Republik in der Region Minas Gerais. Die Revolution sollte im Jahr 1789 stattfinden, als eine neue Abgabe eingeführt werden sollte. Zu den Anführern der Bewegung gehörten die Dichter Cláudio Manoel da Costa und Tomás Antônio Gonzaga, Pater Carlos Correia de Toledo e Melo, Oberst Joaquim Silvério dos Reis und Fähnrich Tiradentes. Die Einziehung der Steuer wurde jedoch von den lusitanischen Behörden widerrufen. Zur gleichen Zeit untersuchte die Krone den bevorstehenden Aufstand. Im Gegenzug für den Erlass seiner Schulden prangerte Joaquim Silvério dos Reis den gesamten Plan der Inconfidentes an, was zur Verhaftung mehrerer seiner Gefährten führte, bevor der Aufstand stattfand. Da viele der Mitglieder der Bewegungen enge Verbindungen zur Elite hatten, wurden nur wenige tatsächlich verurteilt. Da Tiradentes aus dem Volk stammte, wurde ihm die gesamte Verantwortung für die Bewegung zugeschrieben. Um andere Bewegungen zu unterdrücken, erhängte und zerstückelte die portugiesische Krone den Fähnrich, und Teile seiner Leiche wurden entlang der Zufahrtsstraßen im Kapitanats verstreut.

### Rückgang der Mineralienproduktion

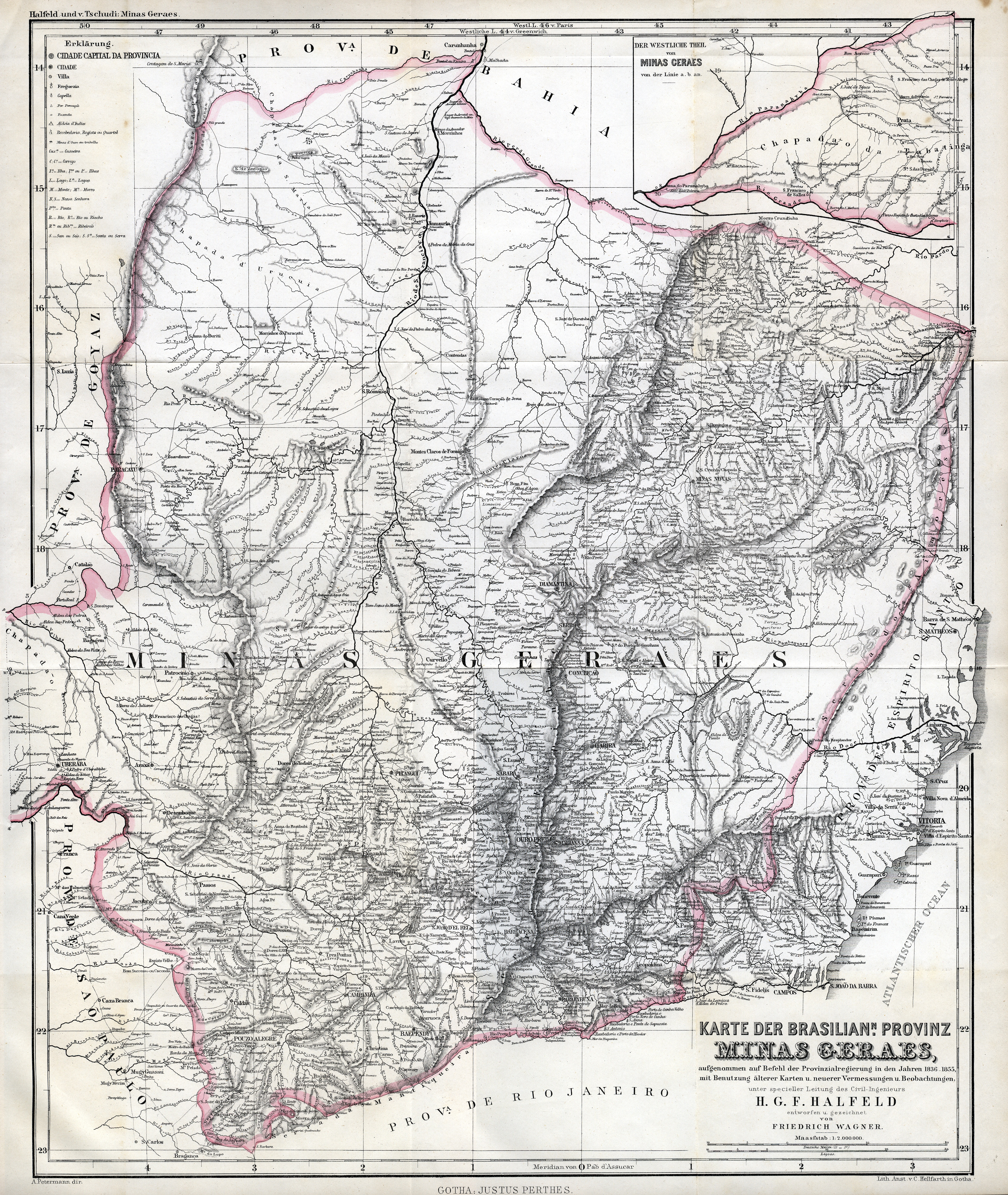
Karte von Minas Gerais im Jahr 1865

Bis dahin konzentrierte sich der größte Teil der Bevölkerung des Kapitanats in den städtischen Zentren und in der Nähe der Bergbauregion. Die Erschöpfung der Gold- und Diamantenvorkommen führte jedoch zur Diaspora der städtischen Bevölkerung, die in andere Regionen abwanderte. Die Entdecker begannen, in anderen Regionen des heutigen Staates neue Farmen zu gründen und Kapellen zu errichten, aus denen später Siedlungen und Städte hervorgingen. Zu Beginn des 19. Jahrhunderts kam es zu einer intensiven Gründung von Städten, Pfarreien, Bezirken und Gemeinden. Dies trug zur Ausdehnung und Besiedlung des Territoriums von Minas Gerais bei und erweiterte seine Grenzen nach Norden (Erwerb von Teilen der Provinz Pernambuco), nach Osten (Erwerb von Gebieten von Espírito Santo) und nach Westen (Annexion der Region Triângulo Mineiro, die zuvor zu Goiás gehört hatte). Die Bevölkerung von Minas Gerais wurde überwiegend ländlich geprägt, und die Goldstädte wurden immer leerer, was einen großen Einfluss auf die Kultur und Politik der Provinz hatte.

### Die Kaiserzeit
Im Jahr 1820 fand in Portugal die Liberale Revolution von Porto statt. König João VI. und die Gouverneure der brasilianischen Hauptstädte mussten der neuen portugiesischen Verfassung die Treue schwören, was die mit dem Absolutismus verbündeten Gouverneure in Verlegenheit brachte, darunter auch den Gouverneur der Hauptstadt von Minas Gerais, Manuel de Portugal e Castro, der diese von 1814 bis 1821 regierte. Ab 1823 wurde die Provinz Minas Gerais von einem von der Zentralregierung ernannten Präsidenten regiert.
Während die Provinz Minas Gerais während der Kolonialzeit einige Besonderheiten aufwies, glich sie im Laufe des Kaiserreichs aufgrund der durch die Verfassung von 1824 auferlegten einheitlichen staatlichen Organisation politisch und wirtschaftlich den anderen Provinzen. Dennoch nahm die Bevölkerung von Minas Gerais weiterhin Einfluss auf Ereignisse, die die Nation prägten, wie etwa die Abdankung von Kaiser Pedro I. im Jahr 1831.

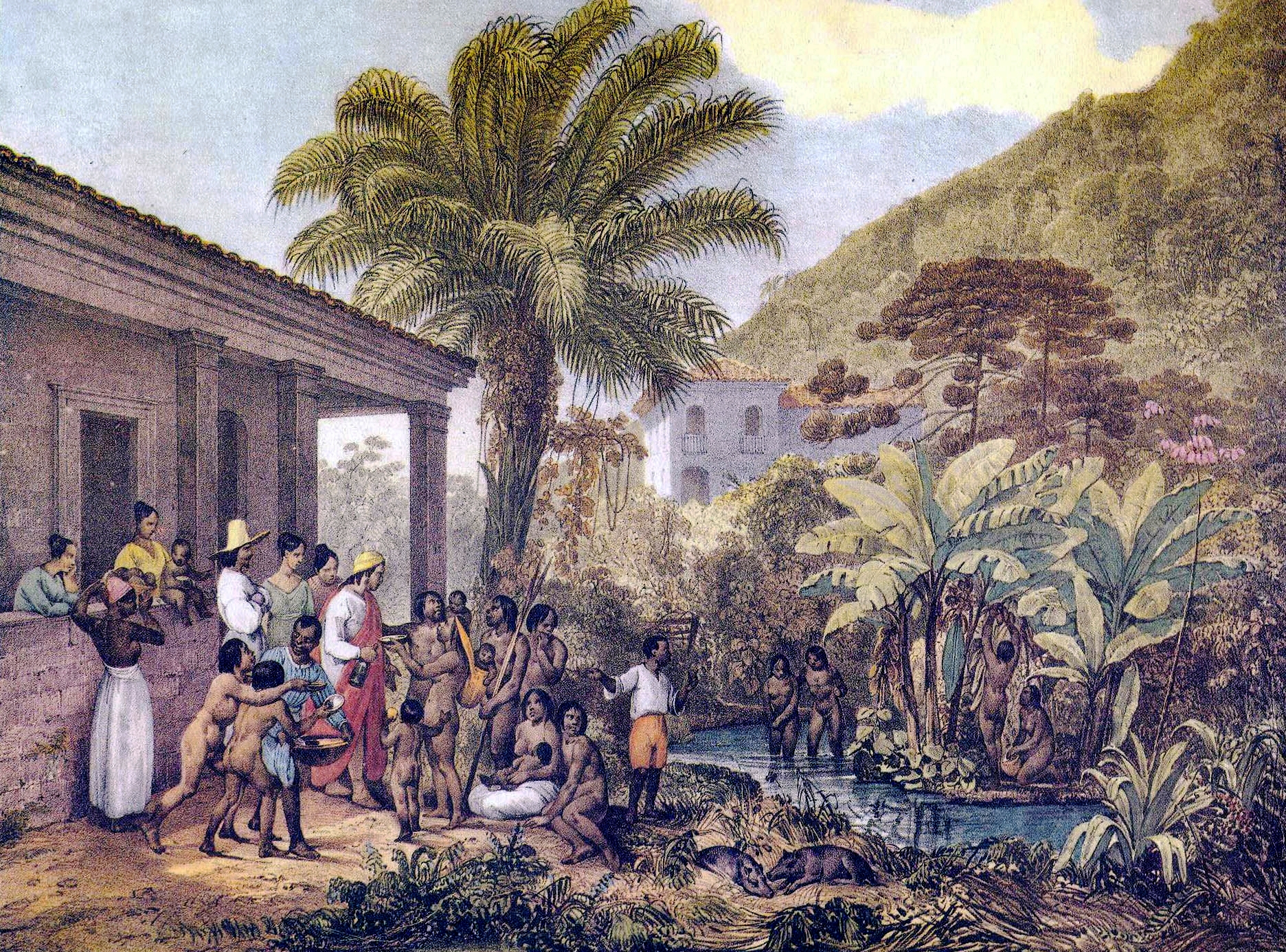
Indianer auf einem Bauernhof um 1824

Während der kaiserlichen Zeit gab es in Minas Gerais zwei wichtige Mobilisierungen der Bevölkerung. Die erste war der Militärische Aufruhr von 1833, eine unbedeutende Bewegung, die die Rückkehr von Dom Pedro I. ins Land forderte, aber bald von der Provinzregierung unterdrückt wurde. Eine weitere große Bewegung war die Liberale Revolution von 1842. Im brasilianischen Kaiserreich waren die politischen Kräfte im Wesentlichen in Liberale und Konservative gespalten. Als Dom Pedro II. 1840 volljährig wurde, übernahm die Konservative Partei die Macht, was die Liberalen zu einem Aufstand veranlasste. Daraufhin begannen in der Provinz São Paulo bewaffnete Auseinandersetzungen, denen sich 1842 die Liberalen von Minas Gerais anschlossen, wobei zunächst fünfzehn der damals zweiundvierzig Gemeinden beteiligt waren. Um die Aufständischen einzudämmen, schickte die kaiserliche Regierung Nationalgarden und Armeeeinheiten, um die Führer der liberalen Partei zu verhaften. Es kam zu mehreren Auseinandersetzungen, die sich über mehr als zwei Monate hinzogen, bevor die Bewegung schließlich vollständig niedergeschlagen wurde. Die Anführer wurden sechs Jahre später vor Gericht gestellt und freigesprochen.
In der zweiten Hälfte des 19. Jahrhunderts wurden in Minas Gerais die ersten Fortschritte im industriellen Sektor erzielt. Die Eisenerzeugung und -verarbeitung begann in der Stahlindustrie zuzunehmen. Außerdem entstanden verschiedene Textil-, Molkerei-, Wein-, Lebensmittel-, Keramik- und Geschirrfabriken. Allerdings dominierte zu dieser Zeit die Landwirtschaft, die hauptsächlich auf den Eigenbedarf ausgerichtet war und das Wirtschaftswachstum der Provinz behinderte. Die Arbeitskräfte waren überwiegend Sklaven, die aus den Überbleibseln des Bergbaus stammten. Die exportorientierte Kaffeeproduktion kam zu Beginn der Kaiserzeit in die Provinz und nahm bis zum Ende des Jahrhunderts erheblich zu, wobei die wichtigsten Anbaugebiete in Minas die Zona da Mata und der Süden waren. Die Produktion in São Paulo war jedoch stets deutlich höher, und administrative, natürliche und wirtschaftliche Faktoren begünstigten die Entwicklung des Kaffeeanbaus in Minas Gerais zu jener Zeit.

### Republik

Minas Gerais, 1889

1889 wurde in Brasilien die Republik ausgerufen und Minas Gerais wurde ein Bundesstaat der Föderation. Die Anpassung an das neue politische System war jedoch nicht einfach: In den ersten 19 Monaten der Republik (15. November 1889 bis 15. Juni 1891) gab es in Minas Gerais 14 Verwaltungsperioden, in denen sich sieben Behörden an der Macht abwechselten.
Mit der Republik entstanden in Minas Gerais die ersten großen Kaffeebarone, die für eine erhebliche Steigerung der Produktion des Bundesstaates verantwortlich waren. Diese Kaffeebauern hatten großen Einfluss auf die Politik des Bundesstaates.

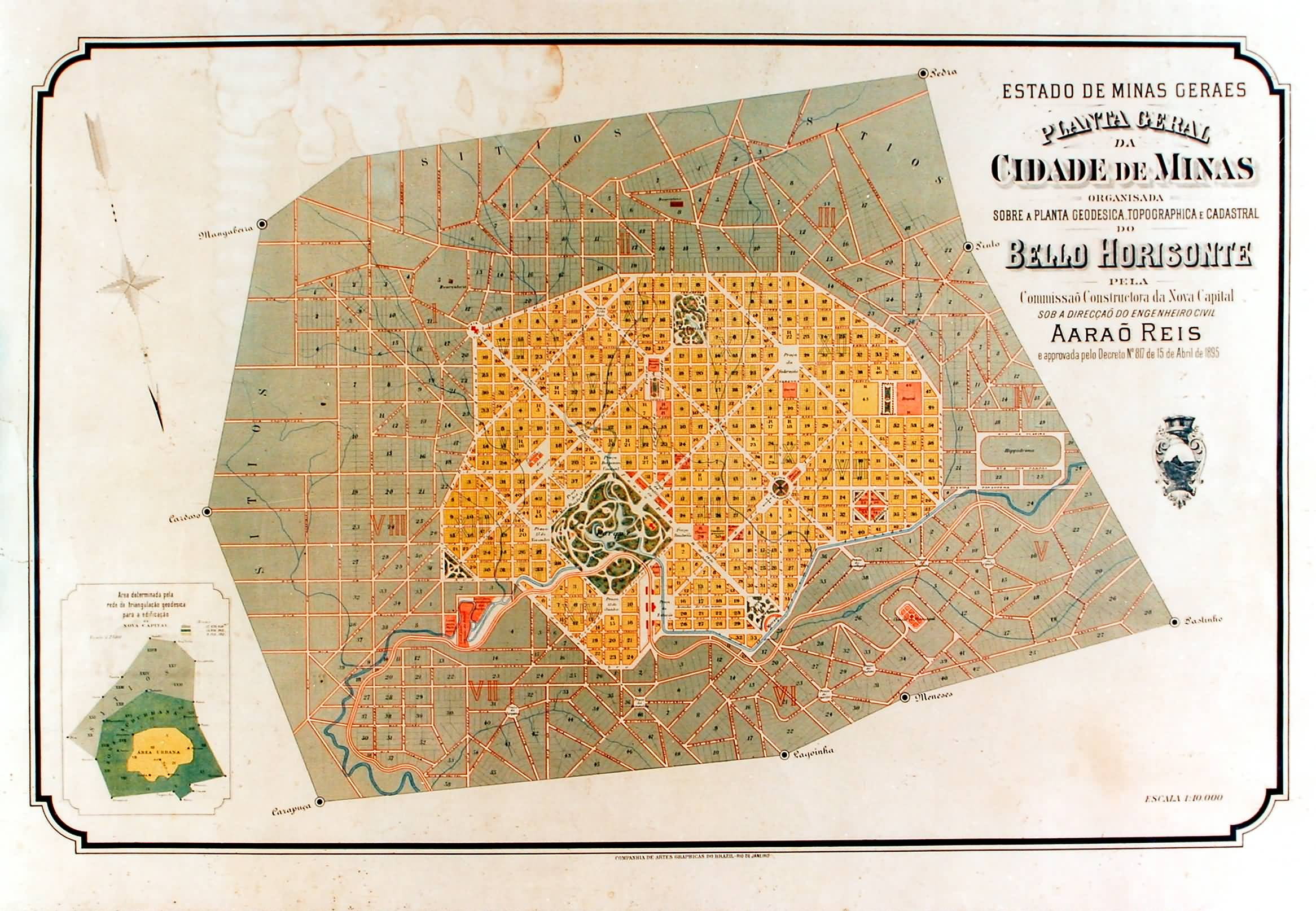
Grundriss von Belo Horizonte, einer der ersten Planstädte des Landes

Der Kaffeezyklus (Ciclo do café) in diesem Bundesstaat wies einige Besonderheiten auf, die das Wirtschaftswachstum des Landes beeinträchtigten. Die mit der Ernte erzielten Gewinne waren zum Teil für die Exporthäfen der Nachbarstaaten bestimmt. Außerdem gab es nach dem Ende der Sklaverei keinen direkten Übergang zu freien und bezahlten Arbeitskräften auf den Plantagen, was dazu führte, dass weniger Geld im Umlauf war. Ein weiterer erschwerender Faktor war die mangelnde Koordinierung zwischen den Regionen des Staates, die mehr wirtschaftliche Beziehungen zu den Nachbarstaaten unterhielten. Angesichts dieser Situation versuchten die Eliten von Minas Gerais, die Wirtschaft des Bundesstaates durch verschiedene Initiativen zu zentralisieren, unter anderem durch die Gründung einer neuen Hauptstadt, Belo Horizonte, im Jahr 1897. Eine Ausnahme von der industriellen Rückständigkeit von Minas Gerais in der Alten Republik bildete die Stadt Juiz de Fora, die dank der Kaffeewirtschaft und ihrer Nähe zu Rio de Janeiro einen industriellen Aufschwung erlebte. Diese Entwicklung hielt jedoch nur bis 1930 an, als der Wettbewerb mit den anderen großen Industriezentren des Landes zu einer Stagnation und dem anschließenden Niedergang des Industriegebiets der Stadt führte.
Nachdem die Hauptstadt bereits nach Belo Horizonte verlegt und die Regierung des Bundesstaates organisiert worden war, war Minas Gerais, damals der bevölkerungsreichste Bundesstaat Brasiliens, ab 1898 bereit, die politische Bühne Brasiliens zu betreten. Zu diesem Zweck schlossen sich die Oligarchen von Minas Gerais mit den Eliten von São Paulo zur so genannten Kaffee- und Milchpolitik zusammen, bei der die gewählten Präsidenten abwechselnd aus São Paulo und Minas Gerais kommen sollten. Die Mineiros Afonso Pena, Venceslau Brás, Delfim Moreira und Artur Bernardes waren im Rahmen der Politik des „café com leite“ allesamt Präsidenten Brasiliens.
Während der Ersten Brasilianischen Republik war die wichtigste politische Partei in Minas Gerais die Partido Republicano Mineiro (PRM), zu deren starken Namen Bias Fortes, Silviano Brandão, Francisco Antônio de Sales, Artur Bernardes und Raul Soares gehörten, die alle Gouverneure des Staates waren. Die Partei verfügte über viel Macht, kontrollierte politische Ernennungen, kooptierte Bürgervereine und Kaffeebauern und schüchterte die Presse ein.
Trotz einiger Abweichungen in der „café con leche“-Politik zwischen São Paulo und Minas Gerais, die die Wahl von Präsidenten aus anderen Bundesstaaten ermöglichte, haben beide Staaten nie aufgehört, Einfluss auf den Wahlprozess zu nehmen. In den 1920er Jahren beschleunigten mehrere Faktoren den Niedergang der oligarchischen Vorherrschaft, wie Volksaufstände, tenentistische Bewegungen und die wirtschaftliche Krise des Kaffees, die durch die Weltwirtschaftskrise noch verschärft wurde. Die „Kaffee-mit-Milch“-Politik fand jedoch ein Ende, als der damalige Präsident von São Paulo, Washington Luís, einen Mann aus Minas Gerais zu seinem Nachfolger ernennen sollte, stattdessen aber einen anderen Mann aus São Paulo, Júlio Prestes, nominierte. In Opposition zu dieser Episode schloss sich Minas Gerais der Liberalen Allianz an, die 1930 einen Staatsstreich durchführte und unter dem Kommando von Getúlio Vargas eine neue Republik in Brasilien gründete.
Während der Vargas-Ära verlor Minas Gerais seine politische Macht und war der Garant für Ordnung, die Unterstützungsbasis für Getúlio Vargas, insbesondere während des Estado Novo. Eine der ersten Demonstrationen im Kampf gegen den Estado Novo war das Manifesto dos Mineiros vom 24. Oktober 1943, das die Demokratisierung des Landes forderte.

### Industrialisierung und Entwicklung
Das Entwicklungsprojekt in Minas Gerais wurde von zwei Leitlinien geleitet. Die erste umfasste die Diversifizierung der Produktion mit dem Ziel, einen starken Agrarsektor zu schaffen, der die industrielle Entwicklung tragen kann. Die andere Strategie bestand darin, die natürlichen Ressourcen des Staates zu nutzen, um sich mit der Produktion von Zwischenprodukten zu spezialisieren. In der ersten Hälfte des 20. Jahrhunderts wurde der Plan schrittweise mit verschiedenen Initiativen umgesetzt, wie etwa der Gründung der Industriestadt Contagem im Jahr 1941. Der Fortschritt wurde jedoch durch logistische Probleme wie den Mangel an Energie und einem effizienten Verkehrsnetz behindert.

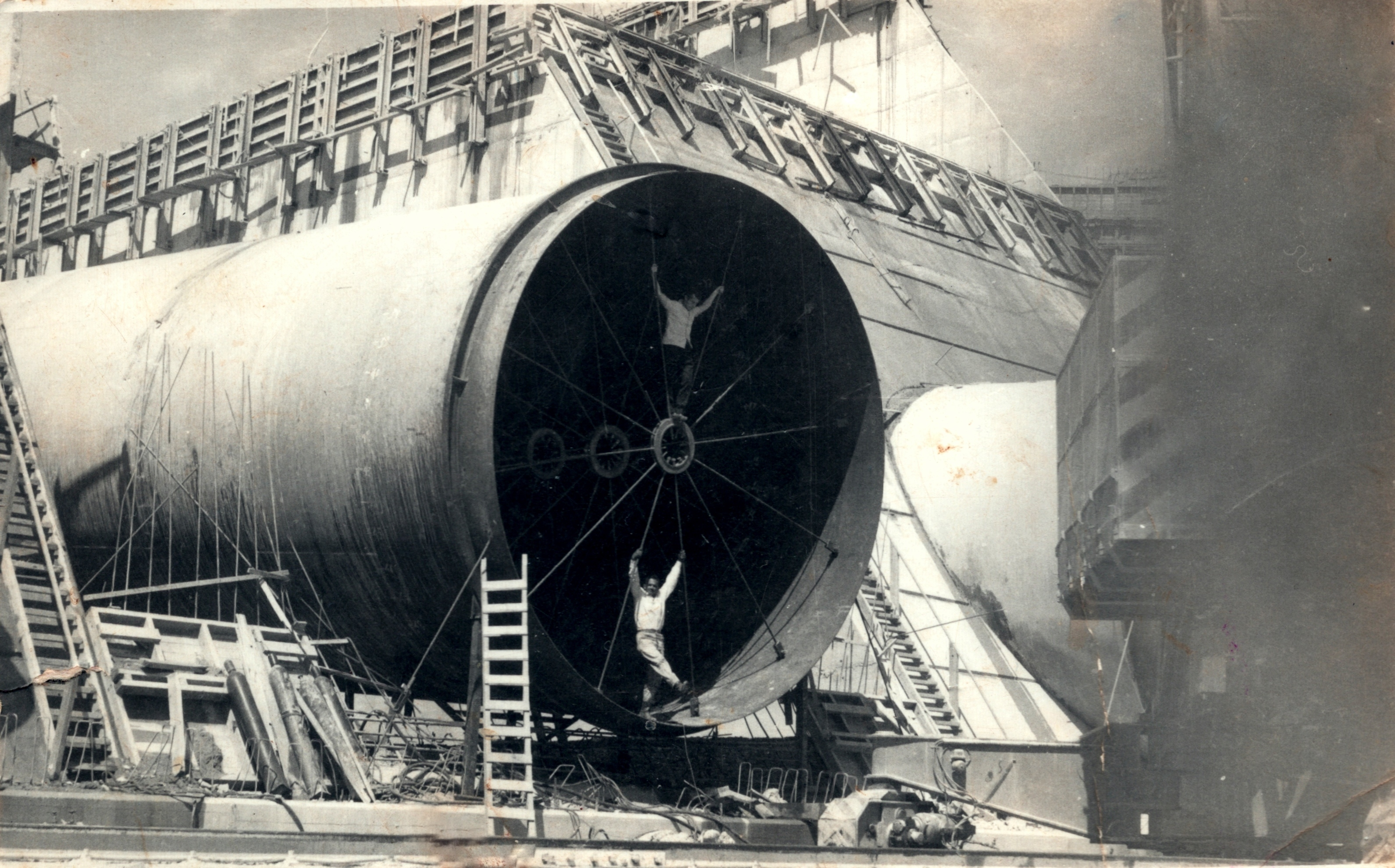
Rohrleitungen, die für den Bau des Wasserkraftwerks Furnas verwendet wurden

Ab Ende der 1940er Jahre und während der gesamten 1950er Jahre durchlief Minas Gerais jedoch einen bedeutenden Transformationsprozess, der darauf abzielte, die Probleme zu beheben, die seine Entwicklung behinderten, insbesondere während der Amtszeit von Juscelino Kubitschek als Gouverneur (1951–1955) und Präsident der Republik (1956–1961). Die Energiegesellschaft von Minas Gerais (Companhia Energética de Minas Gerais, kurz: Cemig), mehrere Wasserkraftwerke und Tausende von Kilometern an Straßen wurden geschaffen. Ein wichtiger Industriezweig, der sich in dieser Zeit entwickelte, war die Metallurgie, die von der Eisengewinnung in der zentralen Region des Bundesstaates getragen wurde. Die wirtschaftliche Instabilität, die in den 1960er Jahren folgte, beeinträchtigte jedoch die Kontinuität dieses Wachstums, so dass der Bundesstaat ins Hintertreffen geriet. Während der Militärdiktatur unterstützten die Industrieverbände von Minas Gerais und wichtige Industrielle aus Minas Gerais das Regime.
In den 1970er Jahren nahm Minas Gerais jedoch seinen wirtschaftlichen Wachstumskurs wieder auf und profitierte vor allem vom Prozess der industriellen Dezentralisierung. Infolgedessen lag das Wachstum des Bruttoinlandsprodukts von Minas Gerais mehrere Jahre lang über dem nationalen Durchschnitt. Dieser Prozess war auf die Steigerung der Industrieproduktion und die Stärkung der Landwirtschaft zurückzuführen. Dieser Prozess führte auch zu einem Anstieg des Anteils der in den Städten lebenden Bevölkerung, obwohl ein großer Teil dieser Landflucht durch Abwanderung in die großen städtischen Zentren anderer Bundesstaaten motiviert war. In den 1980er Jahren erfuhr das Wirtschaftswachstum von Minas Gerais eine neue Diskontinuität aufgrund der allgemeinen Wirtschaftskrise, die das Land durchlief. Dennoch lag das Wachstum in Minas Gerais immer noch über dem Landesdurchschnitt. Ab den 1990er Jahren zeigte der Bundesstaat eine geringe Wirtschaftsdynamik und folgte damit dem nationalen Trend. Seitdem hat Minas Gerais seine Position in der nationalen Wirtschaft mit dem dritthöchsten BIP des Landes gefestigt und hält diese Position bis heute (Stand: 2013).

## Geographie

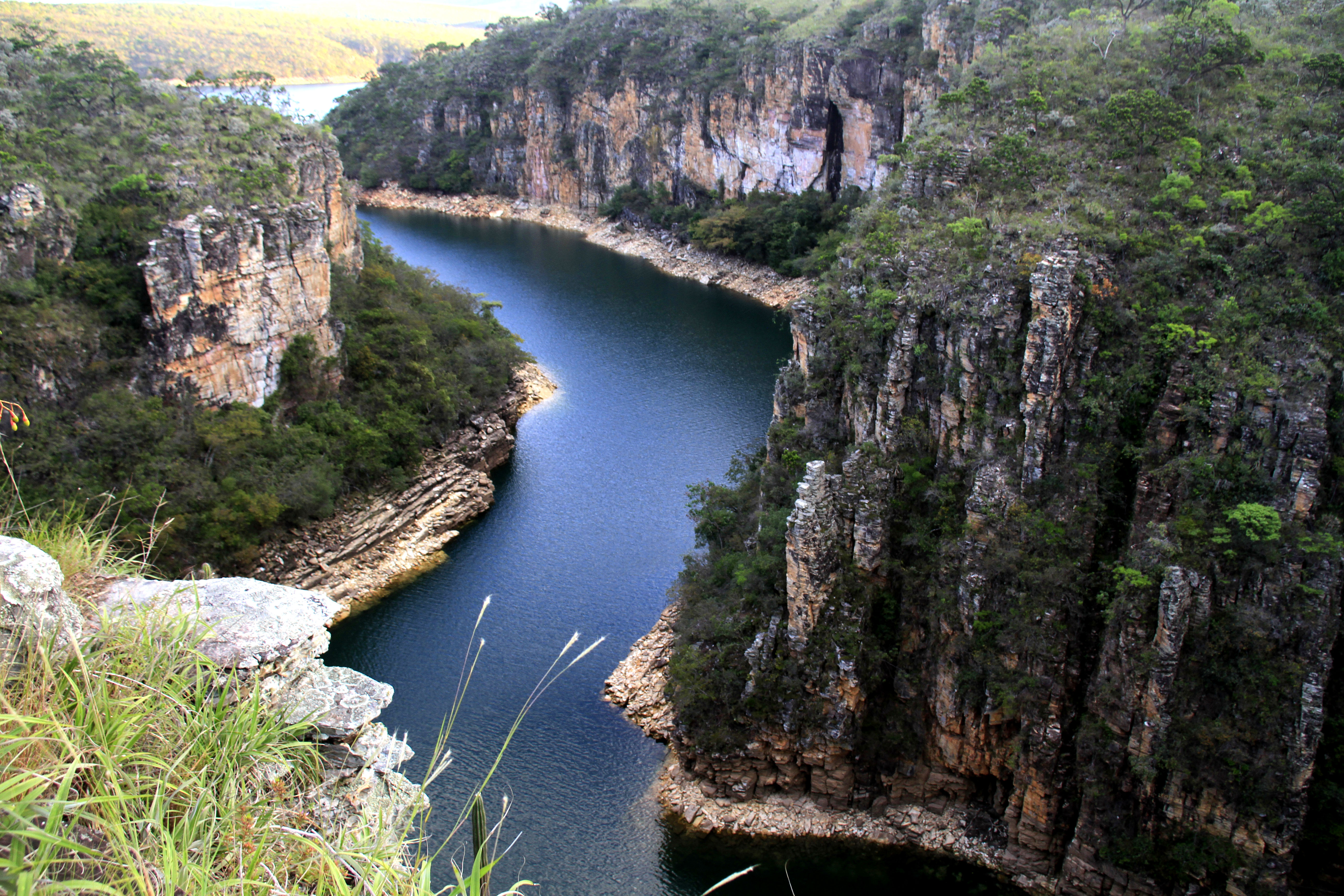
Schlucht des Flusses Piumhi in der Gemeinde Capitólio

Minas Gerais ist einer der 27 brasilianischen Bundesstaaten im Südosten des Landes und grenzt im Süden und Südosten an den Bundesstaat São Paulo, im Südosten an den Bundesstaat Rio de Janeiro, im Westen an den Bundesstaat Mato Grosso do Sul, im Nordwesten an den Bundesstaat Goiás und den Bundesdistrikt, im Norden und Nordosten an den Bundesstaat Bahia und im Norden und Osten an den Bundesstaat Espírito Santo mit einer Gesamtgrenzlänge von 4.727 km. Die Hauptstadt ist Belo Horizonte. Sie wurde Ende des 19. Jahrhunderts anstelle der alten Hauptstadt Ouro Preto angelegt, die an hohen Feiertagen diese Funktion allerdings symbolisch zurückerhält.
Nach Angaben des brasilianischen Instituts für Geographie und Statistik (Instituto Brasileiro de Geografia e Estatística, kurz: IBGE) beträgt die Fläche des Bundesstaates 586.513,983 km² (etwas weniger als die Summe der von Portugal und Spanien zusammen eingenommenen Flächen, 596.994 km²) und entspricht 6,89 % des brasilianischen Territoriums, was ihn zum viertgrößten Bundesstaat in Bezug auf die territoriale Ausdehnung macht (nach Amazonas, Pará und Mato Grosso), von denen 2.525,8 km² auf das Stadtgebiet entfallen. Die lineare Entfernung zwischen den äußersten Punkten des Bundesstaates beträgt 1.248 km in Ost-West-Richtung und 986 km in Nord-Süd-Richtung.

### Relief

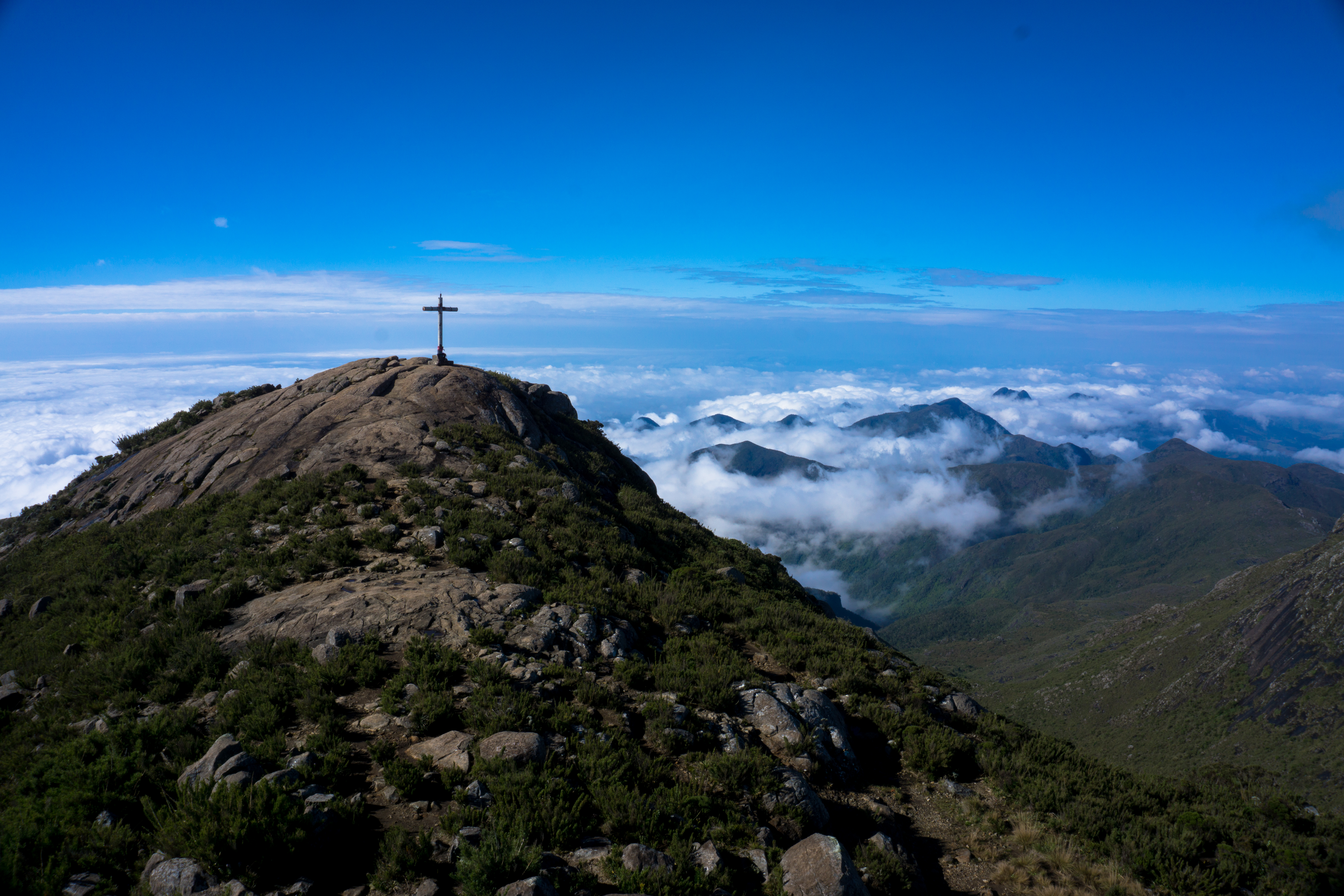
Pico da Bandeira, der höchste Punkt des Staates, mit der Serra do Caparaó im Hintergrund.

Mehr als 90 % der Fläche von Minas Gerais liegt oberhalb von 300 Metern, fast 60 % oberhalb von 600 Metern und 20 % zwischen 900 und 1500 Metern, wobei Hochebenen mit Steilhängen und Senken vorherrschen, was vor allem in der Zentralregion auffällt. Die höchste Erhebung des Bundesstaates ist der Pico da Bandeira in der Serra do Caparaó an der Grenze zu Espírito Santo mit einer Höhe von 2.891 Metern (der dritthöchste des Landes), gefolgt vom Pico do Cristal mit 2.780 Metern.
Neben der Serra do Caparaó, in der sich der Bandeira-Gipfel befindet, sind in Minas Gerais noch weitere Gebirgszüge erwähnenswert, darunter die Serra do Espinhaço, die vom Zentrum des Bundesstaates nach Norden bis zur Grenze zu Bahia verläuft. Im Süden, an der Grenze zu den Bundesstaaten São Paulo und Rio de Janeiro, liegt die Serra da Mantiqueira, in der einige der höchsten Gipfel des Landes zu finden sind, wie der Agulhas Negras mit einer Höhe von 2 787 Metern. Weitere kleinere Gebirgszüge sind über den ganzen Bundesstaat verstreut, die bekanntesten sind die Serra da Canastra und die Serra do Lenheiro.
Offiziell lassen sich die im Bundesstaat Minas Gerais vorhandenen Landformen in folgende Arten von geomorphologischen Einheiten unterteilen: die Kristalline Hochebene, das Espinhaço-Gebirge, die Senke des Flusses São Francisco, die São-Francisco-Hochebene und die Paraná-Hochebene. Die kristalline Hochebene hat eine durchschnittliche Höhe von 800 Metern – die mit zunehmender Annäherung an die Zona da Mata abnimmt – und weist Vertiefungen auf, in denen die Täler der Flüsse Jequitinhonha und Doce entspringen. Das Espinhaço-Gebirge hat eine durchschnittliche Höhe von 1.300 Metern und trennt das Einzugsgebiet des Flusses São Francisco von den hydrographischen Becken der Küste.
Die Flussniederung des São Francisco hat eine durchschnittliche Höhe von 500 Metern und liegt im Westen von Minas Gerais in Nord-Süd-Richtung. Die Hochebene von São Francisco hat eine durchschnittliche Höhe von 1.000 Metern und besteht aus zerklüfteten Hochebenen, die von Tälern durchzogen sind. Die Paraná-Hochebene schließlich hat eine durchschnittliche Höhe von 600 Metern und liegt im Südwesten von Minas Gerais und wird von Flüssen wie dem Prata, dem Tijuco und dem Araguari durchzogen.

### Hydrographie

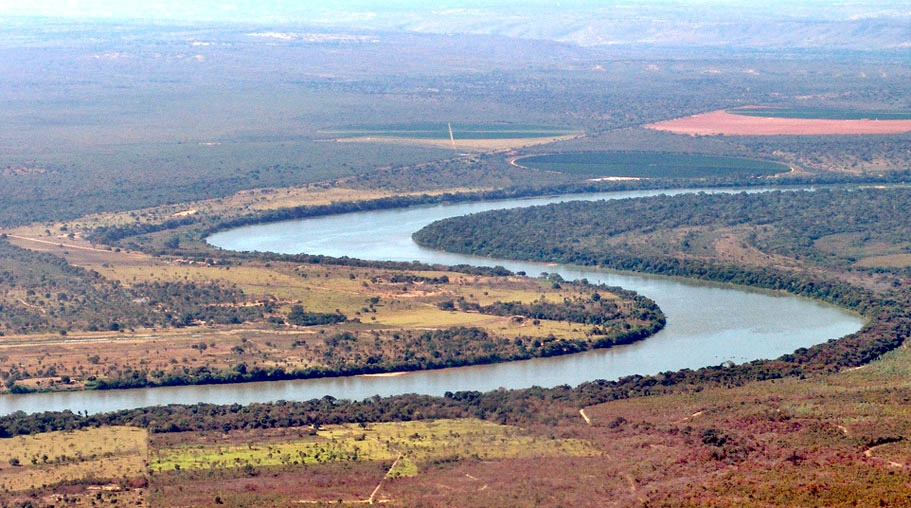
Ein Abschnitt des Flusses São Francisco zwischen den Gemeinden Ponto Chique und Várzea da Palma

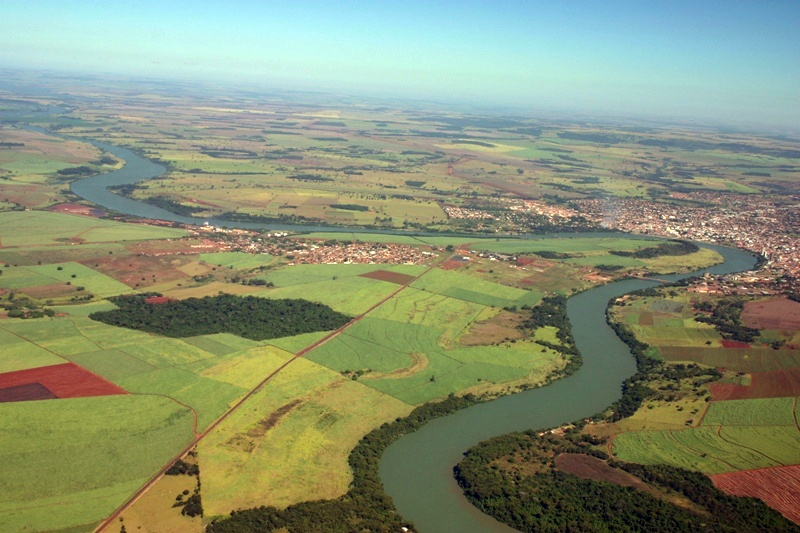
Luftaufnahme des Paranaíba-Flusses an der Grenze zwischen Itumbiara (GO) und Araporã (MG).

Im hydrographischen Netz des Bundesstaates Minas Gerais sind die wichtigsten Flüsse der Doce, der zwischen den Hängen der Berge Mantiqueira und Espinhaço entspringt und 853 km lang ist, bis er in Espírito Santo in den Atlantik mündet; der Grande, der in der Serra da Mantiqueira in der Gemeinde Bocaina de Minas entspringt und nach 1 360 km in den Paranaíba mündet und damit den Paraná (im Bundesstaat São Paulo) bildet; der Paranaíba, der in Mata da Corda in Paranaíba entspringt und eine Länge von etwa 1070 km hat; der São Francisco, der in der Serra da Canastra entspringt, 2.830 km lang ist, Bahia durchschneidet und durch Pernambuco, Sergipe und Alagoas fließt, bis er in den Ozean mündet, wobei sein Wasser für den Tourismus, die Freizeitgestaltung, die Bewässerung und den Verkehr in mehreren Städten, vor allem im Norden von Minas Gerais, von großer Bedeutung ist und schließlich der Jequitinhonha, der im Espinhaço-Gebirge in Serro entspringt und 920 km lang bis zu seiner Mündung in den Atlantik fließt. Weitere wichtige Flüsse des Bundesstaates sind der Mucuri, der Pardo, der Paraíba do Sul, der São Mateus und der das Velhas. Im Staatspark Rio Doce (Parque Estadual do Rio Doce) befindet sich das größte Seensystem des Bundesstaates. Es gibt jedoch auch wichtige Stauseen für Wasserkraftwerke, wie den Furnas-Staudamm im Süden und den Três Marias-Staudamm im Zentrum des Bundesstaates.
Aufgrund der großen Anzahl von Quellen wird der Bundesstaat als „Wasserreservoir Brasiliens“ („caixa-d'água do Brasil“) bezeichnet, und viele dieser Flüsse sind wichtig für die Energieversorgung, die Landwirtschaft und den Tourismus, mit einer großen Anzahl von Wasserkraftwerken, Bewässerungskanälen und Freizeitaktivitäten. Sechzehn hydrographische Becken bilden den Bundesstaat Minas Gerais, von denen das größte der São Francisco ist, der eine Fläche von 2,3 Mio. km² auf dem Staatsgebiet einnimmt. Das Staatsgebiet von Minas Gerais umfasst vier hydrographische Regionen: dem São Francisco (dessen Hauptbestandteile in Minas die Flüsse São Francisco, das Velhas und Paracatu sind), dem Ostatlantik (Flüsse wie der São Mateus, Doce, Itaúnas und Itabapoana), dem Südostatlantik und dem Paraná (der aus den Teileinzugsgebieten der Flüsse Paranaíba und Grande besteht). In der Trockenzeit ist das Wasservolumen geringer, und im Norden von Minas Gerais trocknen einige Flüsse in Dürreperioden sogar aus. In der Regenzeit sind die Flüsse voll und manchmal überschwemmt.

### Umweltkatastrophen
Am 5. November 2015 ereignete sich in Minas Gerais eine Umweltkatastrophe, der Dammbruch von Bento Rodrigues: in der Nähe der Stadt Mariana brach ein Absetzbecken einer Eisenerzmine. Dabei gelangte toxischer Schlamm in den Rio Doce und dadurch bis in den Atlantischen Ozean. Am 25. Januar 2024 verurteilte das Bundesgericht in Belo Horizonte die Bergbaukonzerne Vale, Samarco und BHP zur Zahlung von umgerechnet 8,93 Milliarden Euro für immaterielle Schäden.
Am 25. Januar 2019 brach in Minas Gerais in der Gemeinde Brumadinho ein Staudamm (siehe: Dammbruch von Brumadinho). Eine Schlammlawine verursachte weiträumige Zerstörungen.

Vergleichende animierte Satellitenbilder, die Region vor und nach dem Samarco-Dammbruch
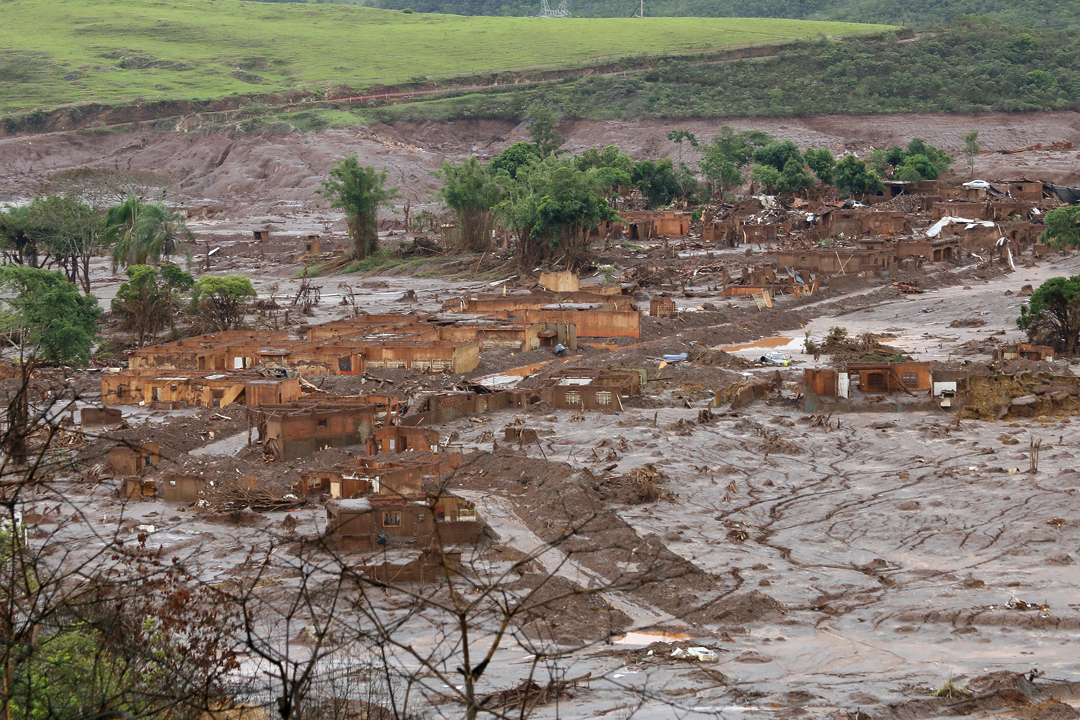
Bento Rodrigues wurde nach dem Samarco-Dammbruch überflutet (Dammbruch von Bento Rodrigues)
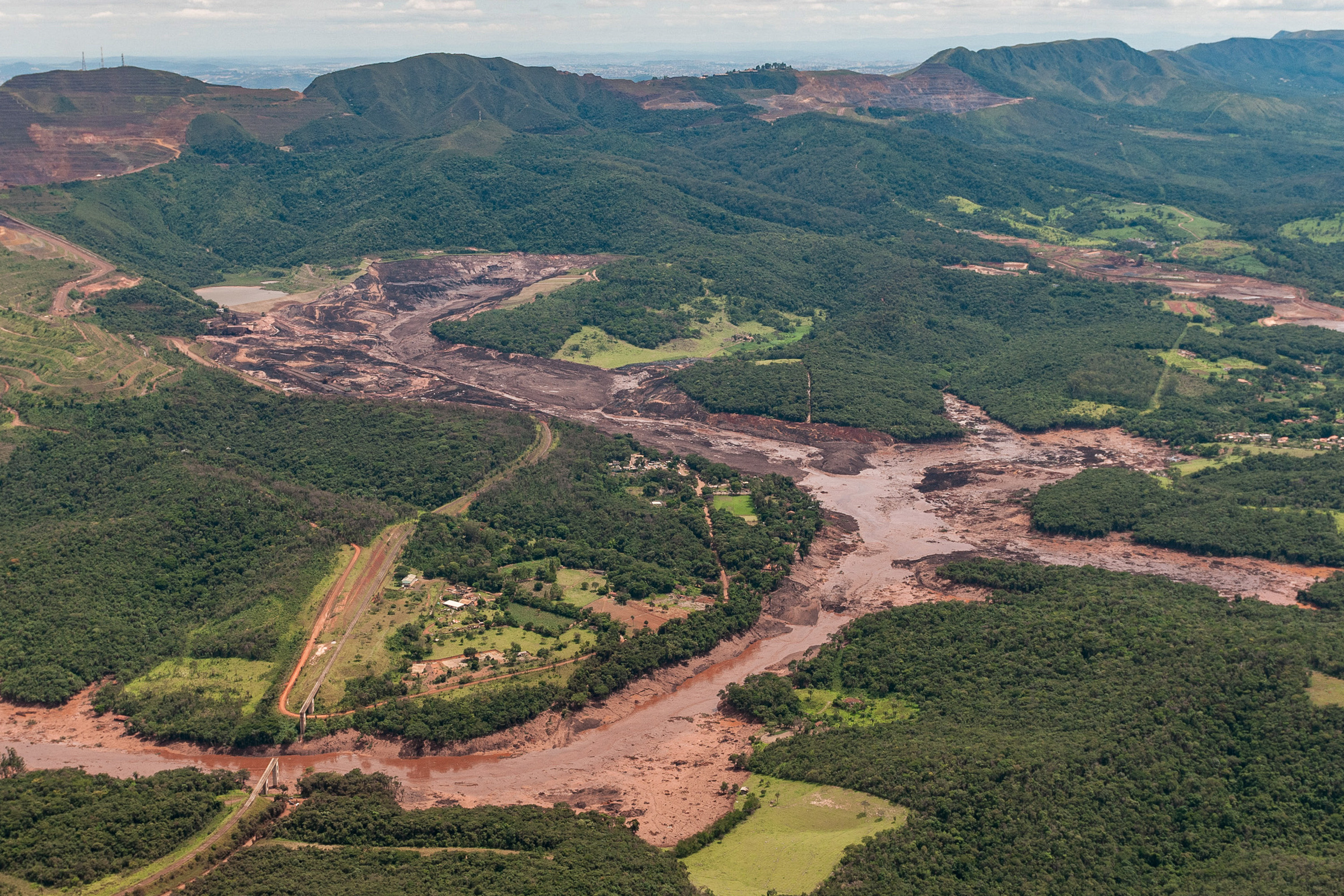
Links von der Bildmitte das zerbrochene Absetzbecken (Dammbruch von Brumadinho)
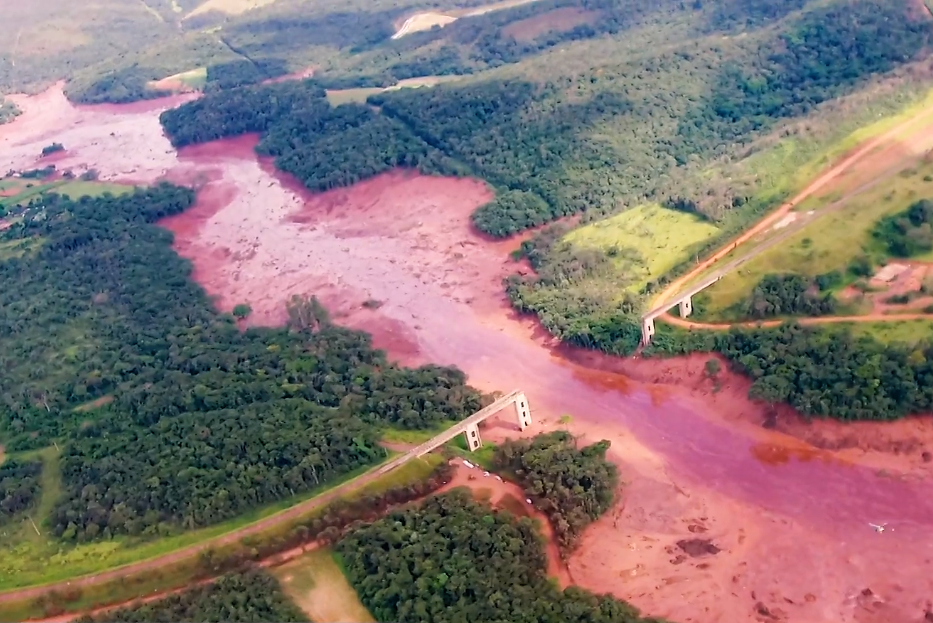
Die durch Eisenoxid rot gefärbte Schlammlawine bei der zerstörten Eisenbahnbrücke

### Klima

Minas Gerais in der Köppen-Klimaklassifikation

Im Bundesstaat Minas Gerais gibt es vier verschiedene Klimatypen: das subtropische Höhenklima (Cwb, nach der Köppen-Geiger-Klimaklassifikation), das in den höheren Regionen der Gebirge Canastra, Espinhaço und Mantiqueira sowie in kleinen Gebieten in der Nähe der Städte Araguari und Carmo do Paranaíba auftritt, mit Trockenheit im Winter und milden Temperaturen während des ganzen Jahres und einer Durchschnittstemperatur des wärmsten Monats von weniger als 22 °C; das subtropische Klima mit einem trockenen Winter – Temperaturen unter 18 °C – und einem heißen Sommer – Temperaturen über 22 °C – (Cwa), das nördlich der Berge Espinhaço und Cabral zu beobachten ist; das tropische Klima mit trockenem Winter (Aw), das im Triângulo Mineiro, in der Zona da Mata, im Vale do Rio Doce und fast in der gesamten nördlichen Hälfte des Bundesstaates vorherrscht, mit einer trockenen Jahreszeit im Winter und reichlichen Niederschlägen im Sommer, mit jährlichen Niederschlägen zwischen 750 mm und 1 800 mm; und das halbfeuchte tropische Klima mit Niederschlägen im Sommer (As), das im Norden von Minas Gerais auftritt, mit jährlichen Niederschlägen von immer weniger als 1 000 mm und manchmal weniger als 750 mm. Nach Angaben der Superintendentur für die Entwicklung des Nordostens (Superintendência do Desenvolvimento do Nordeste – Sudene) ist das halbtrockene Klima in 88 Gemeinden von Minas Gerais anzutreffen, die sich alle im Norden des Bundesstaates befinden, von denen sich viele in einem Prozess der Desertifikation befinden.
Der Staat steht das ganze Jahr über unter dem Einfluss von Kaltfronten, aber im Winter verhindert das südatlantische Hochdruckgebiet die Ausbreitung von Feuchtigkeit, so dass die Tage trocken und sonnig bleiben, und begünstigt den Einfluss kalter Luftmassen, so dass die Trockenzeit beginnt. Zwischen dem späten Frühjahr und dem Frühsommer (hauptsächlich zwischen November und März), wenn sich das Antizyklon entfernt, wirken die Kaltfronten mit größerer Intensität, und es kommt zu einer intensiven Organisation der tropischen Konvektion, die sich in einem Band konvektiver Wolken, den so genannten Konvergenzzonen, manifestiert – von denen die südatlantische Konvergenzzone (zona de convergência do Atlântico Sul – SACZ) diejenige ist, die den Staat am stärksten beeinträchtigt und in einigen Regionen tagelange starke Regenfälle verursacht. Aufgrund der Bewölkung können die von der SACZ und den Kaltfronten verursachten Regenfälle einen Temperaturabfall verursachen, der zu dieser Jahreszeit aufgrund der Wirkung warmer kontinentaler Luftmassen normalerweise hoch ist.

### Ökologie und Umwelt

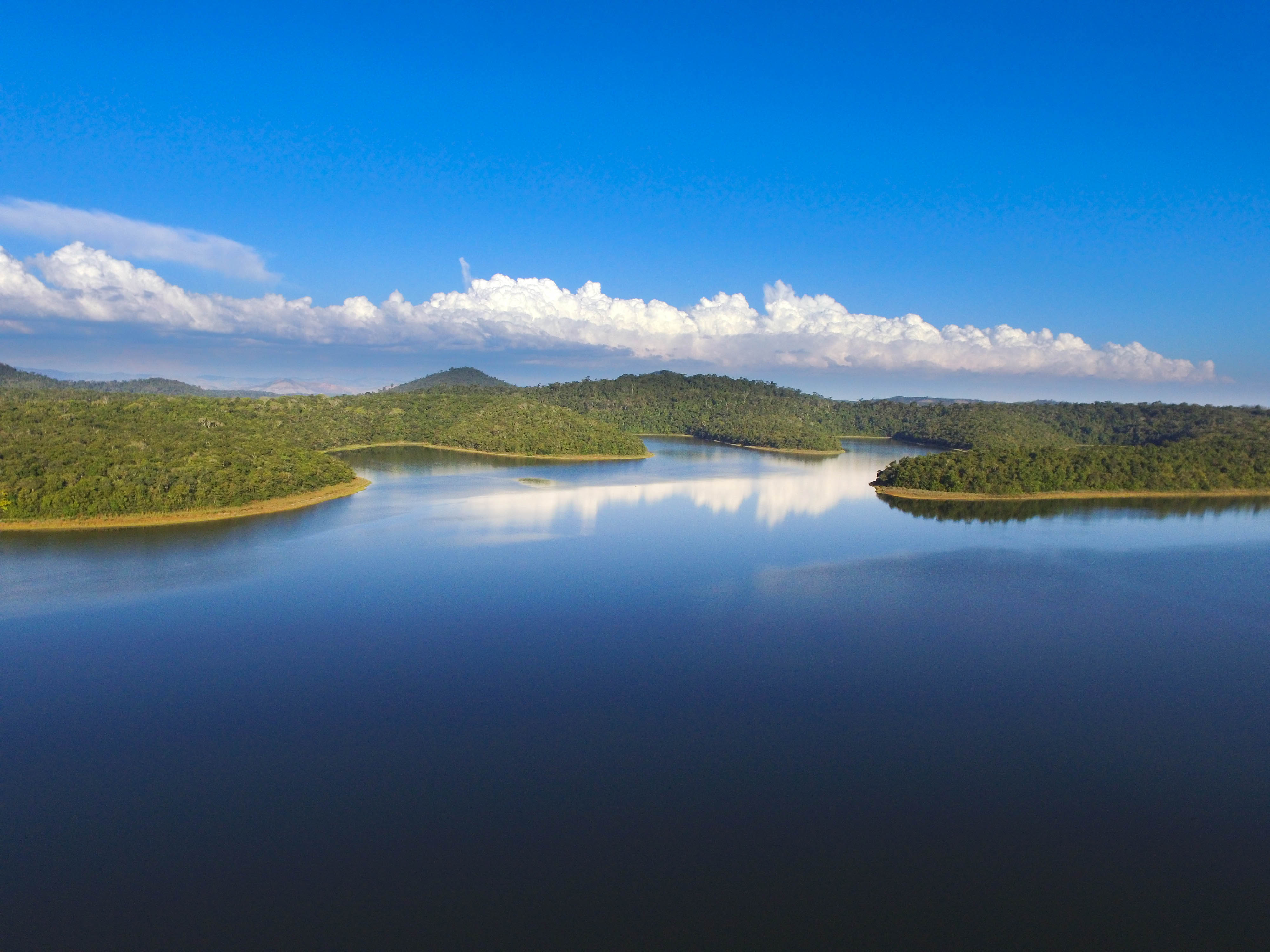
Der Staatspark Rio Doce im Rio-Doce-Tal beherbergt das größte atlantische Waldreservat des Bundesstaates, im Bild die Lagune Dom Helvécio.

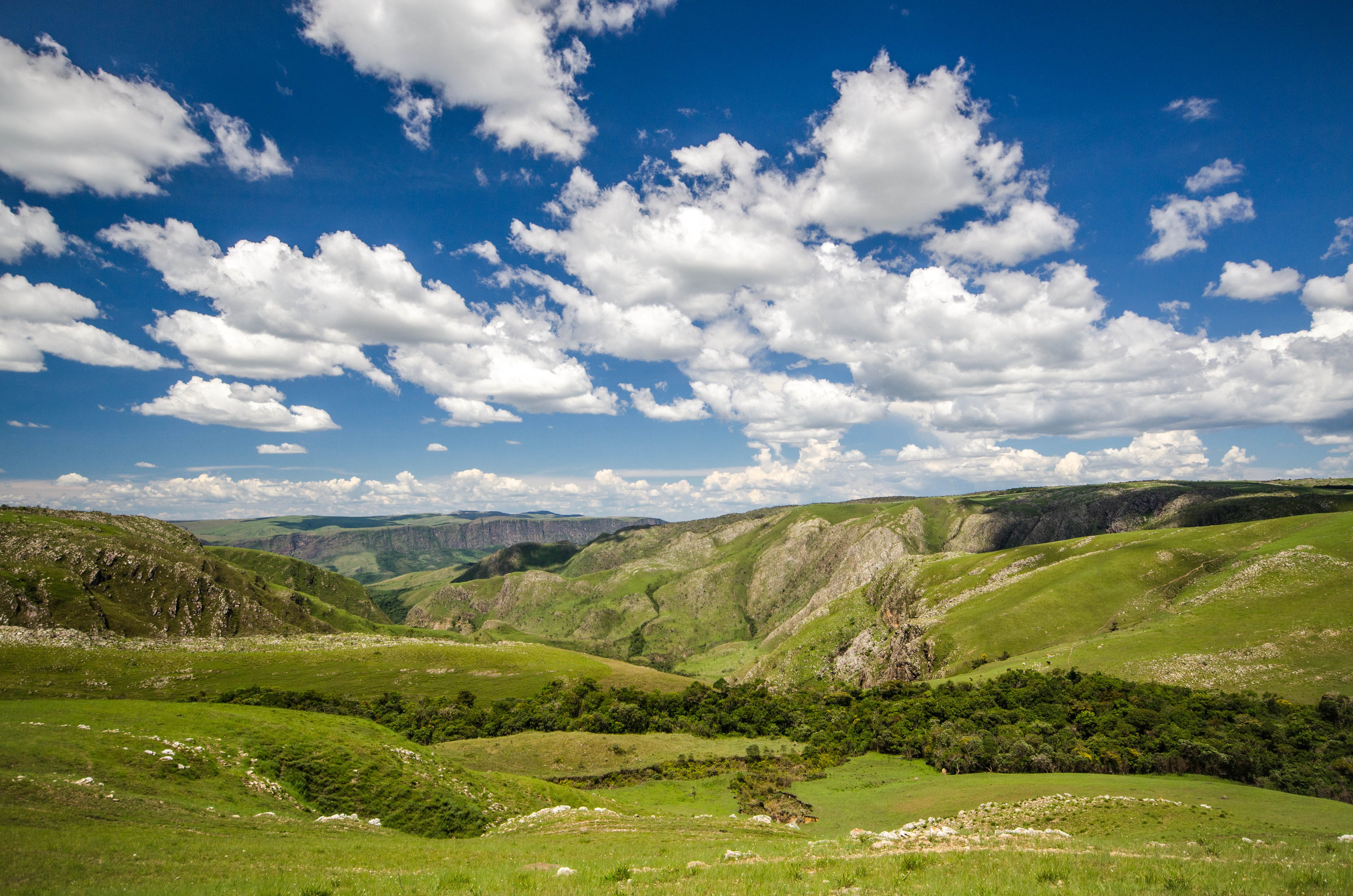
Nationalpark Serra da Canastra

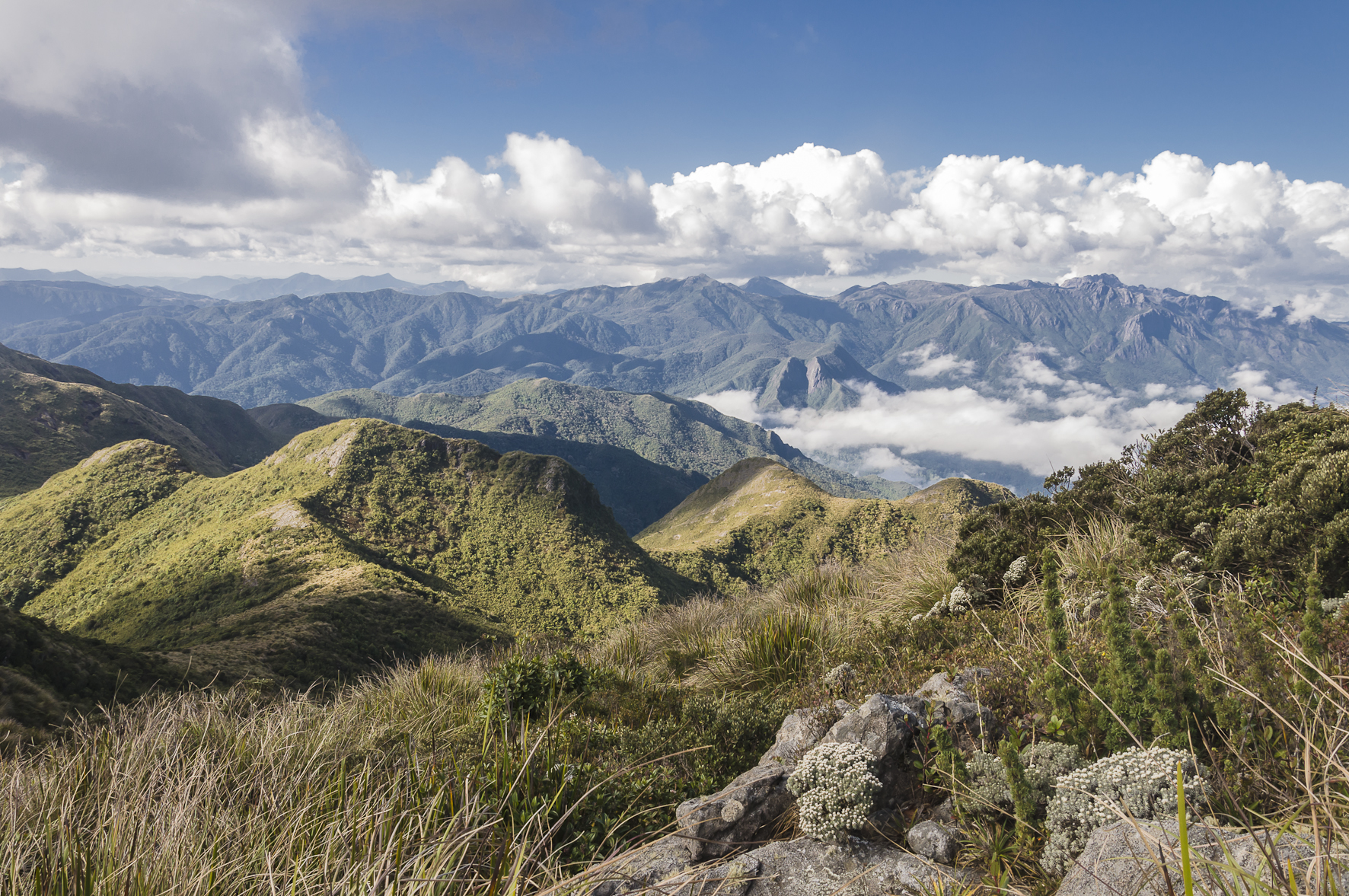
Blick auf die Mantiqueira-Bergkette bei Aiuruoca

Ursprünglich bestand die Vegetationsdecke von Minas Gerais aus vier Hauptbiomen: dem Cerrado, dem atlantischen Wald, den Campos Rupestres und dem Trockenwald. Der Cerrado ist das vorherrschende Biom und bedeckt 50 % des Territoriums von Minas Gerais, den größten Teil davon im westlichen Teil des Bundesstaates. Die Vegetation besteht überwiegend aus Unterholz, das sich aus Gräsern, Sträuchern und Bäumen zusammensetzt, und die Tierwelt umfasst Ameisenbären, Gürteltiere, Tapire, Boa constrictor, Klapperschlangen und Savannenfüchse sowie gefährdete Arten wie den Mähnenwolf, das Reh und den Dunkelsäger.
Der Atlantische Wald nimmt die zweitgrößte Fläche in Minas Gerais ein, vor allem in den Regionen Zona da Mata, Campos das Vertentes, Sul, Metropolitana de Belo Horizonte, Vale do Rio Doce und Vale do Mucuri, aber er wurde stark zerstört und kommt heute nur noch in kleinen Gebieten vor. Die Vegetation ist dicht und aufgrund der hohen Niederschläge sehr grün, mit Bromelien, Lianen, Farnen, Orchideen und Flechten, und die Tierwelt umfasst Affen, Faultiere, Capybaras, Jaguare, Aras, Papageien und Kolibris. Das Grasland in den Hügeln hat eine geringere Vegetationsdecke und ist typisch für das Hochland des Bundesstaates, mit krautiger Vegetation und wenigen Bäumen, in denen Füchse, Hirsche, Seidenäffchen, Capybaras und Schlangen leben. Der Trockenwald hingegen ist eine Cerrado-Phytozönose und kommt im Norden des Staates, im Tal des Flusses São Francisco, vor, mit dornigen Pflanzen und trockenen Ästen, unter denen Barrigudas, Tabebuias und Pau-Ferros in Bezug auf die Flora und Riesenotter, Onça, Anta, Capivara und Fischadler in Bezug auf die Fauna hervorstechen.
Nach Angaben des Staatlichen Forstinstituts (Instituto Estadual de Florestas – IEF) verfügte der Staat im Jahr 2012 über elf ökologische Stationen (die insgesamt 12.528,9812 ha. schützen), neun biologische Reservate (16.977,35 ha.), elf Naturdenkmäler (8.581,8 ha.), vier Wildschutzgebiete (22.292,76 ha.), 16 Umweltschutzgebiete (APA – 2 154 705,71 ha.), zwei Staatswälder (4 538,87 ha.), ein Reservat für nachhaltige Entwicklung (4 538,87 ha.), 182 private Naturerbe-Reservate (Reserva particular do patrimônio natural – RPPN – 90 148,39 ha.), und 23 staatliche Parks. Sieben Nationalparks befinden sich ebenfalls in Minas Gerais: Caparaó, Grande Sertão Veredas, Itatiaia, Cavernas do Peruaçu, Sempre-Vivas, Serra da Canastra und Serra do Cipó, nach Angaben des Instituto Chico Mendes de Conservação da Biodiversidade (ICMBio). Die Serra do Cipó hat sogar die größte Pflanzengemeinschaft der Welt, was die Anzahl der Arten pro Quadratmeter angeht.
Trotz der Existenz von Schutzgebieten weist der Bundesstaat immer noch beträchtliche Entwaldungsraten auf, denn nach Angaben der Ernährungs- und Landwirtschaftsorganisation der Vereinten Nationen (FAO) liegen 9,84 % seines Territoriums innerhalb des Dürrepolygons. Eine weitere schwerwiegende Situation ist die des atlantischen Waldes, dessen Biome zwischen 2011 und 2012 in Minas Gerais eine Fläche von 10.572 ha verloren haben, was 44 % der landesweit abgeholzten Fläche entspricht.
Der Atlantische Regenwald, der sich einst von Rio Grande do Sul bis zum heutigen Rio Grande do Norte erstreckte, wurde fast vollständig abgeholzt, so dass heute (Stand: 2008) nur noch 5 % seiner ursprünglichen Vegetation vorhanden sind (rund 52 000 km²); in Minas Gerais bedeckte sie früher etwa 81,8 Prozent der Fläche des heutigen Bundesstaates, heute sind es nur noch 7 Prozent, wobei die Hauptursachen für die Entwaldung in der Kolonialzeit die Gewinnung von Brasilholz, Zuckerrohr- und Kaffeeplantagen und in jüngerer Zeit der Bergbau und die Landwirtschaft waren. Andererseits versuchen viele staatliche Projekte und private Initiativen, diese Situation zu ändern.

## Demografie
| 0–25 Ew./km²    | 25–50 Ew./km²   | 50–100 Ew./km²  |
| 100–150 Ew./km² | 150–200 Ew./km² | 200–300 Ew./km² |
| 300–400 Ew./km² | 400–500 Ew./km² | > 500 Ew./km²   |

Geschätzte Bevölkerungsdichte der Gemeinden von Minas Gerais im Jahr 2012

Minas Gerais ist der zweitbevölkerungsreichste Bundesstaat Brasiliens (nach São Paulo) mit einer Bevölkerung von 20.539.989 Einwohnern und einer Bevölkerungsdichte von 35,02 Einwohnern pro Quadratkilometer nach der Volkszählung in Brasilien 2022 des IBGE. Im letzten Jahrhundert hatte Minas Gerais stets ein geringeres Bevölkerungswachstum als der nationale Durchschnitt. Die im gleichen Zeitraum beobachtete Abwanderung der Landbevölkerung in die Städte war ebenfalls deutlich, lag aber weit unter dem Landesdurchschnitt. Im gleichen Zeitraum gab es auch eine starke Auswanderungsbewegung der Bevölkerung von Minas Gerais in andere Bundesstaaten, die in ihrer industriellen Entwicklung vielversprechend waren, insbesondere São Paulo und Rio de Janeiro. Vor allem in den 1960er Jahren verließen mehr als zwei Millionen Mineros den Bundesstaat. In den folgenden Jahrzehnten wanderte die Bevölkerung weiterhin in andere Regionen ab, doch aufgrund der neuen Möglichkeiten, die sich in Minas Gerais boten, ging diese Rate allmählich zurück. Erst in den 1990er Jahren wurde das Migrationsgleichgewicht für Minas Gerais günstig, d. h. es gab mehr Einwanderer als Auswanderer.
Die zentrale Region des Bundesstaates ist die Metropolregion Belo Horizonte. Sie ist die bevölkerungsreichste Region und weist das höchste Bevölkerungswachstum im gesamten Bundesstaat auf. Es folgen die Regionen Alto Parnaíba, Centro-Oeste, Sul und Triângulo. Die nordöstliche Region des Bundesstaates hat dagegen die kleinste Bevölkerung des Bundesstaates, was auf die Armut und die wirtschaftliche Stagnation in dieser Region zurückzuführen ist.
Im Jahr 2012 setzte sich die Bevölkerung von Minas Gerais zu 49,2 Prozent aus Männern und zu 50,8 Prozent aus Frauen zusammen. Die Fruchtbarkeitsrate, d. h. die durchschnittliche Anzahl der Kinder einer Frau, lag 2012 bei 1,7 und damit knapp unter dem Landesdurchschnitt von 1,8. Die Säuglingssterblichkeit lag im selben Jahr bei 13,2 Todesfällen pro tausend Lebendgeburten und damit ebenfalls unter dem brasilianischen Durchschnitt von 15,7 Todesfällen. Schließlich lag die Lebenserwartung bei der Geburt in Minas Gerais bei etwa 76 Jahren, mit 79 Jahren für Frauen und etwa 73 Jahren für Männer.

### Städte

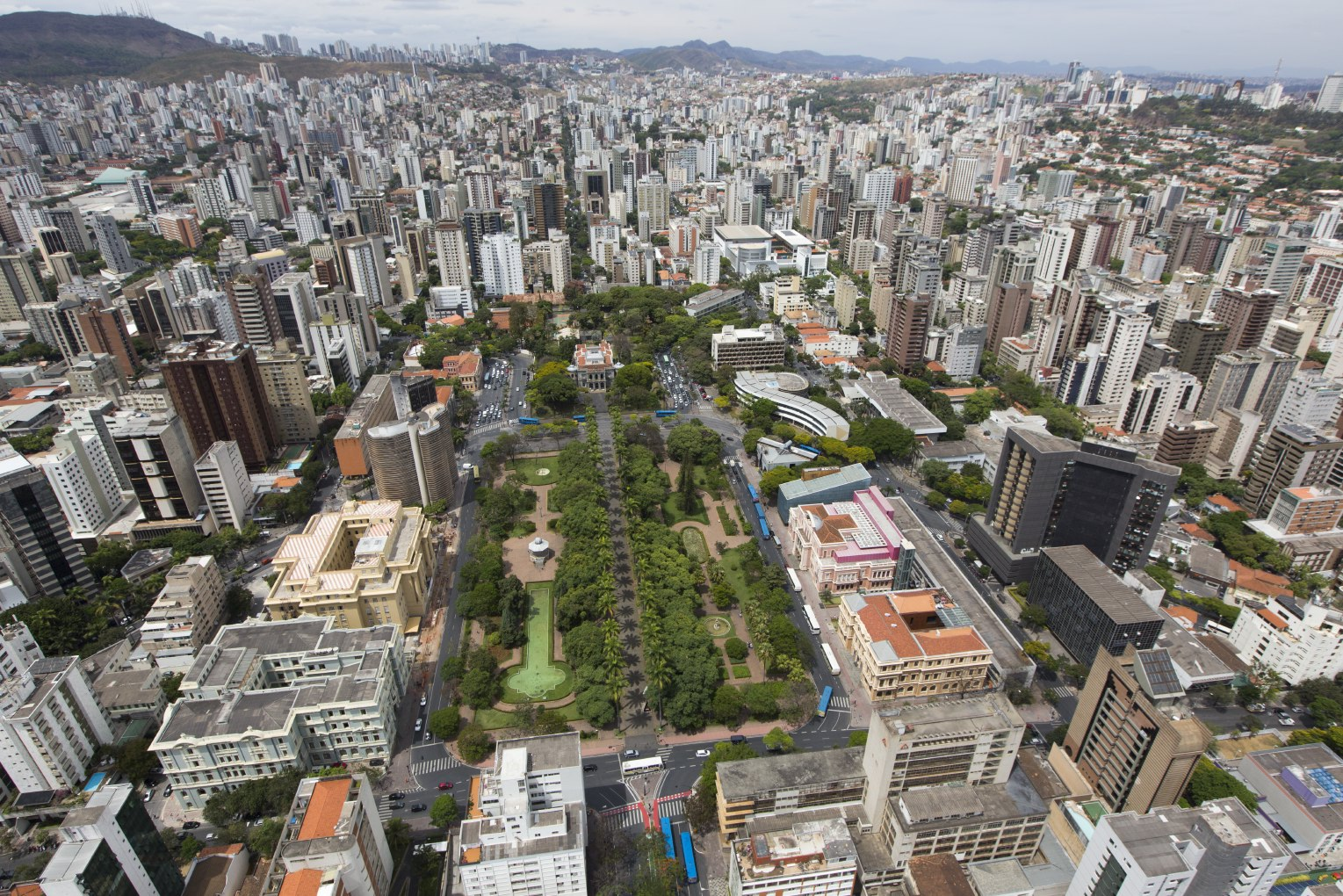
Belo Horizonte

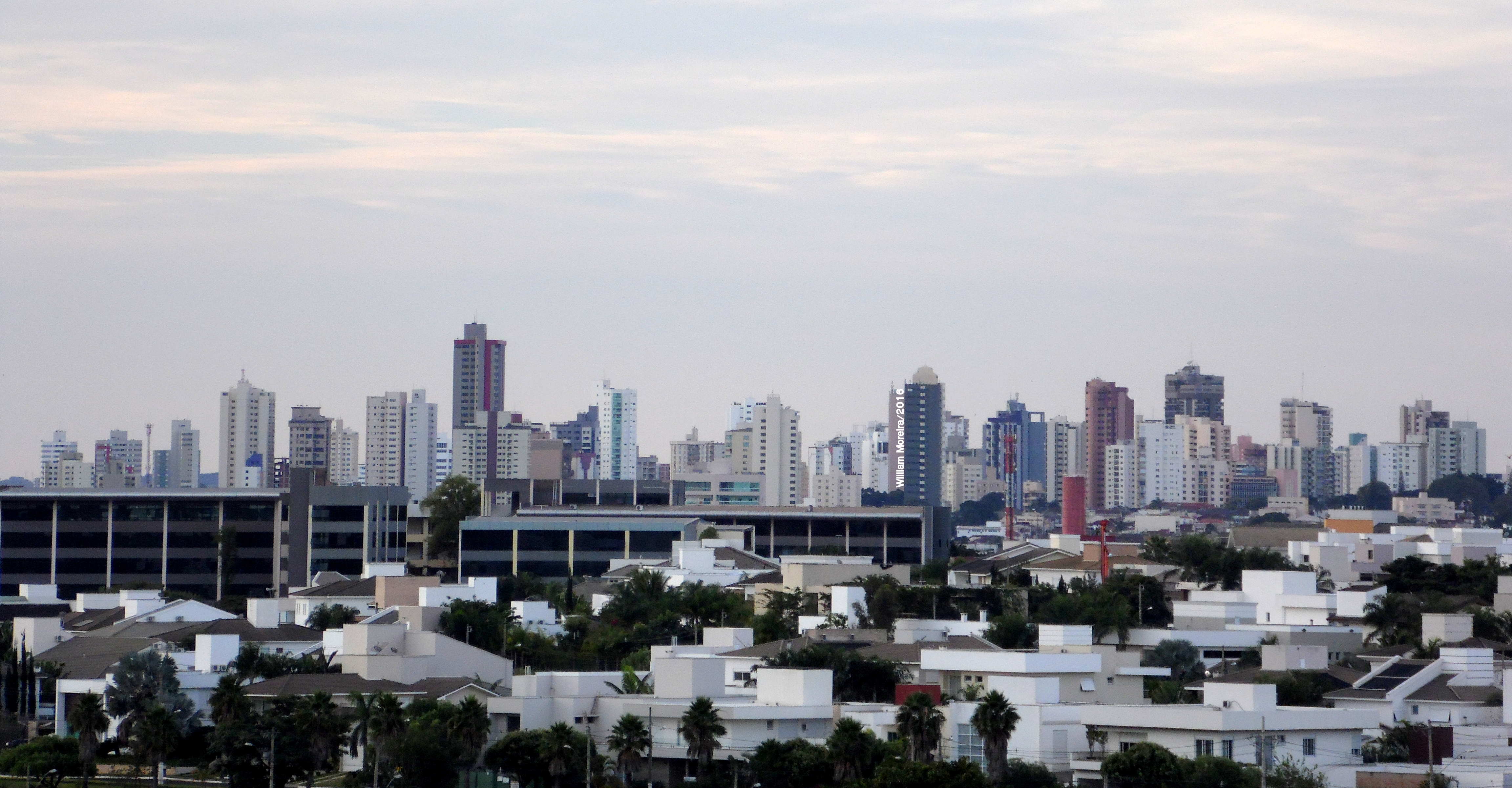
Uberlândia

Die zwanzig größten Städte der 853 Gemeinden in Minas Gerais sind nach der Volkszählung 2022:
| Rang | Ort                  | Zensus 2010 | Zensus 2022 | Rang | Ort                  | Zensus 2010 | Zensus 2022 |
| ---- | -------------------- | ----------- | ----------- | ---- | -------------------- | ----------- | ----------- |
| 001  | Belo Horizonte       | 2.375.151   | 2.315.560   | 0011 | Ipatinga             | 239.468     | 227.731     |
| 002  | Uberlândia           | 604.013     | 713.232     | 0012 | Sete Lagoas          |             | 227.360     |
| 003  | Contagem             | 603.442     | 621.865     | 0013 | Santa Luzia          |             | 218 .805    |
| 004  | Juiz de Fora         | 516.247     | 540.756     | 0014 | Ibirité              |             | 170 .387    |
| 006  | Montes Claros        | 361.915     | 414.240     | 0015 | Poços de Caldas      |             | 163.742     |
| 005  | Betim                | 378.089     | 411.859     | 0016 | Patos de Minas       |             | 159.235     |
| 008  | Uberaba              | 295.988     | 337.846     | 0017 | Pouso Alegre         |             | 152.212     |
| 007  | Ribeirão das Neves   | 296.317     | 329.794     | 0018 | Teófilo Otoni        |             | 137.418     |
| 009  | Governador Valadares | 263.689     | 257.172     | 0019 | Varginha             |             | 136.467     |
| 0010 | Divinópolis          |             | 231.091     | 0020 | Conselheiro Lafaiete |             | 131.621     |

### Bevölkerungsentwicklung
| |            |
| Jahr | Einwohner  |
| 1872 | 2.039.735  |
| 1890 | 3.184.099  |
| 1900 | 3.594.471  |
| 1920 | 5.888.174  |
| 1940 | 6.763.368  |
| 1950 | 7.782.188  |
| 1960 | 9.960.040  |
| 1970 | 11.645.095 |
| 1980 | 13.651.852 |
| 1991 | 15.731.961 |
| 2000 | 17.866.402 |
| 2010 | 19.597.330 |
| 2022 | 20.539.989 |
| Die zur Anzeige dieser Grafik verwendete Erweiterung wurde dauerhaft deaktiviert. Wir arbeiten aktuell daran, diese und weitere betroffene Grafiken auf ein neues Format umzustellen. (Mehr dazu) |            |

### Ethnische Gruppen

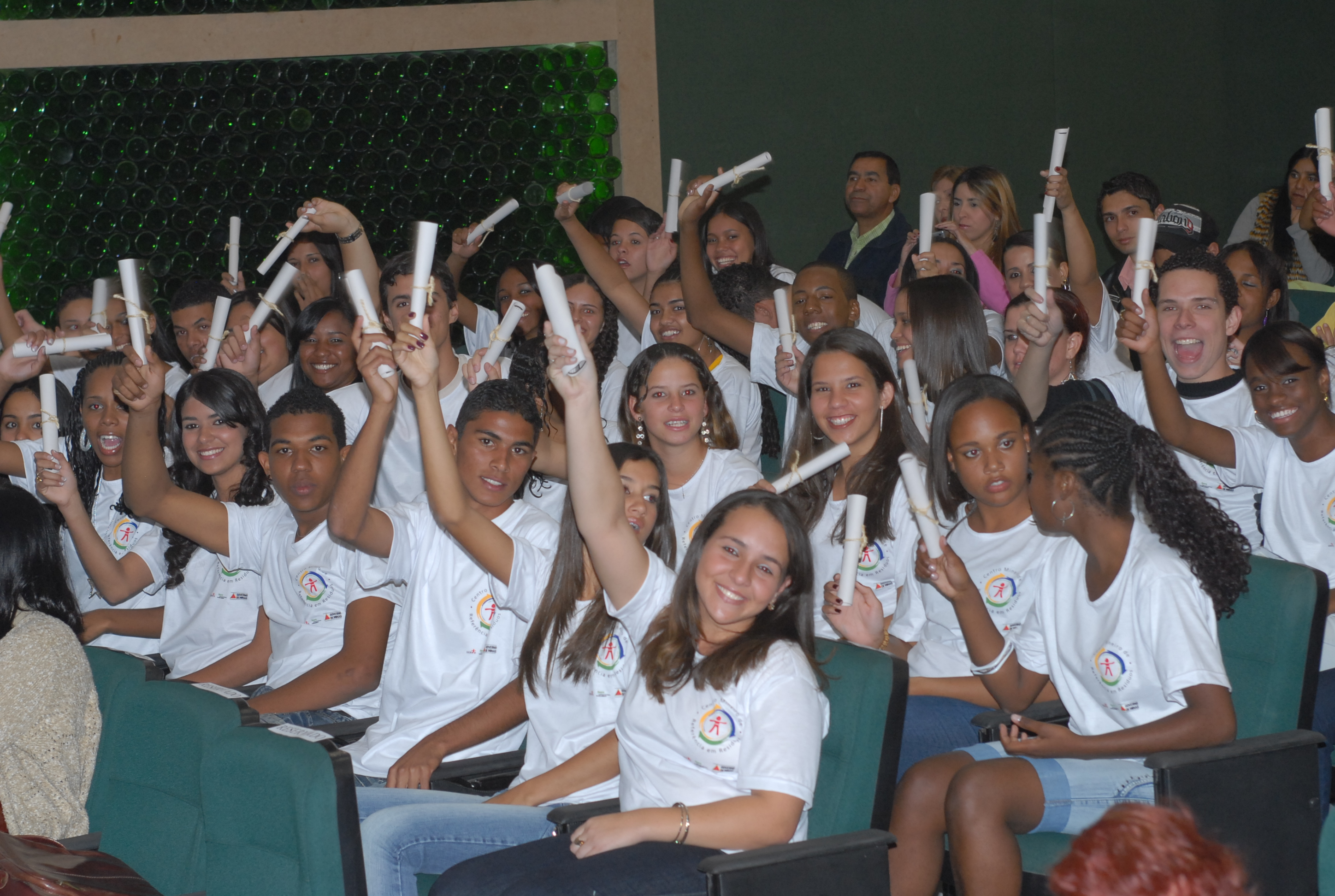
Gruppe von Schülern öffentlicher Schulen in der Stadt Belo Horizonte

Laut der Volkszählung 2022 des IBGE bezeichnete sich weniger als die Hälfte (41,1 %) der Bevölkerung von Minas Gerais als weiß, während 46,8 % sich als braun und 11,8 % als schwarz bezeichneten. Ein kleiner Teil wiederum bezeichnete sich als gelb oder indigen (0,3 %). Im vorangegangenen Jahrzehnt hatte die Volkszählung von 2010 einen Anstieg der selbsterklärten braunen (Prados) und schwarzen (Pretos) Bevölkerung im Verhältnis zur weißen Bevölkerung des Bundesstaates aufgezeigt, ein Trend, der nach Angaben der Bundesbehörde auch in den anderen Bundesstaaten des Landes zu beobachten ist. Bei dieser Volkszählung überschritt afrobrasilianische Bevölkerung aus Pardos und Pretos erstmals die der Weißen.
Der größte Teil der Bevölkerung von Minas Gerais stammt von portugiesischen Siedlern aus dem Norden Portugals (insbesondere aus Minho) und von afrikanischen Sklaven, vor allem Westafrikanern und Bantus, die während des Bergbaus im 18. Jahrhundert und nach dessen Niedergang im 19. Jahrhundert in der Landwirtschaft arbeiteten. Neben diesen beiden Hauptvölkern trugen auch die Bandeirantes aus São Paulo, die die Goldvorkommen entdeckten, und im späten 19. und frühen 20. Jahrhundert nichtportugiesische Einwanderer, vor allem Italiener, zur Vielfalt der Bevölkerung von Minas Gerais bei.
Von den etwas mehr als dreißigtausend Ureinwohnern, die derzeit im Bundesstaat leben, verteilen sich etwas mehr als elftausend auf zwölf ethnische Gruppen, die zum Sprachstamm des Macro-Jê gehören. Das größte indigene Reservat des Bundesstaates ist das der Xacriabás in den Gemeinden Itacarambi und São João das Missões mit über achttausend Mitgliedern. Die indigene Bevölkerung setzt sich neben den Xacriabá aus Angehörigen der Ethnien Maxakali, Krenak, Pataxó, Kaxixó, Aranã, Mukurim, Pankararu und Xukuru-Kariri zusammen.
In einer genetischen Studie wiesen 13,8 % der getesteten Mineiros mit Sichelzellenanämie eine europäische Abstammung von mehr als 85 % und 11,05 % derjenigen mit Sichelzellenanämie eine afrikanische Abstammung von mehr als 85 % auf. Die meisten von ihnen, 73,37 %, wiesen ein mittleres Maß an Vermischung auf (zwischen 15 und 85 %). Laut einer autosomalen genetischen Studie aus dem Jahr 2013 setzt sich die Bevölkerung von Minas Gerais wie folgt zusammen: 59,20 % Europäer, 28,90 % Afrikaner und 11,90 % Indigene.
| Gruppe      | Anteil 2000 | %     | Anteil 2010 | %     | Anteil 2022 | %    | Anmerkung                        |
| ----------- | ----------- | ----- | ----------- | ----- | ----------- | ---- | -------------------------------- |
| Pardos      | 6.737.420   | 37,63 | ▲ 8.736.860 | 44,58 |             | 46,8 | Mischrassige, Mulatten, Mestizen |
| Brancos     | 9.594.370   | 53,58 | ▼ 8.830.978 | 45,06 |             | 41,1 | Weiße, Nachfahren von Europäern  |
| Pretos      | 1.397.199   | 7,80  | ▲ 1.807.526 | 9,22  |             | 11,8 | Schwarze                         |
| Amarelos    | 28.563      | 0,16  | ▲ 187.869   | 0,96  |             |      | Asiaten                          |
| Indígenas   | 48.720      | 0,27  | ▼ 31.601    | 0,16  |             |      | indigene Bevölkerung             |
| ohne Angabe | 98.862      | 0,55  | 2.496       | 0,01  |             |      |                                  |

### Wohngebiete
Im Jahr 2012 lebten etwa 84,5 % der Bevölkerung von Minas Gerais, d. h. mehr als 16,7 Millionen Menschen, in Städten, und die Verstädterungsrate war etwas niedriger als in Brasilien im Allgemeinen (84,8 %). Weitere 2,9 Millionen Menschen lebten in den ländlichen Gebieten des Bundesstaates.

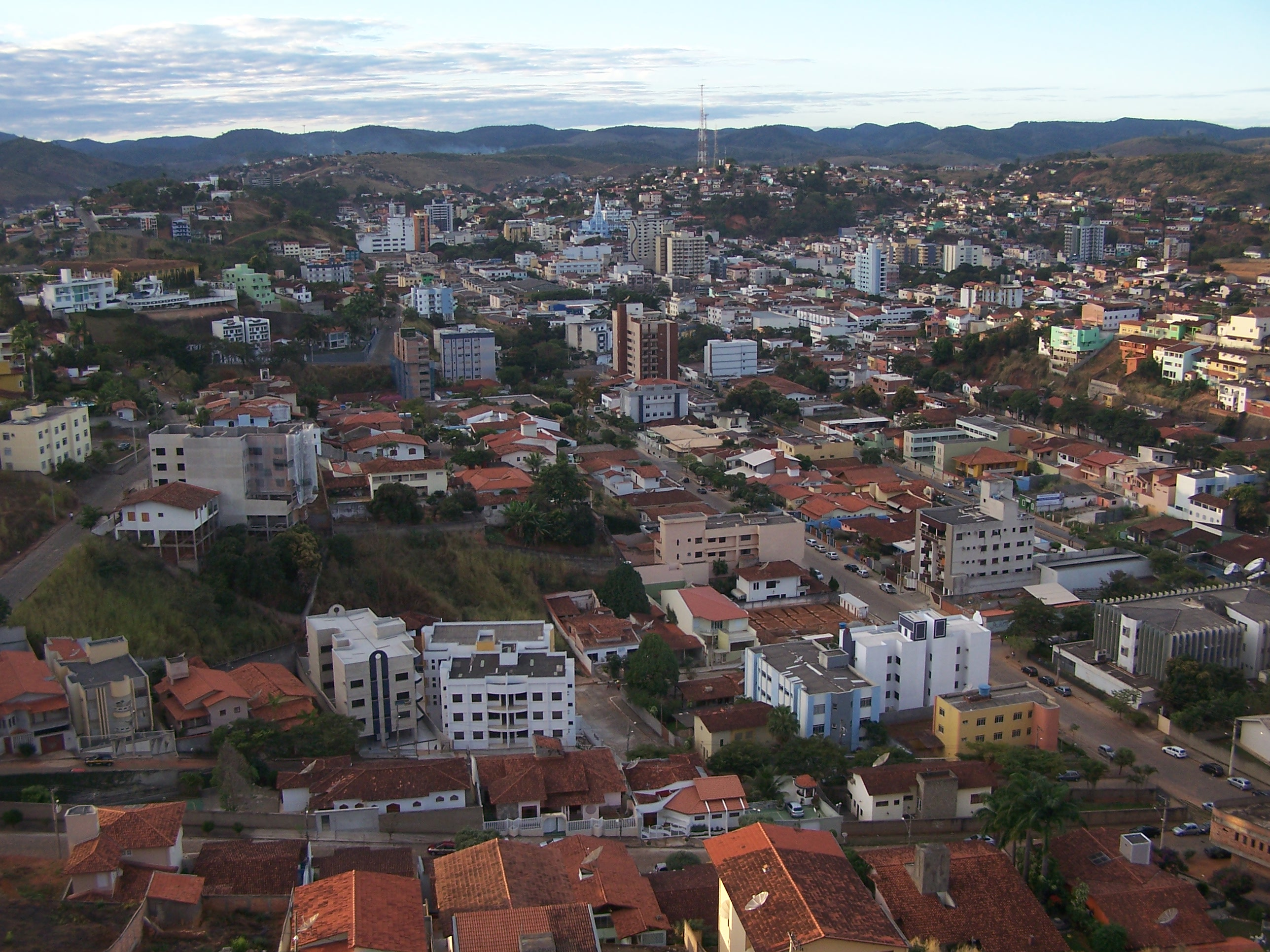
Ansicht von Teófilo Otoni mit verschiedenen Arten von Immobilien

Laut der Volkszählung von 2010 gab es im Bundesstaat Minas Gerais 6.028.223 Haushalte, von denen 5.187.234 in städtischen Gebieten (86,05 %) und 840.989 in ländlichen Gebieten (13,95 %) lagen. Davon waren 5.358.704 Häuser (88,89 %), 588.530 Wohnungen (9,76 %), 51.837 Reihenhäuser oder Eigentumswohnungen (0,86 %), 28.988 Wohnhäuser oder Mietshäuser (0,48 %) und 164 Höhlen oder Malocas. Was die Art der Nutzung betrifft, so waren 4.358.203 Wohnungen Eigentum (72,30 %), von denen 4.067.375 bereits abbezahlt waren (67,47 %) und 290.828 gerade gekauft wurden (4,82 %); 1.106.769 wurden gemietet (18,36 %); 538.529 wurden verschenkt (8,93 %), davon 171.537 von einem Arbeitgeber (2,85 %) und 366.992 wurden auf andere Weise verschenkt (6,09 %) und die restlichen 24.722 wurden unter anderen Bedingungen bewohnt (0,41 %).
Auch im Jahr 2010 lag das Wohnungsdefizit nach den Kriterien der João Pinheiro Stiftung (Fundação João Pinheiro) bei über 557.000 Menschen, von denen mehr als 507.000 in städtischen Gebieten lebten. Dieser Indikator stellt den Anteil der Bevölkerung dar, deren Wohnungen nicht über die erforderliche Mindestinfrastruktur verfügen oder die Miete zahlen müssen, die ihr Familieneinkommen gefährdet, oder die an Orten mit einer großen Anzahl von Menschen leben.

### Linguistik
Die portugiesische Sprache, die in Minas Gerais gesprochen wird, weist einer Studie zufolge drei relevante Dialekte auf. Der Entwurf eines linguistischen Atlas von Minas Gerais (Esboço de um Atlas Linguístico de Minas Gerais - EALMG) war die erste linguistische Kartierung des Bundesstaates Minas Gerais, die von Dialektologen der UFJF durchgeführt und 1977 veröffentlicht wurde, und der zweite Sprachatlas, der in Brasilien durchgeführt wurde. In der Studie wurden drei dialektale Regionen in Minas Gerais identifiziert: im Norden des Bundesstaates spricht man Geraizeiro, die durch die Öffnung der prätonischen Vokale gekennzeichnet ist. Im Westen und Süden des Bundesstaates den Caipira-Dialekt, dessen wichtigstes phonetisches Merkmal das sogenannte retroflexe R ist. In den zentralen und östlichen Regionen des Bundesstaates wird der Regiolekt Mineiro gesprochen, welcher durch eine Verlängerung der Vokale, eine Nasalisierung und eine stärker interpunktierte Sprache gekennzeichnet ist. Seltener wird in einigen Regionen der deutsche Dialekt Pomerano gesprochen.

### Einkommen und Ungleichheit

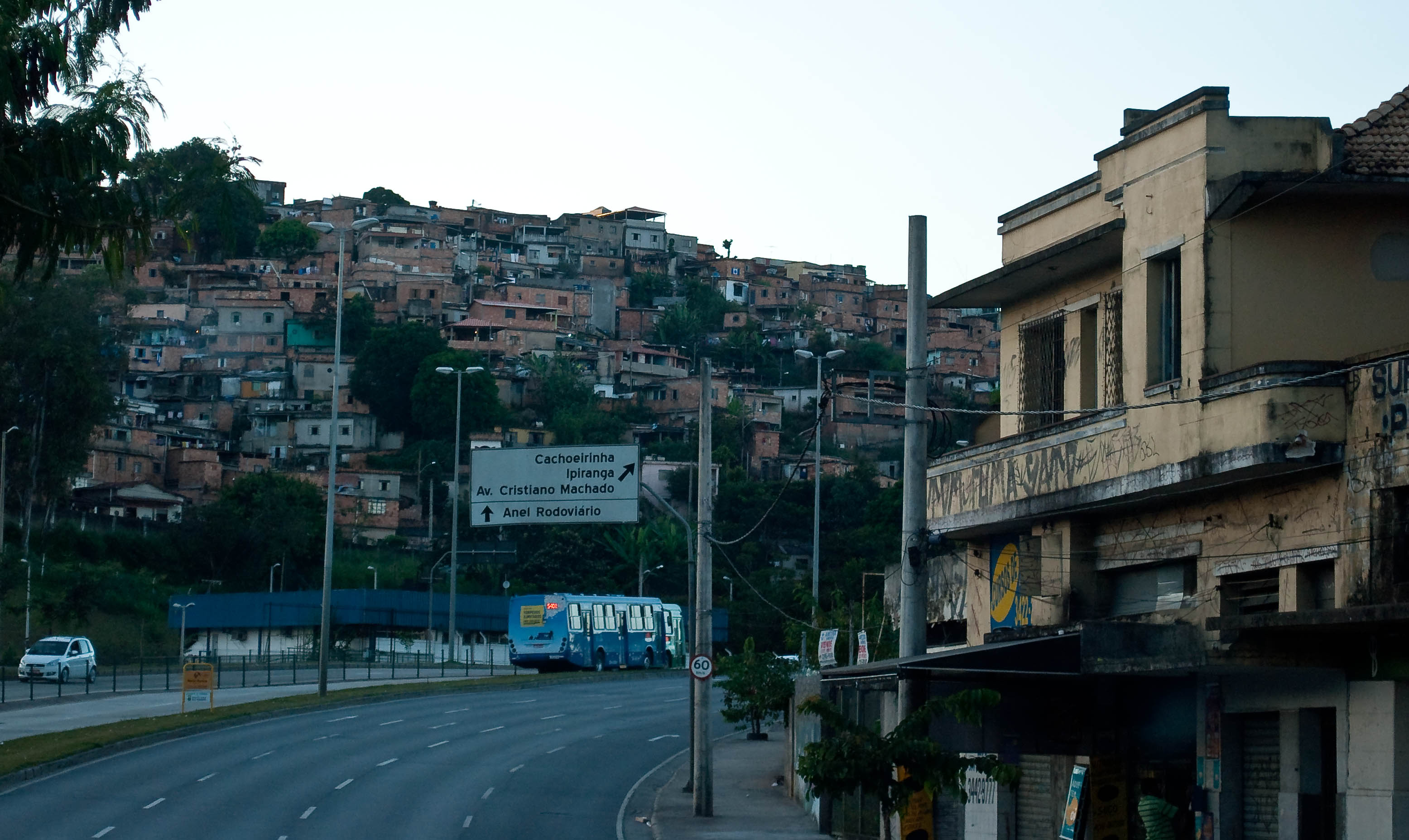
Favela in Belo Horizonte

Das durchschnittliche Pro-Kopf-Einkommen in Minas Gerais liegt laut IBGE-Volkszählung 2010 bei 733 Reais und damit unter dem Landesdurchschnitt. Allerdings weist der Bundesstaat in Bezug auf die wirtschaftliche und soziale Entwicklung große Unterschiede zwischen seinen Regionen auf. Die reichsten Regionen des Bundesstaates, wie die Zentralregion und der Triângulo Mineiro, haben ein Pro-Kopf-Einkommen von mehr als 900 Reais, während die ärmsten Gebiete im Norden des Bundesstaates, insbesondere in den Tälern Jequitinhonha und Mucuri, ein Einkommen von höchstens 500 Reais haben. Allerdings ist in den ärmsten Regionen ein größerer Einkommenszuwachs zu verzeichnen, was vor allem auf die Erhöhung des Mindestlohns und die Einkommenstransferprogramme der Bundesregierung zurückzuführen ist.
Laut dem Index der menschlichen Entwicklung, der auf Faktoren wie Gesundheit, Bildung und Lebensqualität beruht, liegt Minas Gerais an 4. Stelle von insgesamt 27 Regionen Brasiliens. Er zeigt die Ungleichheit zwischen den Regionen von Minas Gerais noch deutlicher. Im Norden und Nordosten des Bundesstaates befinden sich die meisten Gemeinden mit einem niedrigen HDI, während im Süden, in Triângulo und Alto Paranaíba das Gegenteil der Fall ist. Die zentrale Region des Bundesstaates ist zwar wohlhabend, weist aber einen hohen Ungleichheitsindex auf, was bedeutet, dass das Einkommen nicht gleichmäßig auf die Bevölkerung verteilt ist.
Etwa sechshunderttausend Menschen leben in subnormalen Ballungsräumen, sogenannten Favelas, von denen sich etwas mehr als die Hälfte in der Hauptstadt von Minas Gerais befindet. Der größte Ballungsraum befindet sich jedoch in Betim und hat mehr als dreiundzwanzigtausend Einwohner. Coronel Fabriciano und Vespasiano haben den höchsten Bevölkerungsanteil in diesen Gebieten (über 20 %).

### Religion

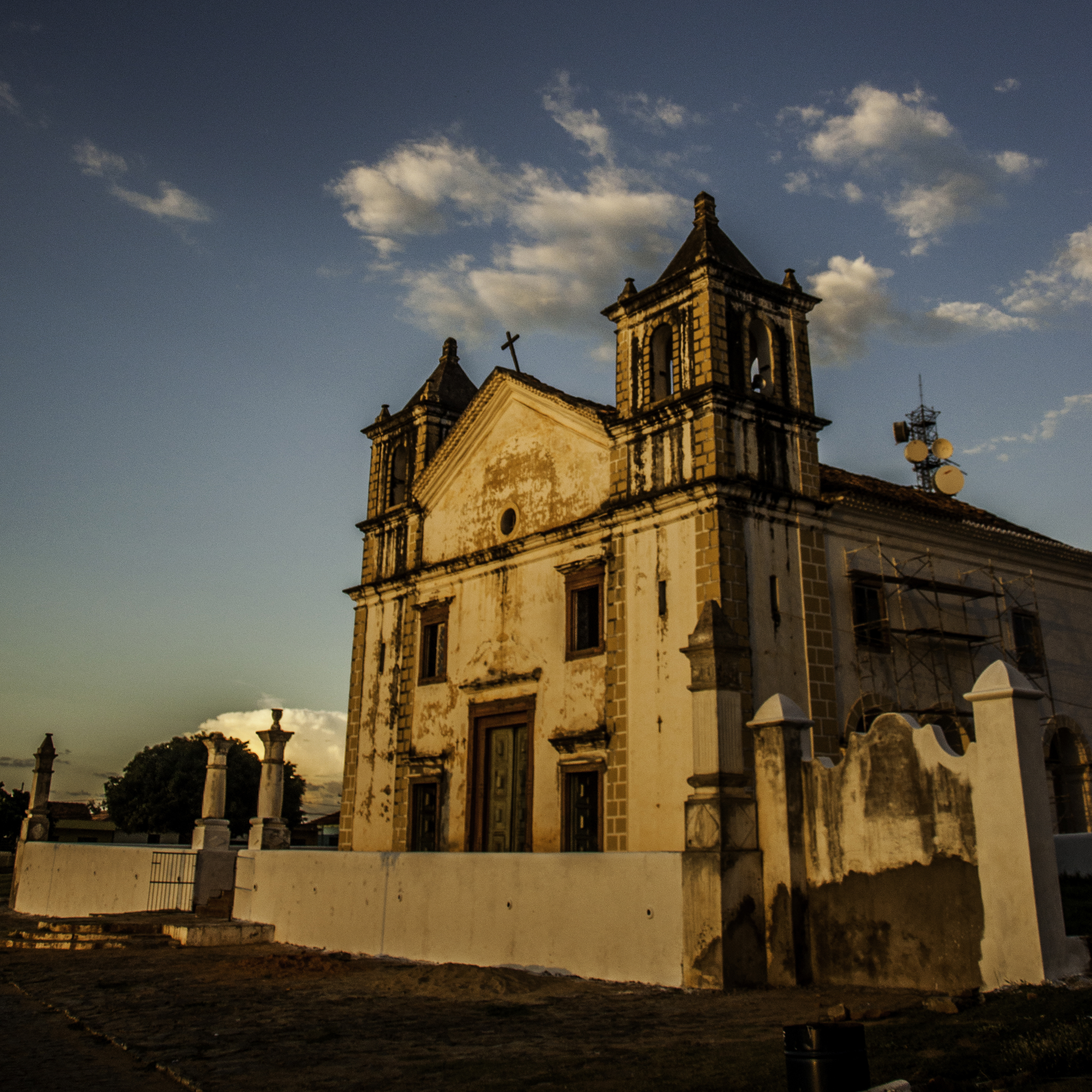
Igreja Matriz de Nossa Senhora da Imaculada Conceição in Matias Cardoso, die älteste Kirche in Minas Gerais, erbaut zwischen 1670 und 1673

Laut der Volkszählung von 2010 bezeichnet sich die Mehrheit der Bevölkerung (13,8 Millionen Menschen) als Katholiken, womit der Bundesstaat an neunter Stelle liegt, wenn man den Prozentsatz der Bevölkerung betrachtet, die dieser Religion angehört (73,32 %). Obwohl die Zahl der Katholiken in den letzten Jahren allmählich zurückgegangen ist, ist die Religion immer noch stark in der Kultur von Minas Gerais verwurzelt, vor allem in den ländlichen Gebieten und den Städten im Landesinneren, wo von den Gemeinden organisierte Feste und Feiern üblich sind.
Fast vier Millionen Menschen in Minas Gerais gehören evangelikalen Kirchen an, von denen die Assembleias de Deus no Brasil (mehr als siebenhunderttausend Anhänger), die Baptistenkirche (mehr als fünfhunderttausend Anhänger) und die The Foursquare Church (Igreja do Evangelho Quadrangular) (fast dreihundertfünfzigtausend Anhänger) nach der Zahl der Anhänger herausragen. Rund 420.000 Menschen im Bundesstaat sind Anhänger des Spiritismus, dessen wichtiger Förderer das Medium Chico Xavier aus Minas Gerais war. Darüber hinaus gibt es im Bundesstaat mehrere andere religiöse Minderheiten, darunter Umbanda und Candomblé, die zusammen weniger als zwanzigtausend Anhänger haben und deren Rituale manchmal mit Volkstraditionen verwechselt werden. Fast eine Million Menschen in Minas Gerais bezeichnen sich als religionslos, davon sind etwa siebzigtausend Atheisten und etwas mehr als siebentausend Agnostiker.

## Politik

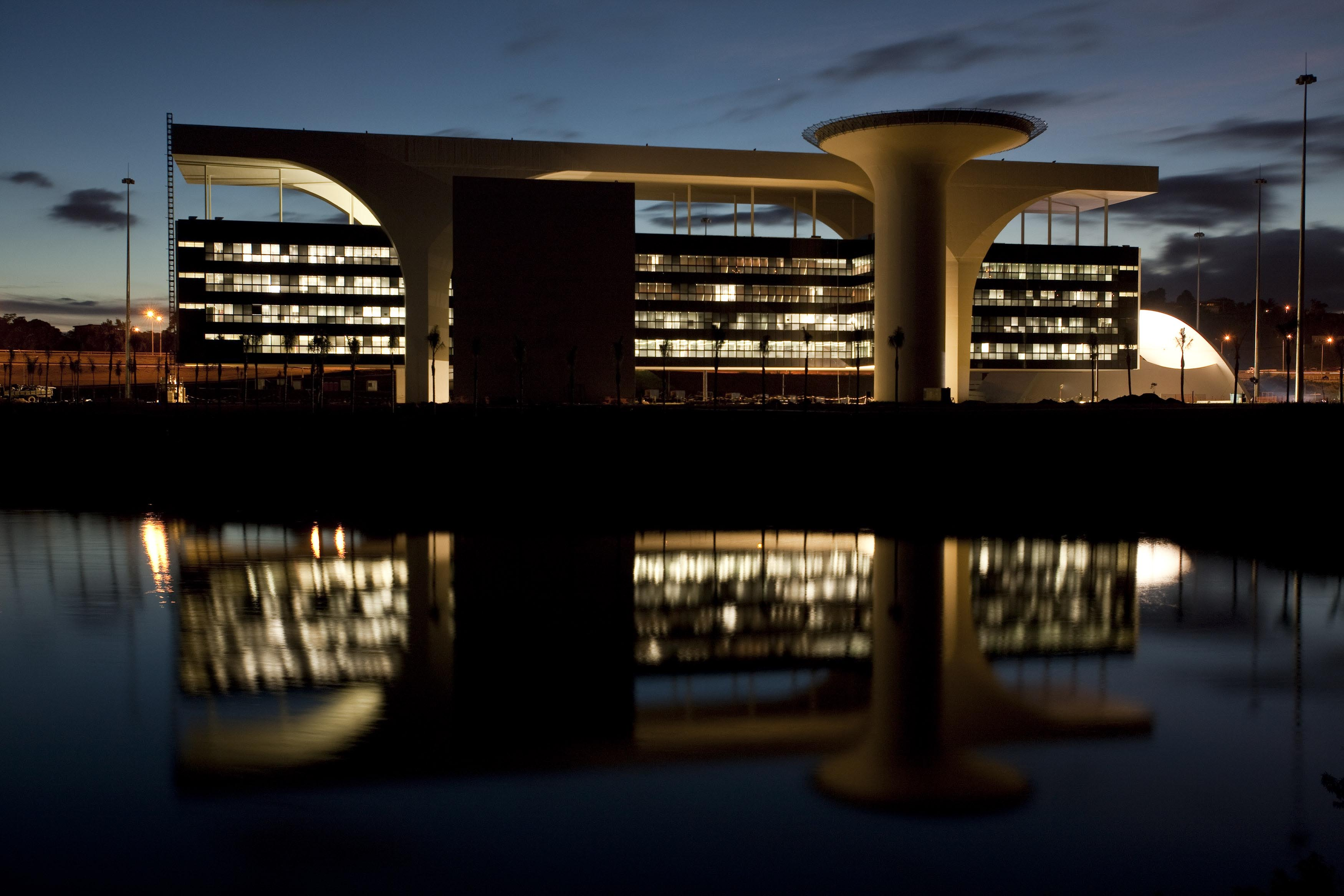
Palácio Tiradentes, Sitz der Regierung von Minas Gerais und Teil des Komplexes der Verwaltungsstadt von Minas Gerais (Cidade Administrativa de Minas Gerais)

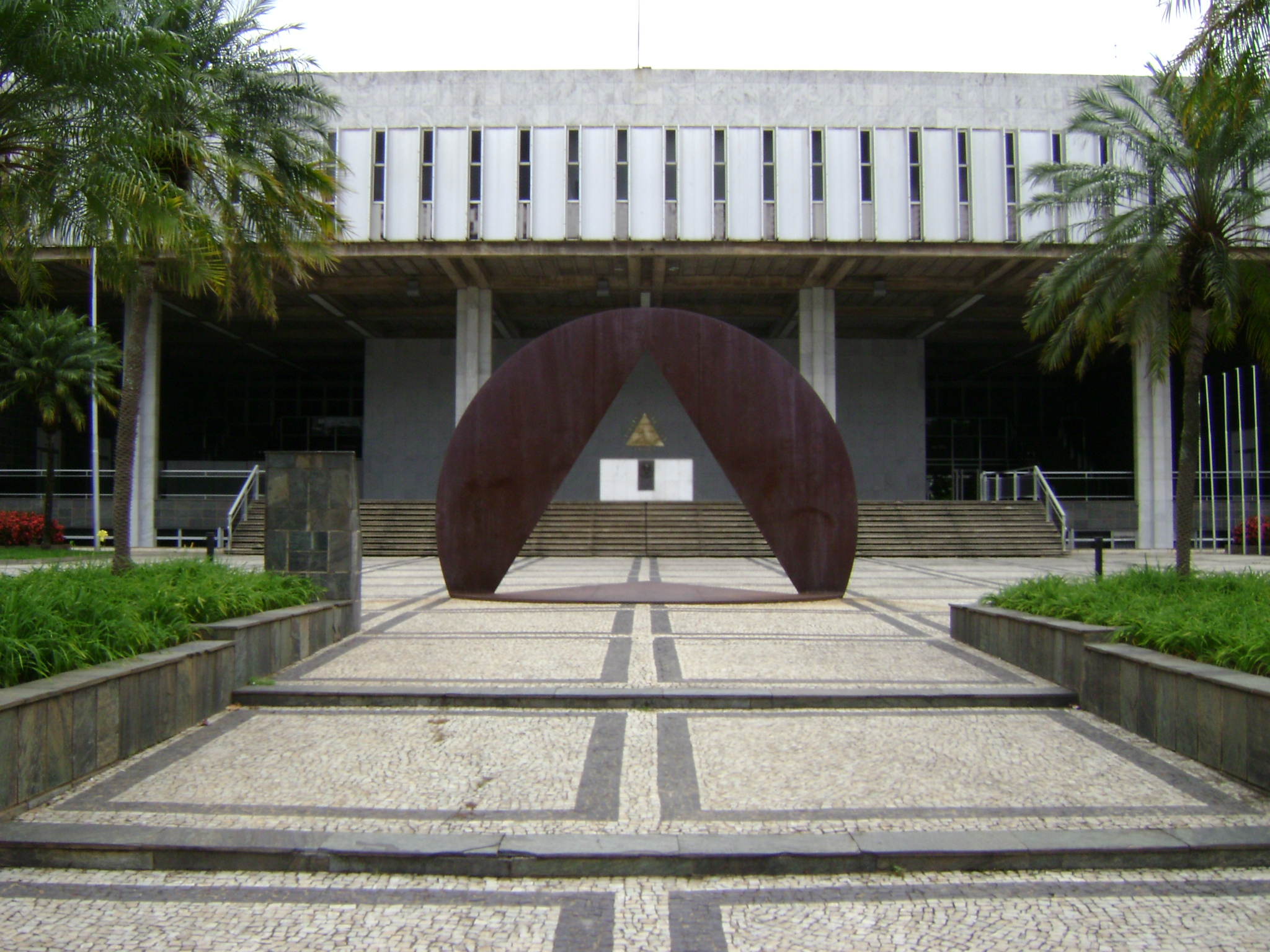
Palácio da Inconfidência, Sitz der Legislativversammlung von Minas Gerais

Als Bundesstaat wird Minas Gerais von drei unabhängigen und harmonischen Gewalten regiert: der Exekutive, vertreten durch den Gouverneur, der Legislative, vertreten durch die Gesetzgebende Versammlung des Bundesstaates Minas Gerais (Assembleia Legislativa do Estado de Minas Gerais – ALMG), und der Judikative, vertreten durch den Gerichtshof des Bundesstaates Minas Gerais und andere Gerichte und Richter. In einigen Fällen lässt der Staat auch die Beteiligung der Bevölkerung an Regierungsentscheidungen durch Referenden und Volksabstimmungen zu. Die derzeitige Verfassung des Bundesstaates Minas Gerais wurde 1989 verkündet; hinzu kommen die Änderungen, die sich aus späteren Verfassungsänderungen ergeben. Die Symbole des Staates sind die Flagge, das Wappen und die Hymne.
Die Exekutivgewalt liegt beim Gouverneur des Bundesstaates, der in allgemeinen und direkten, geheimen Wahlen von der Bevölkerung für eine Amtszeit von bis zu vier Jahren gewählt wird und für eine weitere Amtszeit wiedergewählt werden kann. Gouverneur mit Ausübung der Exekutive ist seit 1. Januar 2019 Romeu Zema des Partido Novo (NOVO). Er wurde bei der Gouverneurswahl in Minas Gerais 2022 im Rahmen der Wahlen in Brasilien 2022 für die Amtszeit von 2023 bis 2027 wiedergewählt. Ouro Preto war von 1721 bis zum Ende des 19. Jahrhunderts die Hauptstadt von Minas Gerais, aber 1897 wurde der Regierungssitz in die neu gegründete Stadt Belo Horizonte verlegt, da das alte Vila Rica dem Wirtschafts- und Bevölkerungswachstum nicht gewachsen war. Bei dieser Gelegenheit wurde auch der Palácio da Liberdade gebaut, der erste Sitz der Regierung von Minas Gerais in Belo Horizonte, der seit 2010 im Palácio Tiradentes in der Verwaltungsstadt von Minas Gerais (Cidade Administrativa de Minas Gerais – Codemig) untergebracht ist.
Die Legislative von Minas Gerais ist eine Einkammersystem und besteht aus der Legislativversammlung des Bundesstaates Minas Gerais, die im Palácio da Inconfidência tagt und sich aus 77 Abgeordneten zusammensetzt, die alle vier Jahre gewählt werden. Im Nationalkongress ist Minas Gerais im Bundessenat durch drei Senatoren und in der Abgeordnetenkammer durch 55 Bundesabgeordnete vertreten. In der Justiz ist das höchste Gericht der Gerichtshof von Minas Gerais (Tribunal de Justiça de Minas Gerais – TJMG), der sich aus Richtern zusammensetzt. Minas Gerais ist der zweitgrößte Wahlbezirk Brasiliens mit mehr als sechzehn Millionen Wahlberechtigten, die sich auf etwas mehr als dreihundert Wahlzonen verteilen.

## Untergliederungen
Die erste Aufteilung des Territoriums von Minas Gerais erfolgte 1711 auf Antrag des damaligen Gouverneurs Antônio de Albuquerque Coelho de Carvalho, nachdem das Gebiet des heutigen Bundesstaates von der Kapitanat São Paulo und Minas de Ouro abgetrennt worden war. Im selben Jahr wurden die Städte Vila Ribeirão do Carmo (heute Mariana, am 8. April), Vila Rica (heute Ouro Preto, am 8. Juli) und Vila Real de Nossa Senhora da Conceição de Sabará (heute Sabará, am 17. Juli) gegründet. Derzeit hat Minas Gerais mehrere Unterteilungen, die auf sozioökonomischen Aspekten beruhen und hauptsächlich statistischen Zwecken dienen.

Einteilung der geografischen Zwischenregionen in dicker Umrandung, ihre unmittelbaren Regionen in dünner schwarzer Umrandung, mit Gemeindegrenzen in dünner grauer Umrandung

Der Bundesstaat ist in 853 Gemeinden unterteilt, die in 70 unmittelbare geografische Regionen aufgeteilt sind, die wiederum in 13 geografische Zwischenregionen gruppiert sind, gemäß der neuen Einteilung des Brasilianischen Instituts für Geografie und Statistik (Instituto Brasileiro de Geografia e Estatística – IBGE), die seit 2017 in Kraft ist. Die Zwischenregionen sind Barbacena, Belo Horizonte, Divinópolis, Governador Valadares, Ipatinga, Juiz de Fora, Montes Claros, Patos de Minas, Pouso Alegre, Uberaba, Uberlândia, Teófilo Otoni und Varginha.
Die Einteilung des Bundesstaates basiert auch auf der Regionalisierung des Sekretariats für Planung und Verwaltung (Secretaria de Planejamento e Gestão – SEPLAG), die seit den 1970er Jahren entwickelt wurde und heute der im Dezember 1995 beschlossenen Einteilung folgt. Nach dem SEPLAG ist Minas Gerais in zehn Planungsregionen unterteilt, nämlich: Alto Paranaíba (31 Gemeinden), Central (158), Centro-Oeste de Minas (56), Jequitinhonha/Mucuri (66), Mata (142), Noroeste de Minas (19), Norte de Minas (89), Rio Doce (102), Sul de Minas (155) und Triângulo (35). Die Regierung von Minas Gerais hat 2015 eine Neueinteilung vorgenommen, diesmal in 17 Gebiete, nämlich: Alto Jequitinhonha, Caparaó, Central, Mata, Médio e Baixo Jequitinhonha, Metropolitano, Mucuri, Noroeste, Norte, Oeste, Sudoeste, Sul, Triângulo Norte, Triângulo Sul, Vale do Aço, Vale do Rio Doce und Vertentes.
Offiziell gibt es im Bundesstaat Minas Gerais auch zwei Metropolregionen, nämlich Belo Horizonte und Vale do Aço, sowie die Integrierte Entwicklungsregion des Bundesdistrikts und seiner Umgebung (Região Integrada de Desenvolvimento do Distrito Federal e Entorno), die ihren Sitz in Brasilia hat, aber die Minas-Gerais-Gemeinden Buritis, Cabeceira Grande und Unaí umfasst.

## Wirtschaft

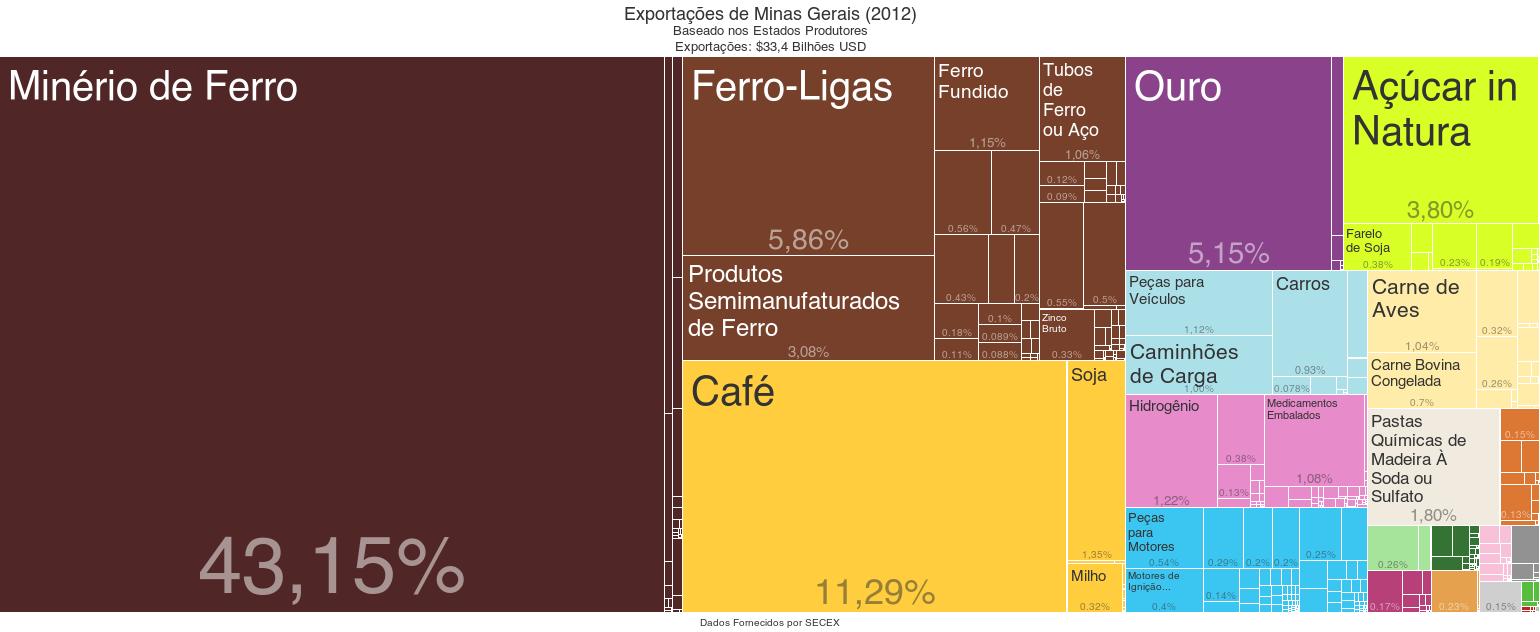
Exporte aus Minas Gerais

Minas Gerais ist der brasilianische Bundesstaat mit dem drittgrößten Bruttoinlandsprodukt, das sich im Jahr 2022 auf 906,731 Milliarden Reais belief. In den letzten Jahren ist die Wirtschaft von Minas Gerais praktisch kontinuierlich gewachsen, nur unterbrochen durch die Große Rezession zwischen 2008 und 2009, als das BIP von Minas Gerais deutlich zurückging. Danach wuchs die Wirtschaft jedoch wieder mit einer Rate, die über dem nationalen Durchschnitt lag. Von den Regionen in Minas Gerais konzentriert die Metropolregion Belo Horizonte 45 Prozent der wirtschaftlichen Aktivitäten des Bundesstaates und ist zudem eine der am schnellsten wachsenden Regionen. Allein auf die Hauptstadt entfallen 43 % der wirtschaftlichen Aktivität der Region, gefolgt von den Gemeinden Betim und Contagem. Es folgen der Triângulo Mineiro und Alto Paranaíba, der Süden und Südwesten von Minas, die Zona da Mata und das Vale do Rio Doce, die zusammen etwa 40 Prozent des BIP von Minas Gerais erwirtschaften. Die am wenigsten entwickelten Regionen sind die Jequitinhonha- und Mucuri-Täler, die zusammen 2,1 % des BIP des Bundesstaates erwirtschaften.
Nach den Daten von 2012 ist der Bundesstaat der drittgrößte Exporteur des Landes mit einem Anteil von 12,78 % an den ins Ausland verkauften Produkten, hinter São Paulo (26,55 %) und Rio de Janeiro (12,88 %). Die Exportliste des Bundesstaates ist jedoch sehr konzentriert und basiert auf Primärprodukten, vor allem Eisenerz (43,15 %), Kaffee (11,29 %), Eisenlegierungen (5,86 %) und Gold (5,15 %). Das Gesamtvolumen der Exporte im Jahr 2012 belief sich auf rund 33.000.000.000,00 US$ (dreiunddreißig Milliarden Dollar).

### Landwirtschaft

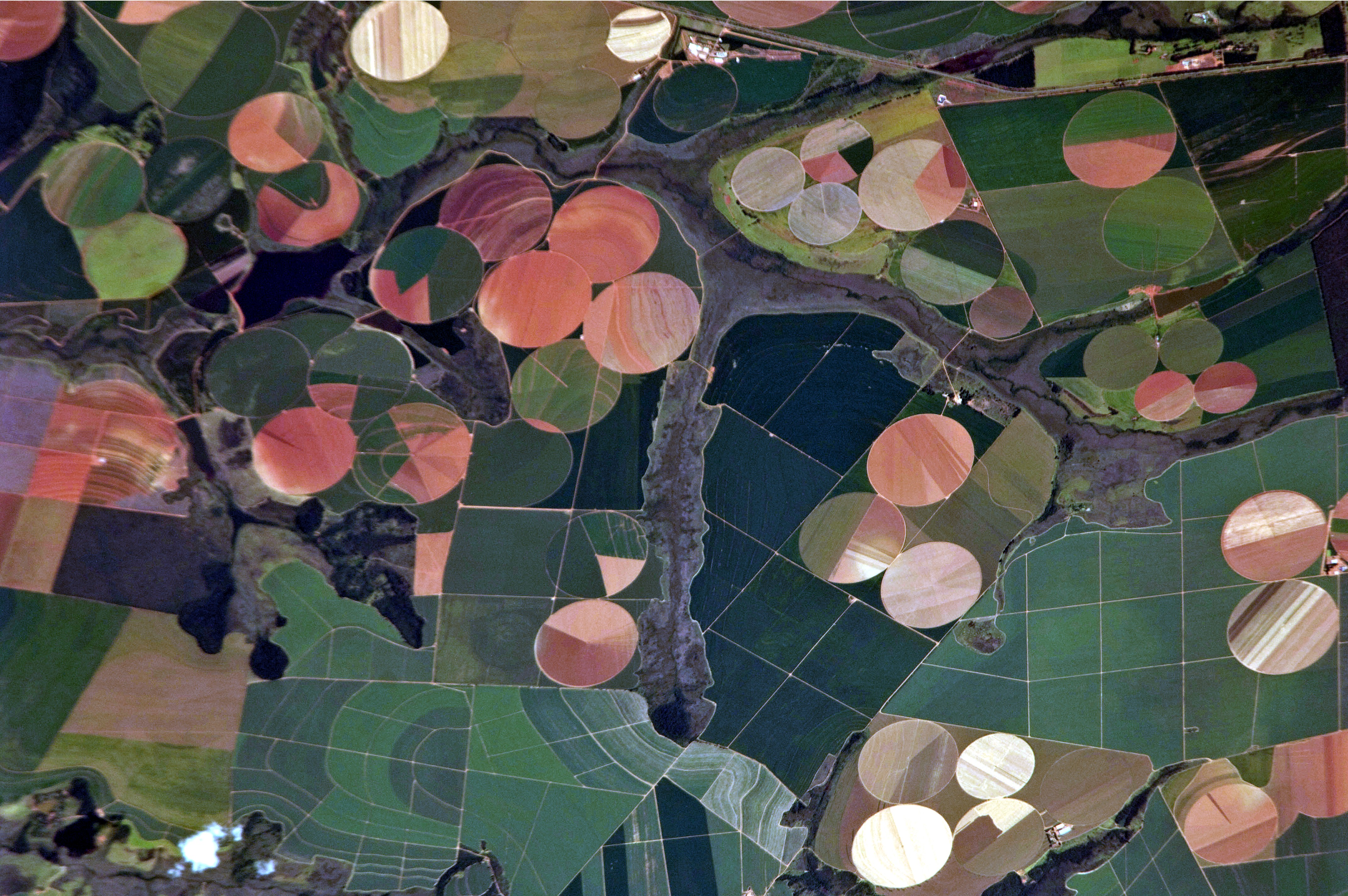
Landwirtschaftliche Felder mit Tröpfchenbewässerung in der Nähe der Stadt Perdizes

Auf den Primärsektor der Wirtschaft von Minas Gerais entfielen 2012 rund 8,7 Prozent der gesamten Produktion des Bundesstaates. Von den Kulturpflanzen des Bundesstaates hatte Kaffee den größten Anteil am Wert der landwirtschaftlichen Produktion des Bundesstaates und erreichte 2011 40 %. Im Jahr 2017 hatte Minas Gerais einen Anteil von 54,3 % an der gesamten nationalen Kaffeeproduktion und war damit der größte Produzent des Landes. Die südliche Region des Bundesstaates ist das Hauptherkunftsgebiet des Kaffees von Minas Gerais, wo hauptsächlich die Sorte Arabica angebaut wird. Die Zuckerrohrproduktion wiederum macht fast 20 % des Wertes der landwirtschaftlichen Produktion von Minas Gerais aus, gefolgt von Mais, Soja und Bohnen. Im Jahr 2019 war Minas Gerais mit 74,3 Millionen Tonnen der drittgrößte Zuckerrohrproduzent des Landes (11 % der Gesamterzeugung). In der Ernte 2018/2019 erntete Minas Gerais 5 Millionen Tonnen Sojabohnen und lag damit auf Platz 7 im Land.
Minas Gerais war 2019 der zweitgrößte Bohnenproduzent Brasiliens mit 17,2 % der nationalen Produktion. 2019 war der Bundesstaat der zweitgrößte Orangenproduzent (989.000 Tonnen), der drittgrößte Bananenproduzent (825.000 Tonnen), der zweitgrößte Mandarinenproduzent (210.000 Tonnen) und der drittgrößte Ananasproduzent (179 Millionen Früchte) des Landes. Minas Gerais produziert rund 30 % des Sorghums des Landes und liegt damit nach Goiás an zweiter Stelle. Bei den Karotten lag Brasilien 2016 mit einer Jahresproduktion von rund 760 000 Tonnen weltweit auf Platz 5. Minas Gerais und São Paulo sind die beiden größten Erzeuger Brasiliens. Zu den Produktionszentren in Minas Gerais gehören die Gemeinden São Gotardo, Santa Juliana und Carandaí. Der Bundesstaat Minas Gerais ist mit einem Anteil von 32 % an der Gesamtproduktion des Landes der größte Kartoffelerzeuger. Im Jahr 2017 wurden in Minas Gerais rund 1,3 Millionen Tonnen des Produkts geerntet. Im Jahr 2019 verfügte Brasilien über eine Gesamtanbaufläche von rund 4.000 Hektar für Erdbeeren. Der größte Erzeuger ist Minas Gerais mit rund 1.500 Hektar, die in den meisten Gemeinden im äußersten Süden des Bundesstaates, in der Region Serra da Mantiqueira, angebaut werden, wobei Pouso Alegre und Estiva die größten Erzeuger sind. Minas Gerais ist auch in der Tomatenproduktion landesweit führend und steht an dritter Stelle (572.000 Tonnen im Jahr 2019).
In der Gemeinde Jaíba im Norden des Bundesstaates wurde im Rahmen eines Projekts die größte bewässerte Anbaufläche Südamerikas eingerichtet, auf der mehr als dreißig Obstsorten angebaut werden, darunter die Silberbanane, deren größter Produzent die Gemeinde ist.
Im Bereich der Viehzucht ist Minas Gerais landesweit führend in der Milcherzeugung. 2010 wurden 8,4 Milliarden Liter Milch produziert, was einem Viertel der brasilianischen Produktion entspricht. Auch bei Rindern, Schweinen und Hühnern hat der Bundesstaat einen bedeutenden nationalen Anteil. Die Eierproduktion von Minas Gerais war mit rund 375 Millionen Dutzend Eiern ebenfalls die zweithöchste des Landes.

### Industrie

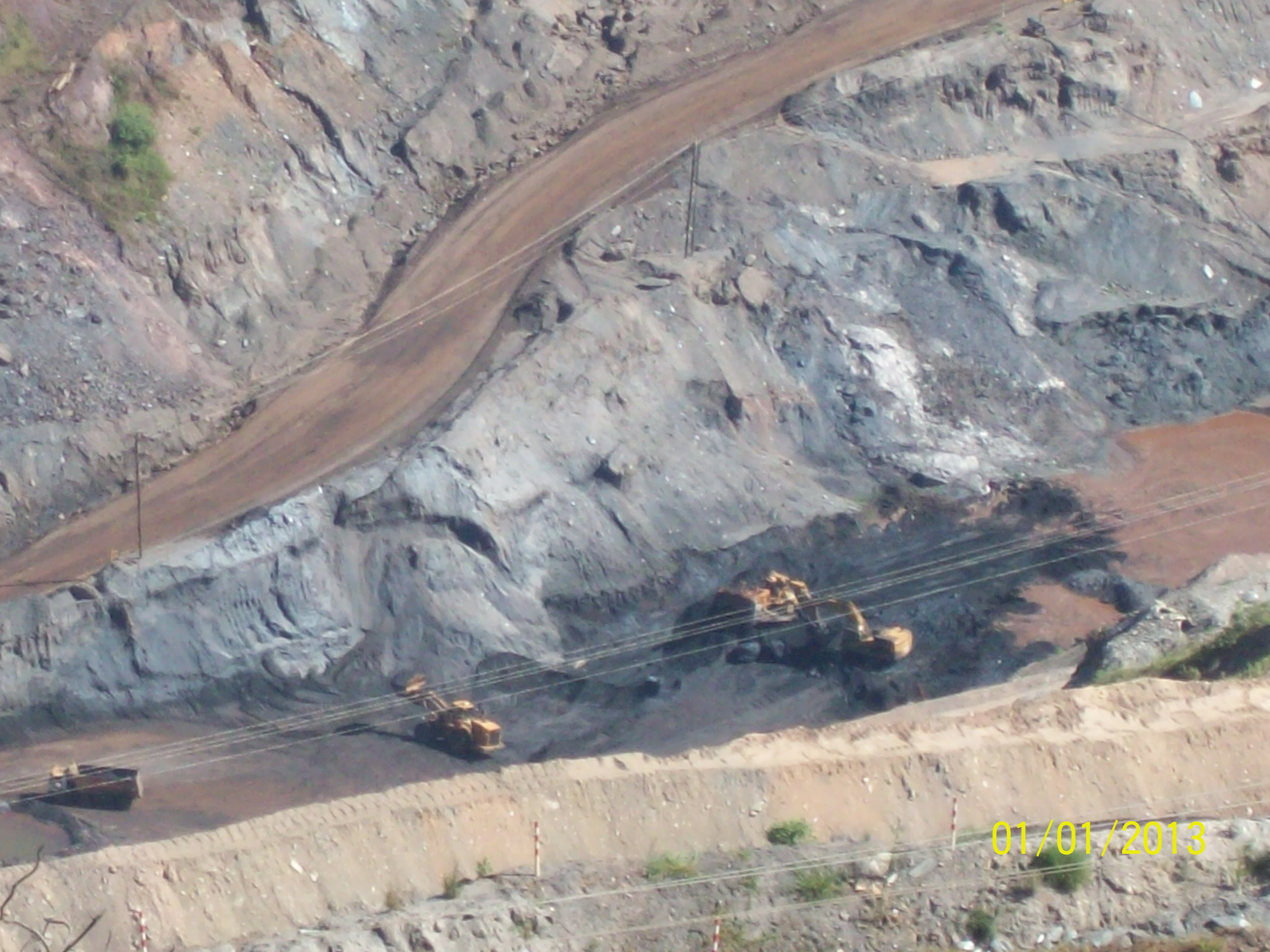
Eisenerzabbaugebiet in Itabira

Im Jahr 2018 hatte Minas Gerais ein industrielles BIP von 142,8 Milliarden R$, was 10,9 % der nationalen Industrie entspricht. Es beschäftigt 1.141.944 Arbeitnehmer in der Industrie. Die wichtigsten Industriesektoren sind: Baugewerbe (17 %), Gewinnung von Metallmineralien (16,2 %), Metallurgie (12,9 %), Nahrungsmittelindustrie (11,4 %) und öffentliche industrielle Dienstleistungen wie Elektrizität und Wasser (11 %). Diese 5 Sektoren machen 68,5 % der Industrie des Staates aus. Weitere wichtige Sektoren sind Erdölprodukte und Biokraftstoffe (5,4 %), Chemikalien (3,7 %), Kraftfahrzeuge (3,6 %), Metallprodukte (2,2 %) und Getränke (1,8 %).
Der Name des Bundesstaates Minas Gerais heißt so viel wie „allgemeine Minen“. Tatsächlich finden sich hier zahlreiche Minen und Abbaugebiete unterschiedlicher Erze sowie von Phosphaten. Insbesondere ist das „Eiserne Viereck“ reich an präkambrischen Eisenerzvorkommen. Die historischen Goldreserven, die einst Reichtum und Macht dieses Bundesstaates begründeten, sind heute weitestgehend ausgeschöpft. In den alten Goldminen werden heute jedoch umfangreiche Diamantvorkommen ausgebeutet. Außer Gold und Diamanten werden noch zahlreiche weitere Minerale abgebaut. Insgesamt wurden im Gebiet von Minas Gerais bisher (Stand: 2011) rund 670 Minerale und ihre Varietäten gefunden. Dazu gehören unter anderem die als Schmucksteine bekannten Beryllvarietäten Smaragd und Aquamarin sowie Jadeit, Muskovit, Rosenquarz und Spodumen, von dem die Schmucksteinvarietät Kunzit bekannt ist. Für 35 Minerale ist das Gebiet zudem als Typlokalität registriert, so unter anderem für Brasilianit aus der Córrego Frio Mine bei Linópolis, Goyazit aus Diamantina, Lindbergit aus Sapucaia do Norte (Galiléia), Minasgeraisit-(Y) aus der José Miranda Mine bei Jaguaraçu, Palladium aus dem Bom Sucesso Creek (Serro) und Tavorit aus der Sapucaia Mine (Sapucaia do Norte). An Gesteinen werden unter anderem Dolomit und Itakolumit gefunden. Die Erde von Minas Gerais (Terra Roxa) ist so eisenhaltig, dass feiner roter Lateritboden die Überlandstraßen überzieht und Flüsse rotbraun färbt.

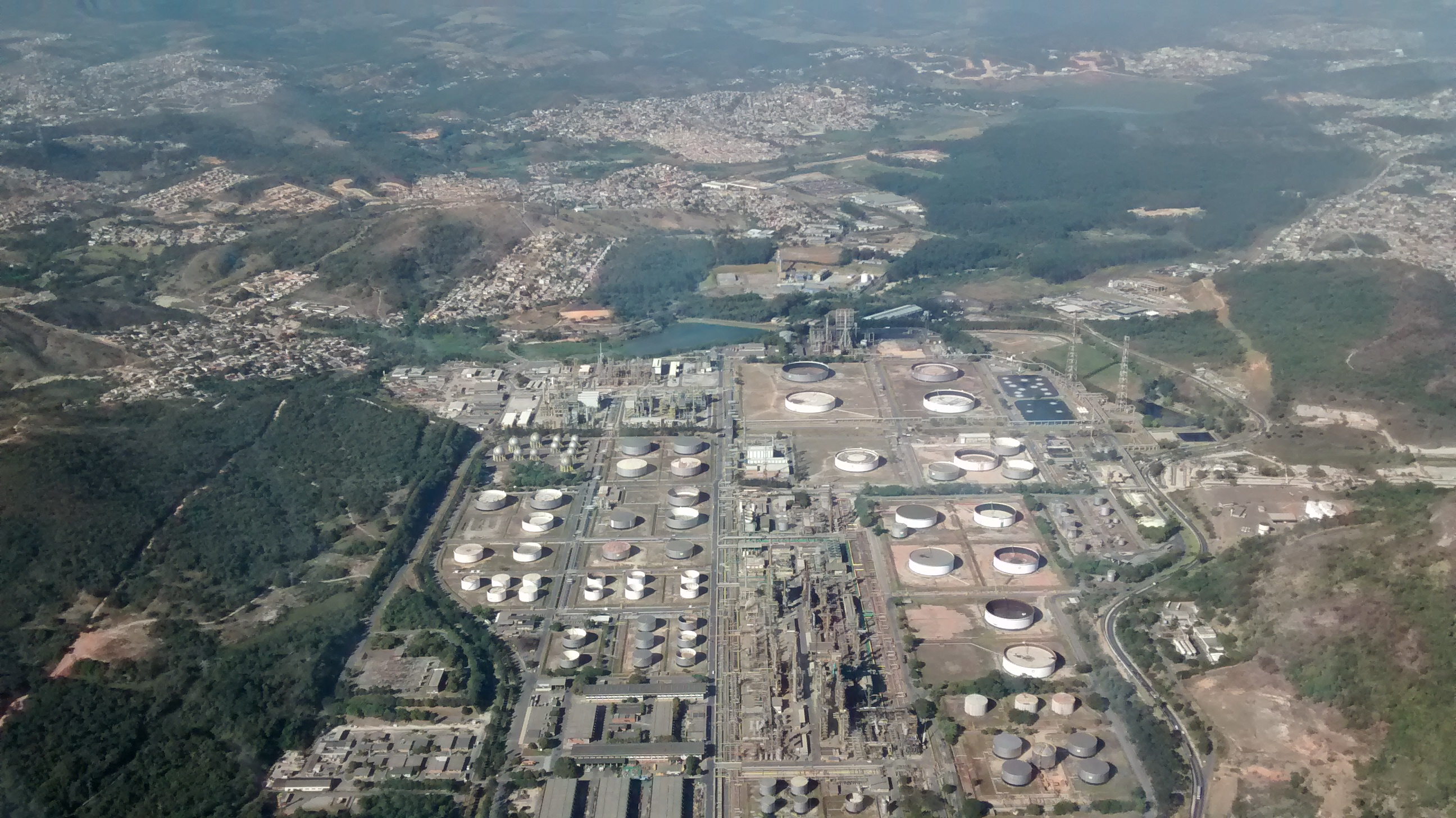
Luftaufnahme der Raffinerie Gabriel Passos in Betim

Die Gewinnung von Erzen ist die Aktivität mit dem größten Anteil am sekundären Bergbausektor, der etwa ein Viertel der Industrie des Landes ausmacht und mehr als vierzig Prozent der nationalen Mineralienproduktion ausmacht. Zu den wichtigsten geförderten Mineralien gehören Eisen, Mangan (hauptsächlich in der Region des Eisenvierecks), Gold, Nickel, Niob, Zink, Quarz, Schwefel, Phosphat und Bauxit. Drei Viertel der Industrie von Minas Gerais entfallen auf die Verarbeitungsindustrie, wobei der wichtigste Sektor die Metallurgie ist, und in der Stahlindustrie war der Staat für ein Drittel der nationalen Produktion verantwortlich. Minas Gerais beherbergt die Produktionsstätten einiger der größten Konzerne des Landes in diesem Sektor, wie Gerdau, Usiminas und ArcelorMittal. Der Bundesstaat hat auch einen bedeutenden Anteil am Gießereisektor, dessen Aktivitäten sich hauptsächlich auf den mittleren Westen des Bundesstaates konzentrieren und dessen Produktion zur Hälfte für den Automobilsektor bestimmt ist.
An zweiter Stelle steht der Nahrungsmittelsektor, der 13 % der industriellen Aktivitäten von Minas Gerais ausmacht. Mit einem fast ebenso hohen Anteil folgt der Automobilsektor, in dem dank der Produktionsstätten von Unternehmen wie Iveco, Fiat und Mercedes-Benz fast ein Viertel der Fahrzeuge des Landes hergestellt werden. Auch die Zementproduktion sticht hervor, wobei der Bundesstaat der größte nationale Produzent ist, was durch die großen Kalksteinvorkommen in Minas Gerais begünstigt wird. Ein weiterer wichtiger Sektor ist die chemische Industrie, insbesondere die Kunststoffindustrie, deren Produktion hauptsächlich zur Versorgung anderer Produktionsketten dient.
In der Schuhindustrie verfügt der Bundesstaat über ein auf Turnschuhe und Billigschuhe spezialisiertes Zentrum in Nova Serrana. In der Elektronikindustrie verfügt der Bundesstaat über ein kleines Zentrum in Santa Rita do Sapucaí, das Ausrüstungen für die Telekommunikationsindustrie herstellt, wie z. B. Set-Top-Boxen, die u. a. für die Übertragung des digitalen Fernsehsystems verwendet werden. In der Herstellung von Mobiltelefonen und anderen elektronischen Geräten produziert Multilaser in Extrema.

### Dienstleistungen

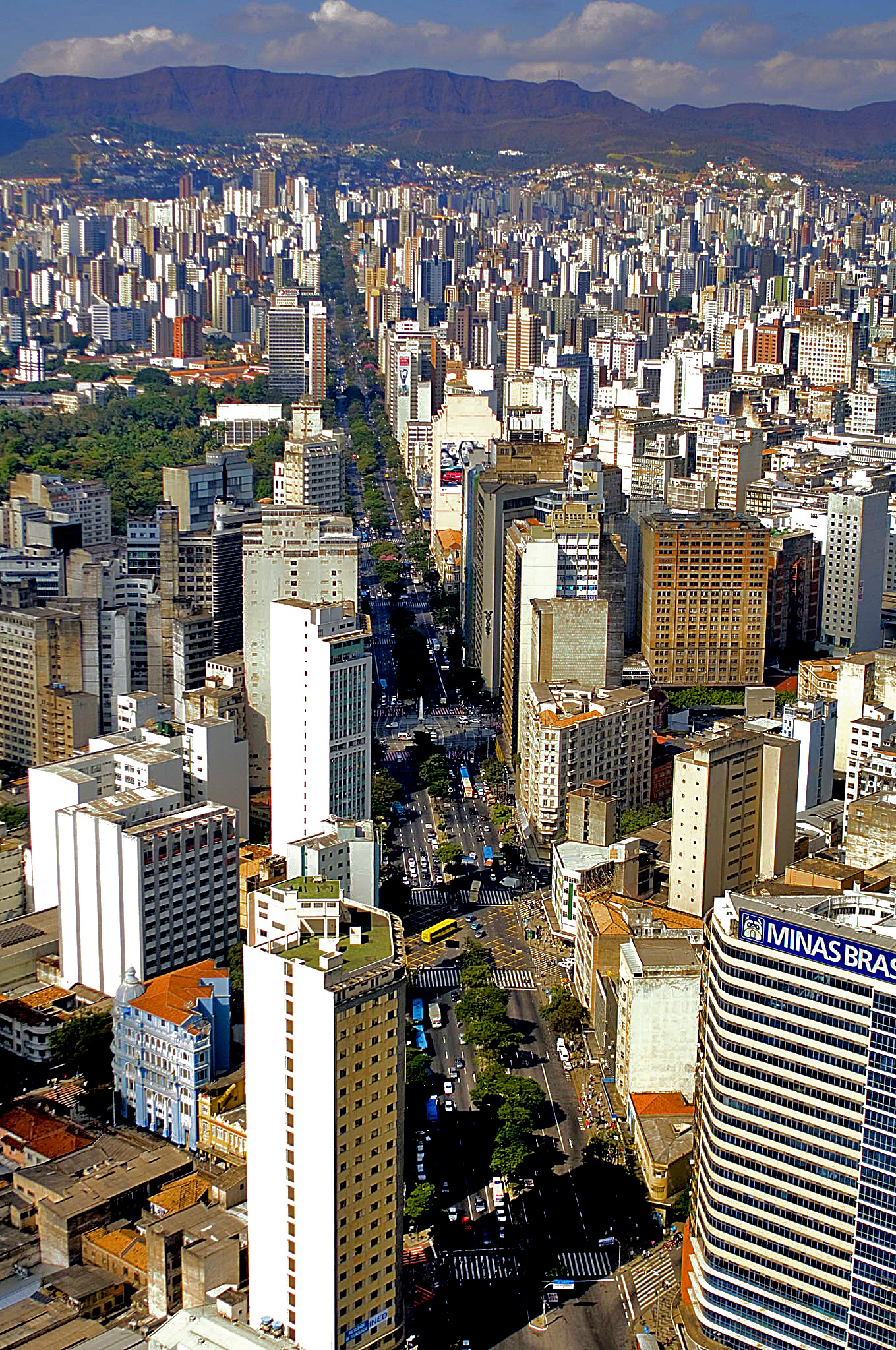
Sicht von der Avenida Afonso Pena in Belo Horizonte

Der tertiäre Sektor ist der wichtigste in der Wirtschaft von Minas Gerais, da er mehr als die Hälfte der wirtschaftlichen Aktivitäten des Bundesstaates ausmacht. In diesem Sektor hat der Einzelhandel mit dem Wachstum des Sektors im Land Schritt gehalten, das zwischen 2009 und 2012 8,3 Prozent betrug. Einige Segmente verhielten sich jedoch anders, wie der Verkauf von Möbeln und Haushaltsgeräten, der über dem nationalen Durchschnitt wuchs, im Gegensatz zum Segment der Super- und Hypermärkte, das im gleichen Zeitraum unter dem brasilianischen Durchschnitt lag.
Der Anteil des Handels am tertiären Sektor wird jedoch nur vom Bereich der öffentlichen Verwaltung übertroffen, der 13,7 Prozent des gesamten BIP des Bundesstaates ausmacht. Im Jahr 2010 nahm der Staat etwa 43,5 Milliarden Reais an Steuern ein, was zwölf Prozent des BIP von Minas Gerais entspricht. Ebenfalls erwähnenswert sind die Aktivitäten im Zusammenhang mit dem Immobilien- und Vermietungssektor (8,6 Prozent der Bruttowertschöpfung von Minas Gerais), dem Finanzwesen (5,2 Prozent) und dem Transportwesen (5,1 Prozent).
Der Außenhandel von Minas Gerais ist stetig über dem nationalen Durchschnitt gewachsen und hat seinen Anteil am nationalen Auslandsumsatz von 10,5 Prozent im Jahr 2002 auf 13,4 Prozent im Jahr 2012 erhöht und seine Position als zweitgrößter Exportstaat des Landes gefestigt. Mehr als die Hälfte des Gesamtexports entfällt auf Produkte der rohen Mineralgewinnung oder auf Produkte, die von der metallurgischen Industrie verarbeitet werden. Etwa ein Fünftel der Gesamtmenge entfällt auf landwirtschaftliche Erzeugnisse, insbesondere Kaffee. Bemerkenswert ist auch die Zunahme der Ausfuhren von Arzneimitteln, Soja und Nichtwährungsgold. Die wichtigsten Bestimmungsländer der ausgeführten Produkte sind China, Japan, Deutschland, die Vereinigten Staaten und Argentinien. Auch die Einfuhren von Produkten in den Staat sind weiterhin mit ähnlichen Raten wie die nationalen Einfuhren gewachsen. Der Kauf von Kraftfahrzeugen, chemischen und pharmazeutischen Erzeugnissen, mineralischen Produkten und Industriemaschinen ist in diesem Zusammenhang hervorzuheben. Die Handelsbilanz von Minas Gerais ist in den letzten zehn Jahren positiv geblieben, was bedeutet, dass der Bundesstaat mehr exportiert als importiert hat. Im Jahr 2011 belief sich der Überschuss in Minas Gerais auf 28,4 Milliarden Reais, was dem brasilianischen Überschuss von 29,8 Milliarden sehr nahe kommt und die Bedeutung des Bundesstaates im brasilianischen Außenhandel unterstreicht.
Im Jahr 2011 fielen 10,635 Millionen Menschen in die Kategorie der Erwerbsbevölkerung, von denen etwa zehn Millionen erwerbstätig waren. Von diesen hatten 3,8 Millionen Menschen einen formellen Arbeitsvertrag. Die Arbeitslosenquote im Land ist seit 2009 kontinuierlich gesunken, von 7,2 Prozent auf 3,9 Prozent Ende 2012. Unter den wichtigsten Berufen der erwerbstätigen Bevölkerung ragen der Handel (16,3 Prozent), die Landwirtschaft (16,2 Prozent) und das verarbeitende Gewerbe (11,8 Prozent) heraus, gefolgt vom Gesundheits-, Bildungs- und Sozialwesen, dem Bauwesen und den häuslichen Dienstleistungen. In allen Wirtschaftszweigen ist die Zahl der Beschäftigten in der zentralen Region des Bundesstaates höher, mit Ausnahme der Landwirtschaft, in der der Süden des Bundesstaates Minas Gerais die höchste Zahl an formell Beschäftigten aufweist.

## Infrastruktur
Der Bundesstaat Minas Gerais verfügt über eine bemerkenswerte Infrastruktur, die seine wirtschaftliche Entwicklung ermöglicht. Er verfügt über das größte Straßennetz der Föderation sowie über einen wichtigen Teil des Eisenbahnnetzes des Landes. Minas Gerais verfügt außerdem über 92 Flughäfen und fünf Trockenhäfen, die über verschiedene Regionen des Bundesstaates verteilt sind. Minas Gerais verfügt auch über mehrere Wasserkraftwerke und besitzt sogar ein Viertel der kleinen Wasserkraftwerke des Landes. Außerdem verfügt der Bundesstaat über mehr als 800 Kilometer Gaspipelines, die von der Companhia de Gás de Minas Gerais verwaltet werden.

### Grundlegende Dienstleistungen

Die Wasseraufbereitungsanlage (Estação de tratamento de água) von Copasa in Coronel Fabriciano, wo das Wasser für einen Großteil der Metropolregion Vale do Aço gewonnen und aufbereitet wird.

Von den 6.028.223 Haushalten wurden 5.200.911 durch die öffentliche Wasserversorgung versorgt (86,28 %), 501.492 durch Brunnen oder Quellen außerhalb des Grundstücks (8,32 %), 237.349 durch Brunnen oder Quellen innerhalb des Grundstücks (3,94 %), 46.354 durch Flüsse, Dämme, Seen oder Bäche (0,77 %), 904 durch Brunnen oder Quellen innerhalb oder außerhalb des Dorfes (0,01 %), 46.354 aus Flüssen, Talsperren, Seen oder Bächen (0,77 %), 908 aus einem Brunnen oder einer Quelle innerhalb oder außerhalb des Dorfes (0,01 %) und 41.209 wurden auf andere Weise versorgt (0,68 %). 5.985.392 Haushalte wurden über das Stromnetz versorgt (99,29 %) und 5.282.287 Haushalte entsorgten ihren Müll zur Abholung (87,63 %), wovon 5.039.259 durch einen Reinigungsdienst (83,59 %) und 243.028 durch Mülltonnen (4,03 %) abgeholt wurden.
Was schließlich die Frage nach dem Vorhandensein von Toiletten und Abwasser betrifft, so verfügten von den 5.862.312 Haushalten, die über Toiletten für den ausschließlichen Gebrauch verfügten (97,25 %), 4.701.155 über ein allgemeines Abwassersystem oder eine Regenwasser- oder Sickergrube (77,99 %) und 1.161.157 über eine andere Art der Abwasserentsorgung (19,26 %). Außerdem gab es 90.183 Haushalte mit einem Bad, das von mehreren Haushalten gemeinsam genutzt wurde (1,50 %), von denen 37.541 an das allgemeine Abwassernetz oder an Regenwasser oder an eine Sickergrube angeschlossen waren (0,62 %) und 52.642 einen anderen Abfluss hatten (0,87 %); weitere 75.728 Haushalte hatten kein Bad oder keine Toilette (1,26 %).
Es gibt mehrere Unternehmen, die für die sanitäre Grundversorgung zuständig sind. In 615 der 853 Gemeinden von Minas Gerais ist jedoch die Companhia de Saneamento de Minas Gerais (Copasa) für die Wasserversorgung zuständig, die in weiteren 220 Gemeinden auch für die Abwassersammlung verantwortlich ist. Die übrigen Gemeinden werden von anderen Unternehmen, lokalen Betrieben oder so genannten autonomen Wasser- und Abwasserdiensten (serviços autônomos de água e esgoto – SAAEs; entstanden aus dem inzwischen aufgelösten Sondergesundheitsdienst) versorgt – ein Beispiel ist Governador Valadares in der Region Vale do Rio Doce, wo die sanitäre Grundversorgung von der SAAE Governador Valadares übernommen wird.
Es gibt auch Einwahl- und Breitband-Internetdienste (ADSL), die von verschiedenen kostenlosen oder kostenpflichtigen Zugangsanbietern angeboten werden, sowie eine drahtlose Internetversorgung in den wichtigsten städtischen Zentren. Der Telefondienst wird von Betreibern wie Vivo, Oi, TIM, Claro, Algar und anderen angeboten. Die Vorwahl der Städte des Staates kann 31, 32, 33, 34, 35, 37, 38 und 39 sein.

### Energie

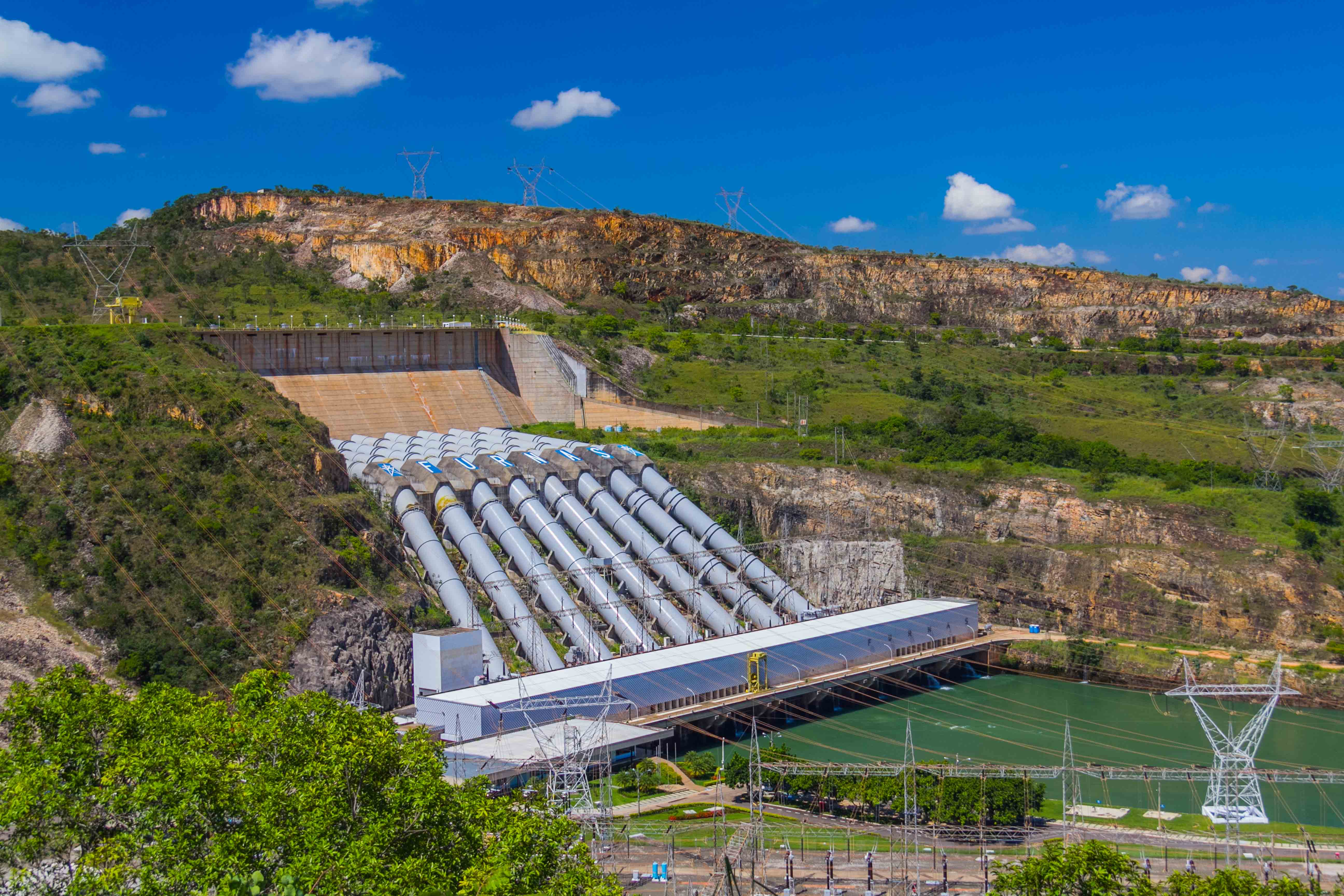
Blick auf das Furnas-Wasserkraftwerk im Süden des Staates.

Minas Gerais ist einer der Bundesstaaten mit dem höchsten Energiebedarf. Der Gesamtverbrauch belief sich 2010 auf 35,8 Millionen Tonnen Öläquivalent, was 13,2 % des nationalen Bedarfs entsprach, wobei der größte Teil davon auf den Industriesektor entfiel. Minas Gerais ist einer der größten Wasserkraftproduzenten des Landes, mit großen Kraftwerken wie Furnas, Itumbiara und São Simão. Obwohl der Bundesstaat einen Teil des erzeugten Stroms exportiert, wird ein Großteil der verwendeten Energie importiert, insbesondere in Form von Brennholz, Kohle und Derivaten, die vor allem in der Stahlindustrie verwendet werden. Die Hauptbestandteile der Energiematrix von Minas Gerais im Jahr 2010 waren Öl und Gas (33,7 Prozent), gefolgt von Brennholz und Derivaten (21,4 Prozent), Zuckerrohrderivaten (15,4 Prozent) und Wasserkraft (14,6 Prozent).
Im selben Jahr stammten 53,6 % der im Bundesstaat verbrauchten Energie aus erneuerbaren Quellen, wovon der größte Anteil auf Brennholz und dessen Derivate entfiel. Der Bundesstaat verfügt über ein Potenzial zur Erzeugung von Windenergie, das in der gleichen Größenordnung liegt wie die derzeit erzeugte Energie aus Wasserkraft. Die Serra do Espinhaço ist die vielversprechendste Region für die Umsetzung dieser Art von Unternehmen. Minas Gerais verfügt über günstige klimatische Bedingungen, vor allem in den Wintermonaten, die eine Nutzung der Sonnenenergie, vor allem für Heizzwecke, ermöglichen. Was die Erzeugung von Strom aus Sonneneinstrahlung betrifft, so sind die vielversprechendsten Standorte für Anlagen im Norden und Nordwesten des Bundesstaates.
Die Companhia Energética de Minas Gerais (Cemig) ist für die Stromversorgung von 774 Gemeinden in Minas Gerais, das heißt 96 % ihres Konzessionsgebiets, zuständig und betreibt 65 Kraftwerke (sowohl innerhalb als auch außerhalb des Bundesstaats). Das Unternehmen besitzt außerdem Anteile an mehreren anderen Energieunternehmen in ganz Brasilien, darunter Light in Rio de Janeiro, und seine Aktien werden in São Paulo und New York gehandelt. Die anderen 79 Gemeinden des Bundesstaates werden von anderen Versorgungsunternehmen beliefert, von denen Energisa das größte ist, das 66 Städte in der Zona da Mata versorgt.

### Gesundheit
Im Jahr 2009 gab es im Bundesstaat 12.460 Krankenhäuser mit 44.012 Betten. Von der Gesamtzahl der Einrichtungen waren 7.222 öffentlich, davon waren 7.092 kommunal, 84 staatlich und 46 föderal. 5.238 Einrichtungen waren privat, davon 4.472 gewinnorientiert und 766 nicht gewinnorientiert. 257 Gesundheitseinrichtungen waren auf den stationären Bereich spezialisiert und 8.973 Einrichtungen boten ambulante Behandlung an.
Laut einer Umfrage der Nationalen Haushaltsstichprobe aus dem Jahr 2008 bewerteten 79,1 % der Bevölkerung von Minas Gerais ihren Gesundheitszustand als gut oder sehr gut, 69,6 % gaben an, in den letzten zwölf Monaten vor dem Befragungsdatum einen Arzt aufgesucht zu haben, 41,0 % der Einwohner hatten im gleichen Zeitraum einen Zahnarzt aufgesucht und 7,6 % der Bevölkerung waren in ein Krankenhausbett eingeliefert worden. 35,1 % der Einwohner gaben an, eine chronische Krankheit zu haben, und 29,3 % der Einwohner waren krankenversichert. Im selben Jahr waren 63,1 % der ständigen Privathaushalte beim Programm der Familiengesundheitseinheit (Unidade de Saúde Familiar) registriert.
Derselben Umfrage zufolge haben sich 42,0 Prozent der Frauen über 40 in den letzten 12 Monaten einer klinischen Brustuntersuchung unterzogen, 56,7 Prozent der Frauen zwischen 50 und 69 Jahren haben in den letzten zwei Jahren eine Mammographie durchführen lassen und 77,9 Prozent der Frauen zwischen 25 und 59 Jahren haben in den letzten drei Jahren eine Vorsorgeuntersuchung auf Gebärmutterhalskrebs durchführen lassen.

### Bildung

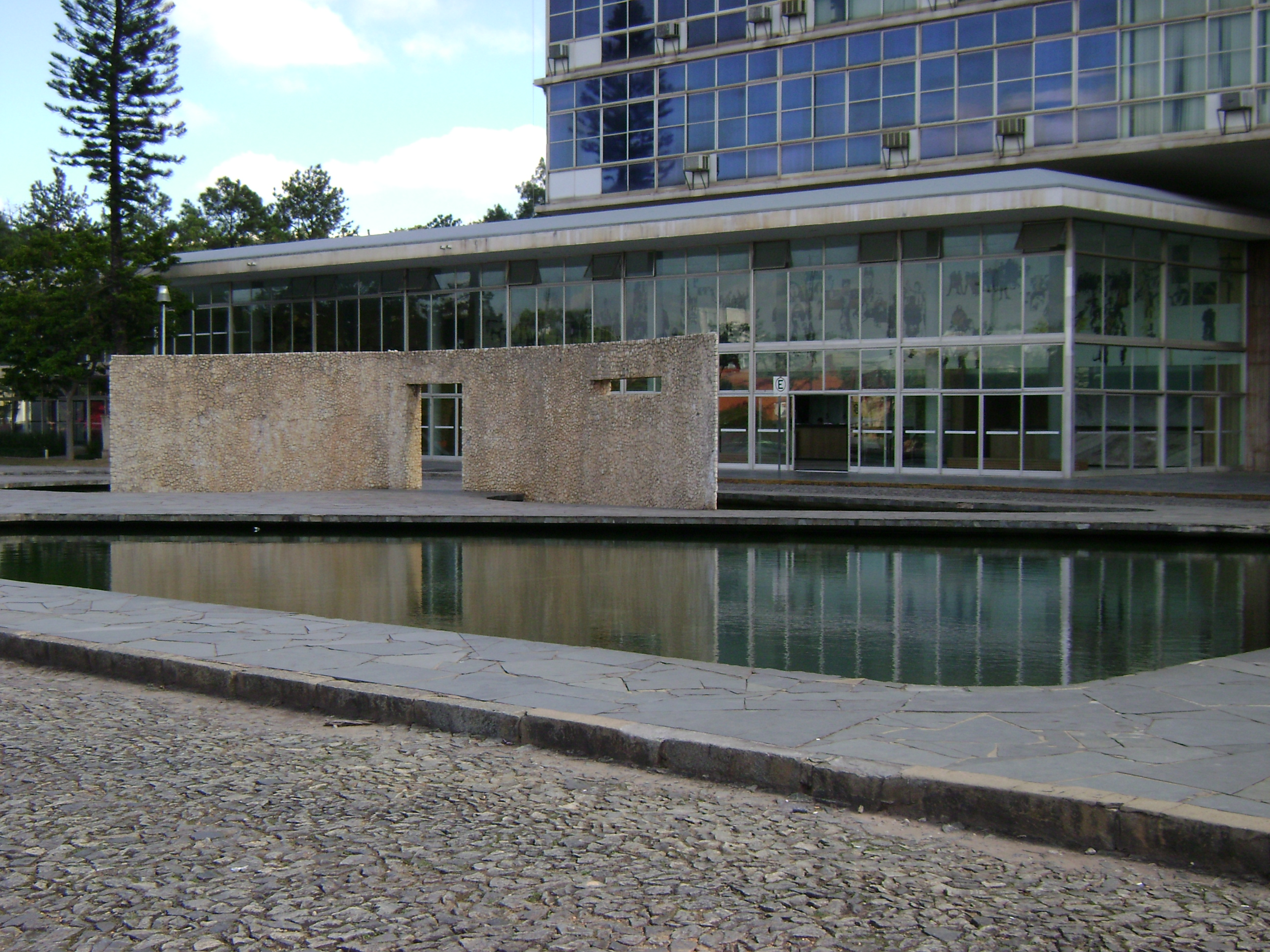
Teilansicht des Rektoratsgebäudes der Universidade Federal de Minas Gerais (UFMG), einer der besten Bundesuniversitäten Brasiliens laut dem allgemeinen Kursindex (Índice Geral de Cursos) des Bildungsministeriums.

Im Jahr 2010 erreichte der HDI-Faktor „Bildung“ des Bundesstaates 0,638 – der achthöchste des Landes, der den Mindeststandards des Entwicklungsprogramms der Vereinten Nationen (UNDP) entspricht –, während die Analphabetenrate laut der letzten IBGE-Volkszählung 7,66 % betrug, der zehntbeste nationale Prozentsatz, aber der zweitschlechteste im brasilianischen Südosten, nur noch vor Espírito Santo. Auf der Grundlage des IDEB-Berichts 2011 (Index für die Entwicklung der Grundbildung – Índice de Desenvolvimento da Educação Básica) hatte Minas Gerais den höchsten Wert unter den brasilianischen Bundesstaaten für Fünftklässler – 5,9 –, den dritthöchsten für Neuntklässler – 4,6, nur hinter Santa Catarina und São Paulo – und den vierthöchsten für Drittklässler – 3,9, hinter Santa Catarina, Paraná und São Paulo. In der allgemeinen Klassifizierung der Nationalen Hochschulprüfung (Exame Nacional do Ensino Médio – ENEM) 2013 waren fünf Schulen des Bundesstaates unter den zehn besten des nationalen Rankings, darunter die einzige Schule dieser Spitzenklasse in einer Stadt außerhalb der Hauptstadt.
Mit 11.831 Grundschulen (Ensino primário), 7.431 Vorschuleinheiten (Educação infantil) und 2.979 weiterführenden Schulen (Ensino secundário) ist das Bildungsnetz des Bundesstaates eines der umfangreichsten in Brasilien. Nach den Daten der Volkszählung 2010 besuchten 5.681.163 Einwohner der Gesamtbevölkerung Kindergärten und/oder Schulen. Davon besuchten 179.819 einen Kindergarten, 492.875 eine Vorschule, 325.115 eine Alphabetisierungsklasse, 74.319 eine Alphabetisierungsklasse für Jugendliche und Erwachsene, 2.682.189 eine Grundschule, 176.379 eine Jugend- und Erwachsenenbildung im Primarbereich, 859.491 eine Sekundarschule, 177.395 eine Jugend- und Erwachsenenbildung im Sekundarbereich, 624.707 ein Grundstudium an einer Hochschule, 63.263 eine Spezialisierung an einer Hochschule, 17.514 ein Masterstudium und 8.096 eine Promotion. 12.080.382 Personen besuchten keine Schule, von denen 1.835.785 nie und 10.244.597 jemals eine Schule besucht hatten.
Unter den zahlreichen Hochschuleinrichtungen sticht die Universidade Federal de Minas Gerais (UFMG) hervor, die auf Platz 478 der besten Universitäten der Welt rangiert und zusammen mit der Universidade Federal de Viçosa (UFV), Universidade Federal do Triângulo Mineiro (UFTM) e Universidade Federal de Lavras (UFLA) laut dem allgemeinen Kursindex (Índice Geral de Cursos) des Bildungsministeriums zu den besten in Brasilien gehört. Auch die Universidade Federal de Uberlândia (UFU) sticht im Bundesstaat hervor. 2016 wurde sie in der Rangliste der brasilianischen Universitäten von Folha de S. Paulo als viertbeste Universität in Minas Gerais und als 28. in Brasilien eingestuft, noch vor der UFSJ, der UFLA, der UFOP und der UFTM. Minas Gerais ist der Bundesstaat mit der größten Anzahl an bundesstaatlichen Hochschuleinrichtungen im Land, mit 20 Einrichtungen, darunter 8 Bundesinstitute (Institutos Federais), 1 Bundeszentrum (Centro Federal) und 11 Bundesuniversitäten (Universidades Federais). Außerdem gibt es zwei staatliche Einrichtungen (des Bundesstaates Minas Gerais): die Universidade do Estado de Minas Gerais und die Universidade Estadual de Montes Claros. Hinzu kommen rund 350 private und philanthropische Hochschulen und Universitäten in mehr als 240 Gemeinden.

### Wissenschaft und Technik

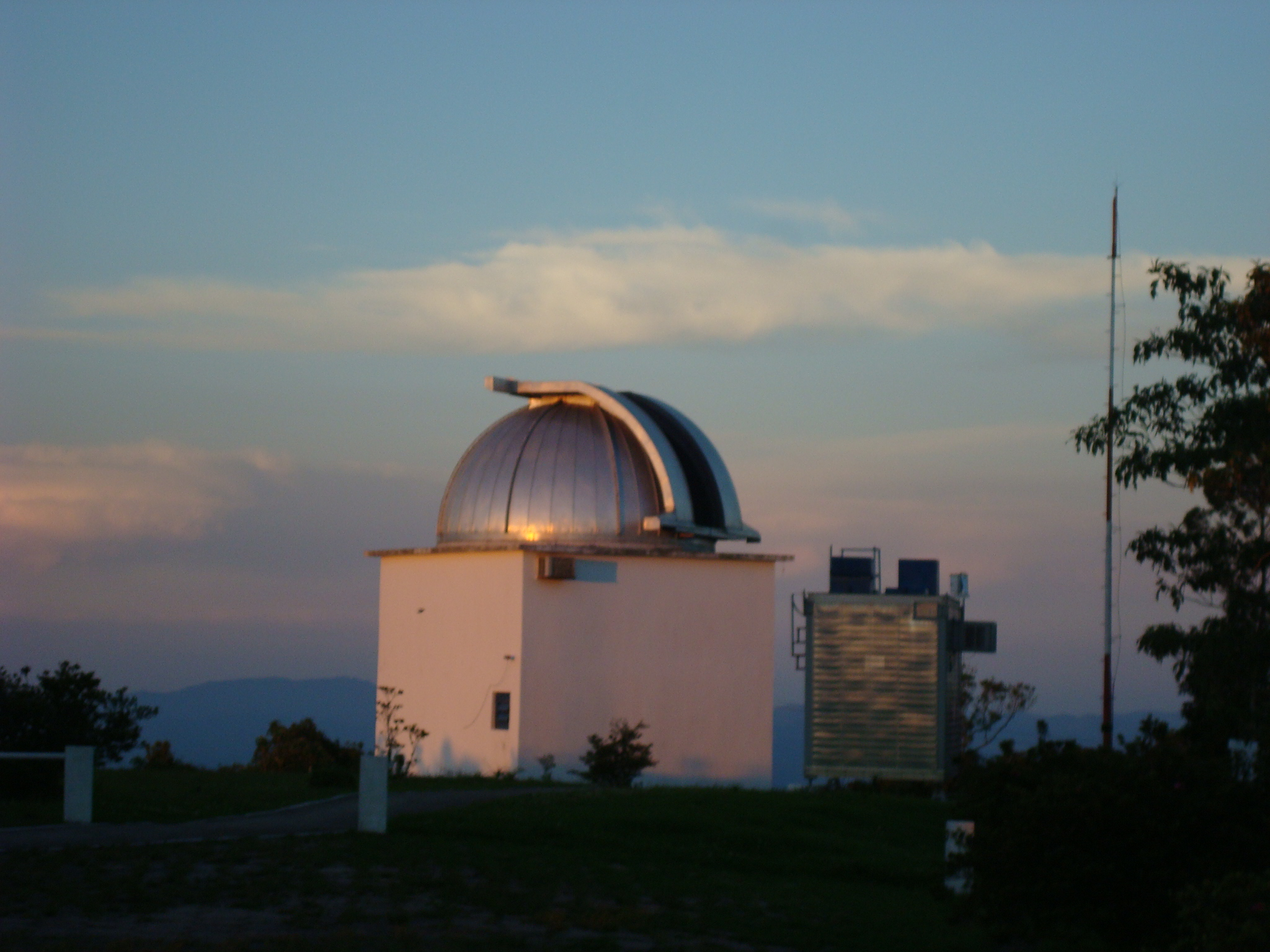
Kuppel des Observatoriums Pico dos Dias, das sich in Brazópolis befindet und vom Laboratório Nacional de Astrofísica unterhalten wird.

Minas Gerais beherbergt wichtige Forschungsinstitute, aber 40 % der Forschungsgruppen von Minas Gerais waren an der UFMG konzentriert, die auch 46 % der Gesamtzahl der Projekte in den Einrichtungen des Bundesstaates hatte. Auf die UFV entfielen 19 % der Gesamtzahl der Teams. Die Universitäten bilden nach wie vor keine homogene Gruppe, und rund 87 Prozent der Hochschulprofessoren sind ausschließlich für die Organisation tätig. Die meisten wissenschaftlichen Studien, die von den Universitäten ausgehen, sind auf Ingenieur-, Gesundheits-, Biologie- und exakte Wissenschaften ausgerichtet und orientieren sich oft an den regionalen wirtschaftlichen und sozialen Bedürfnissen – an der UFV und der UFTM, die in der Zona da Mata bzw. im Triângulo Mineiro liegen, ist ein Großteil der Forschung beispielsweise auf Agrarwissenschaften ausgerichtet.
Einige der wichtigsten Institute, die den Bildungseinrichtungen untergeordnet sind und der wissenschaftlichen und technologischen Verbesserung dienen, sind das Zentrum für Luftfahrtstudien an der Bundesuniversität von Minas Gerais (Centro de Estudos Aeronáuticos da Universidade Federal de Minas Gerais, CEA), das sich auf die Forschung im Bereich der Luftfahrttechnik konzentriert; das Hochspannungslabor an der Bundesuniversität von Itajubá (Laboratório de Alta Tensão da Universidade Federal de Itajubá, LAT-UNIFEI), eines der wenigen Hochspannungslabore in Brasilien; das Nationale Astrophysik-Labor (Laboratório Nacional de Astrofísica); die Christiano Ottoni-Stiftung (Fundação Christiano Ottoni – FCO), die die akademischen Lehr-, Forschungs- und Erweiterungsprogramme der UFMG fördert; und das Manuel Teixeira da Costa-Forschungszentrum (Centro de Pesquisa Manuel Teixeira da Costa – CPMTC), eine ergänzende Einrichtung zum Institut für Geowissenschaften der UFMG (Instituto de Geociências da UFMG), die die Forschung im Bereich der Geologie und verwandter Bereiche der Geowissenschaften fördert.
Außerhalb des universitären Bereichs sind folgende Einrichtungen hervorzuheben: das Institut für Wirtschafts-, Verwaltungs- und Buchhaltungsforschung von Minas Gerais (Instituto de Pesquisas Econômicas, Administrativas e Contábeis de Minas Gerais – IPEAD), das Forschungen im Bereich der Wirtschaftswissenschaften und Buchhaltung durchführt; die Stiftung João Pinheiro (Fundação João Pinheiro – FJP), eine nationale Referenz in verschiedenen Bereichen der Sozialwissenschaften; die Stiftung Ezequiel Dias (Fundação Ezequiel Dias – FUNED), eine Referenz in der Herstellung von Arzneimitteln und Seren, in Studien zur öffentlichen Gesundheit und in Maßnahmen zur Überwachung von Gesundheit, Epidemiologie und Umwelt; das René-Rachou-Forschungszentrum (Centro de Pesquisas René Rachou – CPqRR), eine regionale Einheit von Fiocruz, in der Forschung im Bereich Gesundheit und Epidemiologie betrieben wird; das Technologiezentrum von Minas Gerais (Centro Tecnológico de Minas Gerais – CETEC), das sich mit der Anwendung von Technologie für die soziale und wirtschaftliche Entwicklung befasst und schließlich die Gesellschaft für landwirtschaftliche Forschung von Minas Gerais (Empresa de Pesquisa Agropecuária de Minas Gerais), die über mehrere Forschungszentren im ganzen Bundesstaat verfügt.

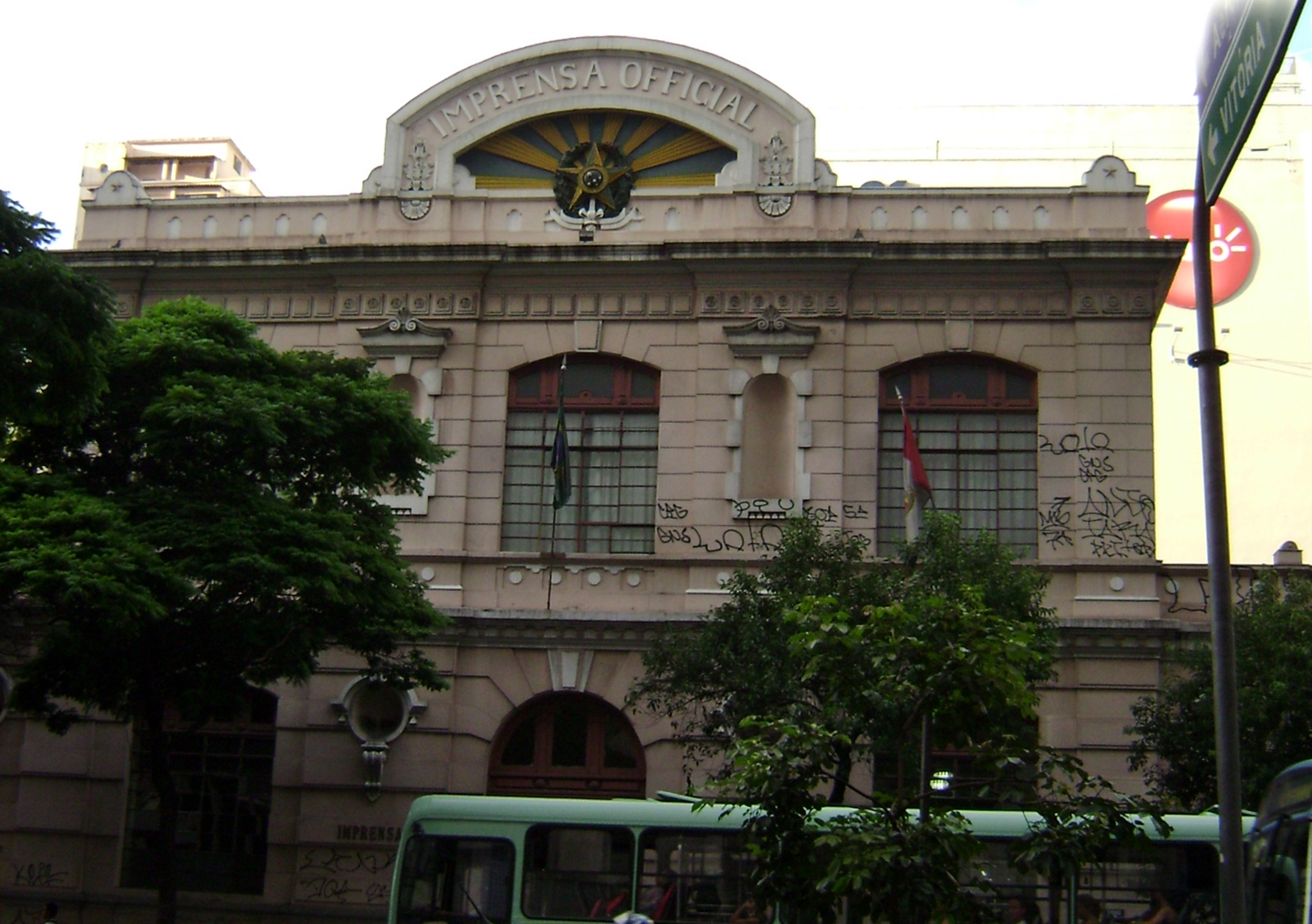
Hauptsitz der offiziellen Presse des Bundesstaates Minas Gerais in Belo Horizonte

### Kommunikation
Die offizielle Presse des Bundesstaates Minas Gerais (Imprensa Oficial do Estado de Minas Gerais) ist das offizielle Organ, das für die Kommunikation im gesamten Bundesstaat zuständig ist und in den Bereichen Pressearbeit, Marketing und Internet arbeitet. Es gibt mehrere Zeitungen in verschiedenen Gemeinden von Minas Gerais, wie Diário do Aço (in Ipatinga und Vale do Aço), Hoje em Dia, Estado de Minas, Diário da Tarde, O Tempo (Belo Horizonte), Jornal Correio de Uberlândia (Uberlândia), Jornal da Manhã (in Uberaba), O Mantiqueira (in Poços de Caldas), Tribuna de Minas (in Juiz de Fora), Folha do Sul (in Três Corações), Diário de Caratinga (in Caratinga), Jornal de Minas (in São João del-Rei) und O Norte (in Montes Claros). Die Super Notícia mit Sitz in Belo Horizonte gehörte 2008 nach Angaben des Instituto Verificador de Circulação zu den zehn auflagenstärksten Zeitungen des Landes und lag mit 282.213.000 Exemplaren pro Tag an dritter Stelle hinter Folha de S. Paulo und O Globo.
Der Bundesstaat verfügt auch über eine große Anzahl von AM- und FM-Radiosendern, darunter BH FM, Globo Minas, América, Itatiaia, 98 FM, Nativa FM, Alvorada, Jovem Pan FM und BandNews – die meisten von ihnen mit Sitz in Belo Horizonte, aber mit Relais in anderen Gemeinden. Der erste Radiosender in Minas Gerais war Rádio Sociedade de Juiz de Fora, der am 1. Januar 1926 auf Sendung ging, und 1927 wurde Rádio Mineira gegründet, der erste in der Hauptstadt von Minas Gerais. Der erste Radiosender des Bundesstaates, der landesweit bekannt wurde, war jedoch Rádio Inconfidência, das am 3. September 1936 gegründet wurde und für seine Auditoriumssitzungen und sein abwechslungsreiches Programm für die Bevölkerung bekannt war. Radio Itatiaia, das 1951 gegründet wurde und seit den 1970er Jahren der führende AM-Sender des Bundesstaates ist, zeichnete sich ebenfalls durch seine journalistischen, sportlichen und Service-Sendungen aus.
Der erste Fernsehsender des Bundesstaates, der landesweite Bedeutung erlangte, war TV Itacolomi, der am 8. November 1955 in der Hauptstadt von Minas Gerais gegründet wurde. Damals besaßen nur wenige Menschen in Minas Gerais aufgrund des Preises ein Fernsehgerät, doch als der Sender seinen Aktionsradius vergrößerte, stieg der Verkauf von Fernsehempfängern, was zur Gründung weiterer Sender im Bundesstaat führte. Bis zu seiner Schließung im Jahr 1980 gehörte Itacolomi zu Diários Associados, einem Konglomerat von Medienunternehmen in Brasilien, das von Assis Chateaubriand gegründet wurde, der auch der Gründer von TV Tupi war, dem ersten Fernsehsender des Landes. Wie schon Tupi in São Paulo und Rio de Janeiro konkurrierte TV Itacolomi in Minas Gerais seit den 1960er Jahren mit Rede Excelsior (inzwischen aufgelöst), Rede Globo und Rede Record. Gegenwärtig gibt es mehrere Sender im Bundesstaat, wie Record Minas, Paranaíba, TV Leste (mit Record verbunden), TV Globo Minas, InterTV dos Vales, EPTV Sul de Minas (mit Globo verbunden), TV Alterosa Belo Horizonte und TV Alterosa Leste (mit SBT verbunden).

### Öffentliche Sicherheit und Kriminalität
Die wichtigsten Streitkräfte in Minas Gerais sind die brasilianische Armee, die zum Militärkommando Ost gehört (mit Ausnahme des Triângulo, das zum Militärkommando Planalto gehört), mit Sitz in Belo Horizonte und Rio de Janeiro; die brasilianische Marine, nach der Minas Gerais zum 1. Marinedistrikt mit Sitz in Rio de Janeiro gehört (mit Ausnahme des Südens von Minas Gerais, der dem 8. Marinedistrikt der brasilianischen Marine untersteht); und die brasilianische Luftwaffe, wonach der Staat Teil der 3. Lufttransportstaffel ist. Wie in den anderen brasilianischen Bundesstaaten gibt es zwei Arten von Polizeikräften, deren Aufgabe es ist, die öffentliche Sicherheit in ihrem Gebiet zu gewährleisten. Es handelt sich dabei um die Militärpolizei von Minas Gerais (Polícia Militar do Estado de Minas Gerais – PMMG), die die Aufgabe der sozialen Verteidigung hat, und die Zivilpolizei des Bundesstaates Minas Gerais (Polícia Civil do Estado de Minas Gerais – PCMG), die die Aufgabe der Kriminalpolizei wahrnimmt und der Landesregierung unterstellt ist.

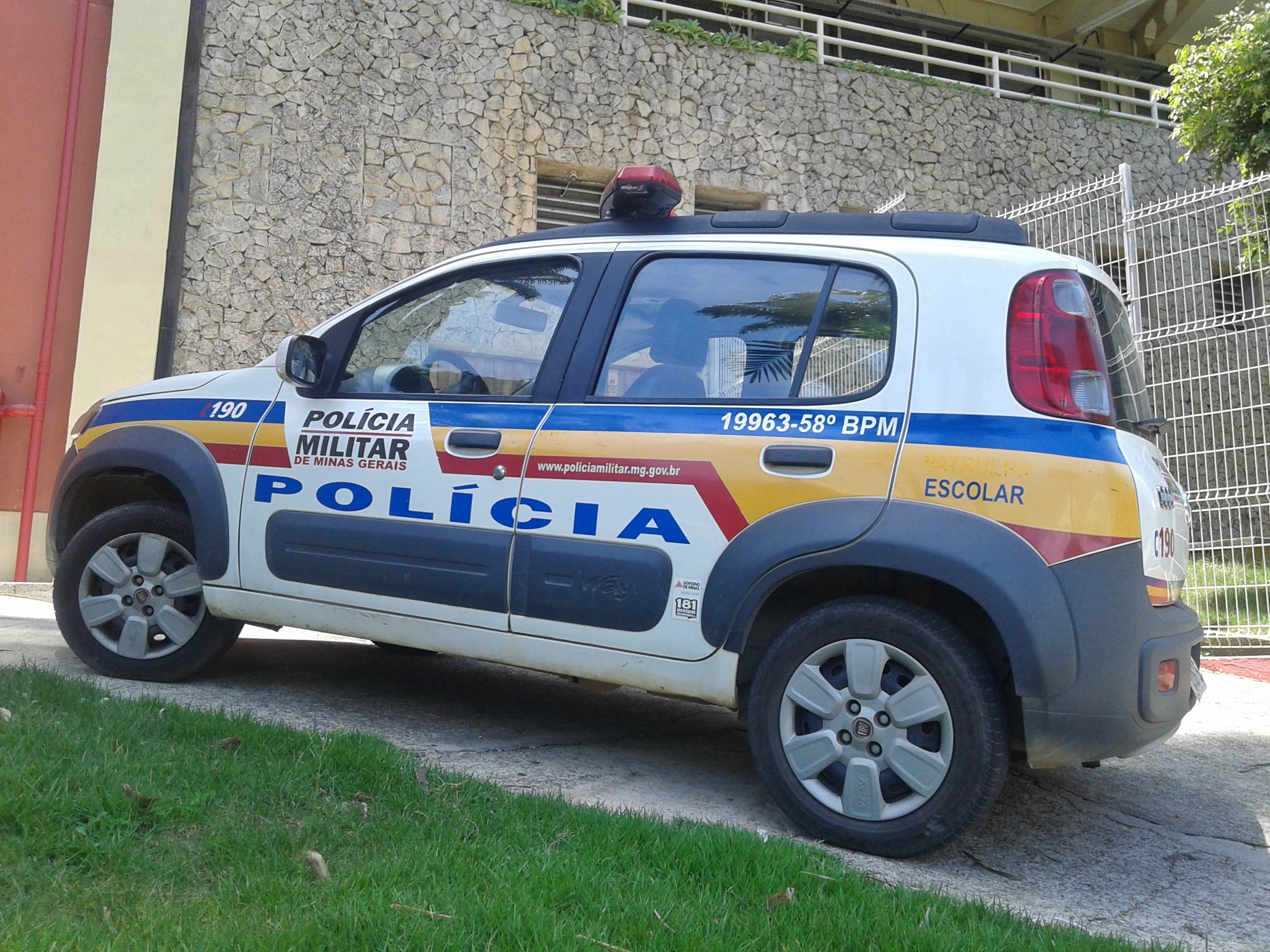
Ein Fahrzeug der Militärpolizei des Bundesstaates Minas Gerais in Coronel Fabriciano, im Vale do Aço

Nach den Daten der „Mapa da Violência 2011“, die vom Sangari-Institut und dem Justizministerium veröffentlicht wurde, ist die Mordrate pro 100.000 Einwohner in Minas Gerais die drittniedrigste in Brasilien. Allerdings stieg die Zahl der Tötungsdelikte zwischen 1998 und 2008 sprunghaft von 8,6 auf 19,5 pro 100.000 Einwohner an, womit der Bundesstaat mit einem Anstieg der Zahl der Morde um 126,6 Prozent während des untersuchten Zeitraums auf Platz 23 liegt. Im Jahr 2010 erreichte Minas Gerais nach Angaben des Instituto de Pesquisa Econômica Aplicada (IPEA) eine Rate von 18,5 Tötungsdelikten pro 100.000 Einwohner, was einen Anstieg von 61,4 % gegenüber dem Jahr 2000 bedeutet, in dem 11,5 Tötungsdelikte pro 100.000 Einwohner verzeichnet wurden; die tolerierbare Rate der Weltgesundheitsorganisation beträgt 10 Tötungsdelikte pro 100.000 Einwohner. Trotz des leichten Rückgangs der Zahl der Tötungsdelikte zwischen 2008 und 2010 ist die Zahl der Gewaltverbrechen wie Entführung und Vergewaltigung zwischen Januar und September 2013 im Vergleich zum gleichen Zeitraum 2012 um 21 % gestiegen.
Nach den Daten der „Map of Violence in Brazilian Municipalities 2014“, die ebenfalls vom Sangari-Institut veröffentlicht wurde, sind die zehn Gemeinden in Minas Gerais mit den höchsten Mordraten pro 100.000 Einwohner São Joaquim de Bicas (71, 3), Mateus Leme (63,3), Teixeiras (61,5), Governador Valadares (59,0), Esmeraldas (57,8), Juatuba (56,3), Betim (55,5), Sarzedo (55,3), Itaobim (52,5) und Buritizeiro (51,7). São Joaquim de Bicas erschien auf der Liste der 100 gewalttätigsten Städte Brasiliens und belegte Platz 80. Um die Gewaltrate zu senken, hat die Regierung verschiedene Maßnahmen ergriffen, wie z. B. die Aufstockung der Zahl der Zivil- und Militärpolizisten und Feuerwehrleute sowie die Einrichtung von Einheiten des Gerichtsmedizinischen Instituts (Instituto Médico Legal – IML) und von Polizeibataillonen. Der Staat leistete auch Pionierarbeit bei der Schaffung eines Gefängnisses in Zusammenarbeit mit dem privaten Sektor.

### Transport

Aeroporto Internacional de Belo Horizonte-Confins (Internationaler Flughafen Belo Horizonte-Confins)

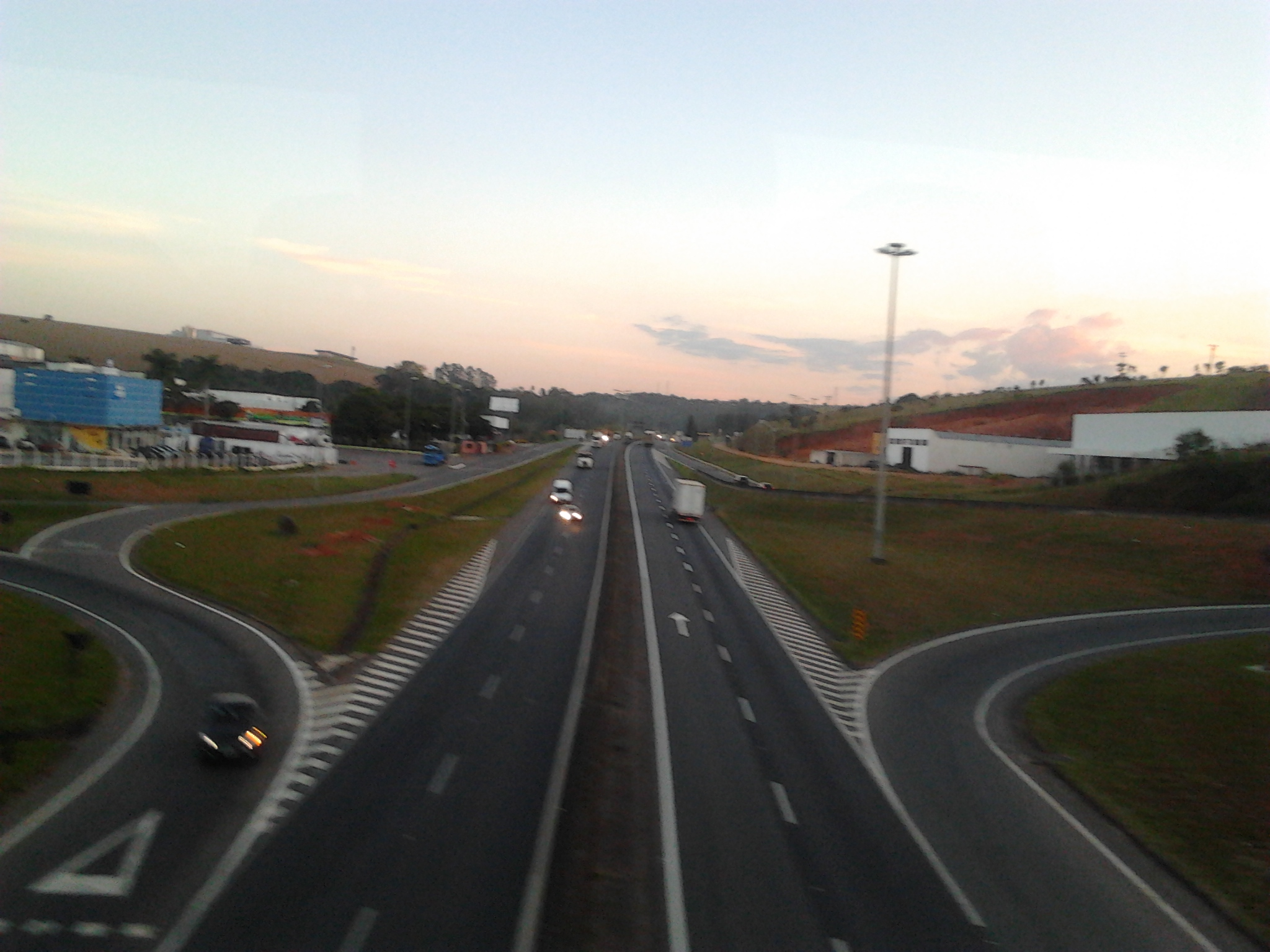
Abschnitt der Fernão Dias-Autobahn (Rodovia Fernão Dias) in der Nähe von Pouso Alegre.

Im November 2020 verfügte der Bundesstaat Minas Gerais neben den kommunalen Straßen über 39.738 km Bundes- und Landesstraßen, davon 29.255 km asphaltierte Straßen und 2.505 km zweispurige Straßen. Der Bundesstaat verfügt über zweispurige Autobahnen, die von der Hauptstadt Belo Horizonte ausgehen und diese mit São Paulo (BR-381) und Rio de Janeiro (BR-040) verbinden, und im Westen (BR-050, BR-153 und BR-365 in der als Triângulo Mineiro bekannten Region zwischen den Bundesstaaten São Paulo und Goiás, in der Nähe von Uberaba und Uberlândia). Einige Abschnitte der BR-262 sind ebenfalls zweispurig ausgebaut. Der Bundesstaat weist jedoch im Allgemeinen einen Mangel an zweispurigen Straßen auf, mit einspurigen Abschnitten, deren Verkehrsaufkommen über der Sättigungsgrenze liegt. Kürzlich, im Jahr 2022, wurde ein Projekt ins Leben gerufen, um die BR-381 an die Privatwirtschaft zu vergeben, mit der Absicht, 215 km zwischen Belo Horizonte, Ipatinga und Novo Oriente de Minas zu duplizieren.
Das ausgedehnte Straßennetz in Verbindung mit dem überwiegend bergigen Relief – das zu einer Vielzahl von Kurven auf den Straßen führt – und den für den Bundesstaat typischen klimatischen Bedingungen führt dazu, dass Minas Gerais im Vergleich zum Rest Brasiliens eine beträchtliche Unfallrate aufweist. Diese Situation wird durch die Tatsache verschärft, dass laut Angaben des CNT aus dem Jahr 2010 nur 31,6 % der Straßen des Bundesstaates als „gut“ oder „sehr gut“ eingestuft werden können. Der Fahrzeugbestand des Bundesstaates belief sich 2012 auf 8 295 192 Fahrzeuge, darunter 4 602 143 Pkw, 285 123 Lkw, 52 301 Sattelzugmaschinen, 613 155 Kleintransporter, 215 545 Lieferwagen, 36 174 Kleinbusse, 1 992 166 Motorräder, 205 390 Motorroller, 63 685 Busse, 31 292 Nutzfahrzeuge, 1 843 Traktoren und weitere 196 375 Fahrzeuge, die als sonstige Fahrzeugtypen klassifiziert wurden.
Im Bundesstaat gibt es sechs Flughäfen, die von Infraero verwaltet werden. Diese sind: der internationale Flughafen Belo Horizonte-Confins (Aeroporto Internacional de Belo Horizonte-Confins, in Confins), der Flughafen Belo Horizonte-Pampulha (Aeroporto de Belo Horizonte-Pampulha, in Belo Horizonte), der Flughafen Belo Horizonte-Carlos Prates (Aeroporto de Belo Horizonte-Carlos Prates, in Belo Horizonte), der Flughafen Uberlândia (Aeroporto de Uberlândia, in Uberlândia), der Flughafen Montes Claros (Aeroporto de Montes Claros, in Montes Claros) und der Flughafen Uberaba (Aeroporto de Uberaba, in Uberaba). Es gibt auch weitere kleinere Flughäfen, wie beispielsweise in Alfenas, Araxá, Caxambu, Diamantina, Divinópolis, Espinosa, Frutal, Governador Valadares, Ipatinga, Ituiutaba, Juiz de Fora, Leopoldina, Monte Verde, Patos de Minas, Poços de Caldas, Pouso Alegre, São João del-Rei, São Lourenço, Unaí, Varginha und andere.
Es gibt auch Wasserstraßentransport, wobei die wichtigste Wasserstraße im Bundesstaat die Wasserstraße von São Francisco (Hidrovia do São Francisco) ist, deren Wasserlauf von dem Município Pirapora bis Juazeiro in Bahia schiffbar ist.
Der Schienenverkehr hingegen ist seit dem 19. Jahrhundert präsent, als in den 1860er Jahren die Estrada de Ferro Central do Brasil (Zentrale Eisenbahn Brasiliens) gebaut wurde. 1874 wurde die Estrada de Ferro Leopoldina (Leopoldina-Eisenbahn) eingeweiht. 1880 wurde die Estrada de Ferro Oeste de Minas (Westliche Eisenbahn von Minas) gegründet, und in den folgenden Jahrzehnten wurden mehrere weitere Eisenbahnlinien im Bundesstaat Minas Gerais eröffnet. Ab den 1960er Jahren wurden die Eisenbahnen aufgrund der steigenden Nachfrage durch den wachsenden Fahrzeugbestand durch Autobahnen ersetzt, was zur Stilllegung einiger Eisenbahnstrecken und Nebenstrecken führte. In den 1990er Jahren wurde das gesamte nationale Eisenbahnsystem privatisiert, wodurch die verbleibenden Personenverkehrsdienste auf einigen lokalen Strecken eingestellt wurden. Es gibt jedoch noch immer aktive Eisenbahnstrecken, die Minas Gerais durchqueren und heute nur noch für den Gütertransport genutzt werden, wie die ehemaligen Eisenbahngesellschaften Estrada de Ferro Central do Brasil, Estrada de Ferro Leopoldina, Estrada de Ferro Oeste de Minas und Ferrovia do Aço, die von den Konzessionsgesellschaften MRS Logística und Ferrovia Centro Atlântica betrieben werden. Die Estrada de Ferro Vitória a Minas (EFVM) ist für den Transport der Produktion von Vale und anderen Unternehmen des Bundesstaates zum Porto de Tubarão (Hafen von Tubarão) in Vitória, Espírito Santo, verantwortlich und betreibt auch den einzigen täglichen Personenzug Brasiliens, der lange Strecken zwischen Vitória und Belo Horizonte zurücklegt und andere Städte mit Bahnhöfen miteinander verbindet.

## Kultur
Das Staatssekretariat für Kultur (Secretaria Estadual de Cultura - SEC), das 1983 unter der Regierung von Tancredo Neves gegründet und 1996 strukturiert wurde, ist die Behörde der Regierung des Bundesstaates Minas Gerais (Governo do Estado de Minas Gerais), die für den Kultursektor des Bundesstaates zuständig ist, von der Finanzplanung bis zur Durchführung von Projekten und der Unterhaltung von Bibliotheken, Museen und dem Staatsarchiv von Minas Gerais (Arquivo Público Mineiro).

### Darstellende Künste

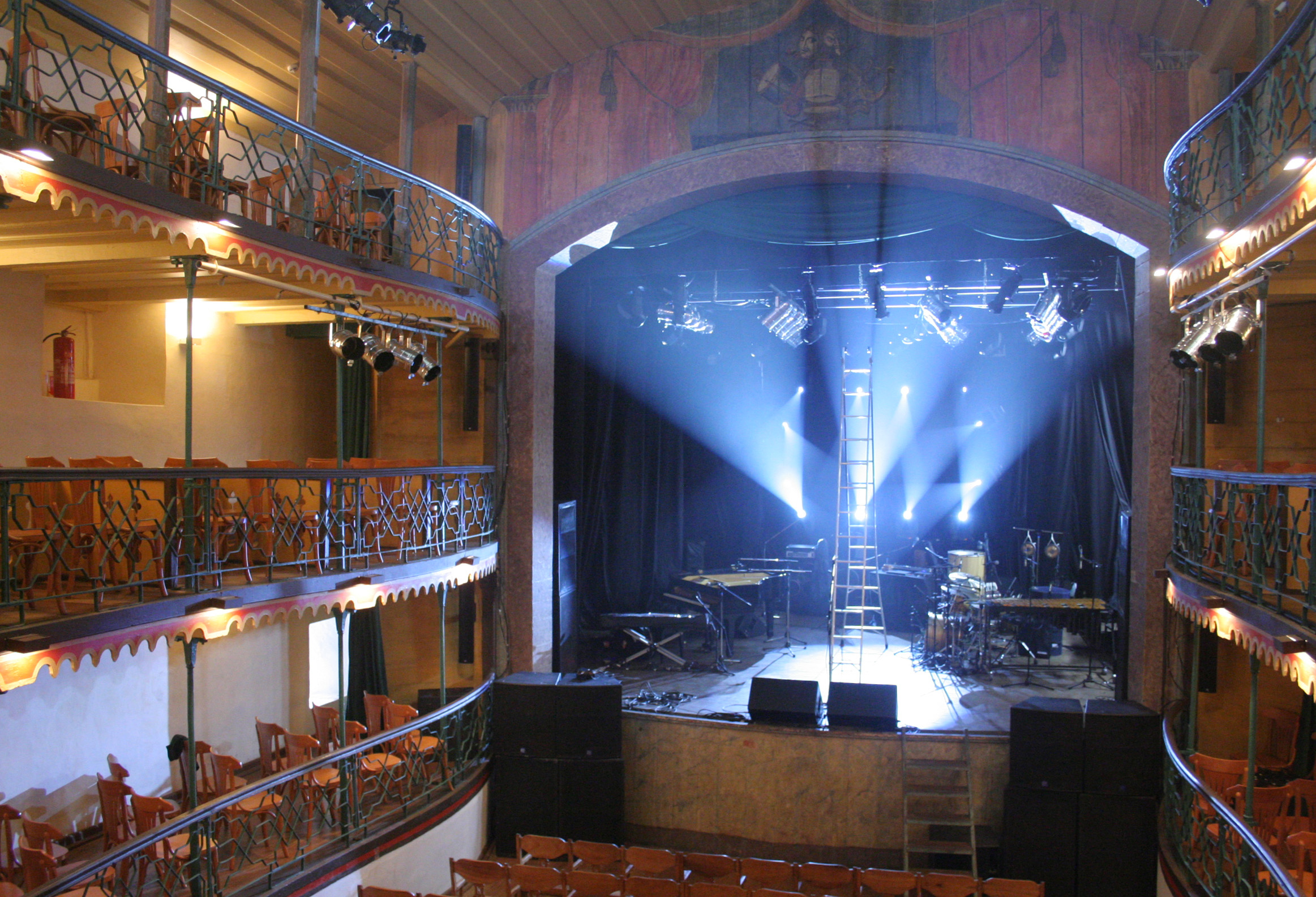
Innenansicht des Stadttheaters von Ouro Preto (Teatro Municipal de Ouro Preto), das im 18. Jahrhundert eröffnet wurde und das älteste Theater Brasiliens ist.

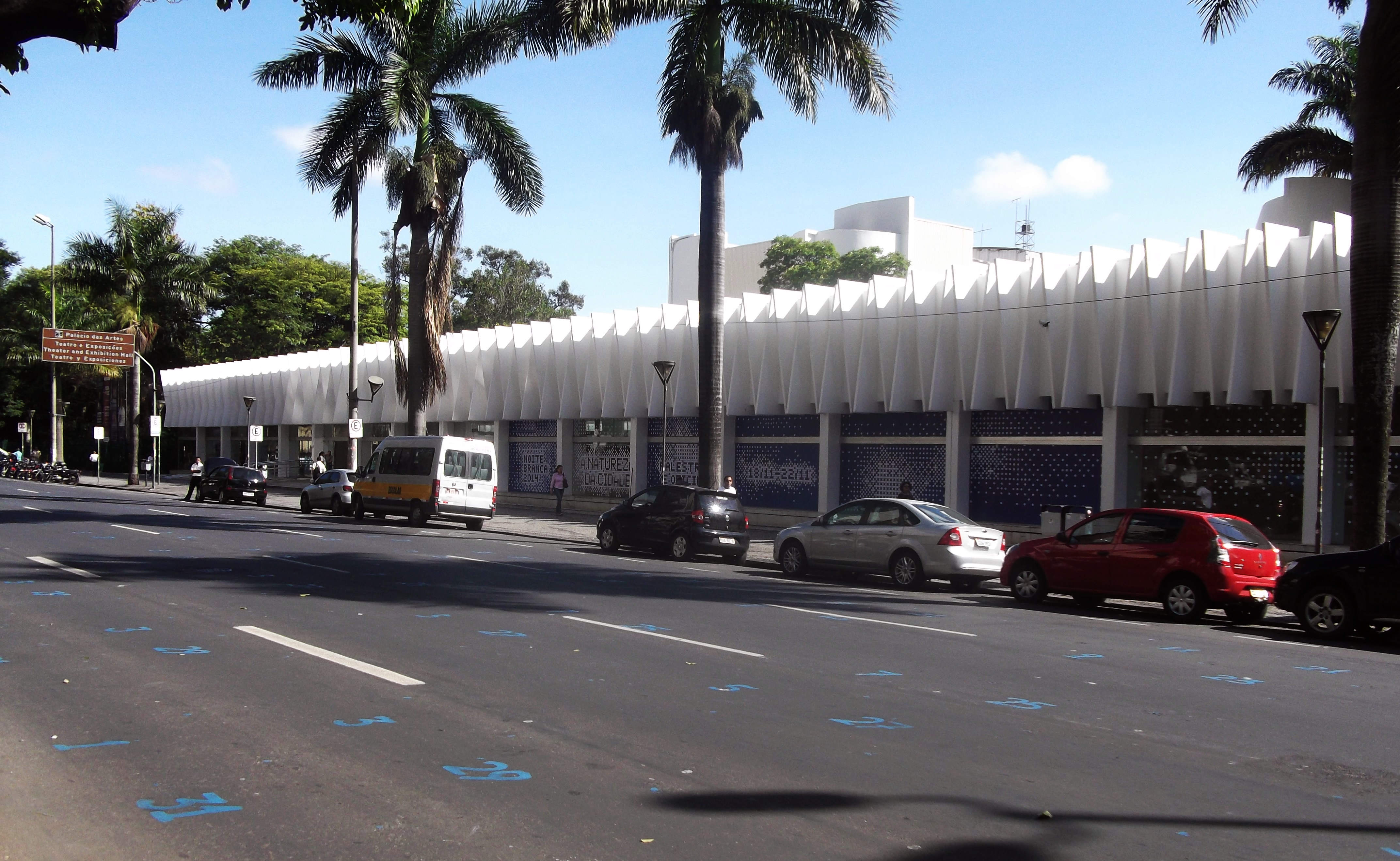
Fassade des Palácio das Artes in Belo Horizonte, eines der größten Kulturzentren Lateinamerikas.

Minas Gerais verfügt über zahlreiche Einrichtungen, Projekte und Veranstaltungen, die sich der Förderung des Theaters und des Tanzes widmen. Der Bundesstaat ist die Wiege einer Vielzahl von Theatergruppen, die national oder sogar international erfolgreich sind, wie beispielsweise die Grupo Galpão, das Giramundo Teatro de Bonecos, die Grupo Corpo und Ponto de Partida. Viele von ihnen haben ihren Ursprung und ihre Finanzierung in der professionellen künstlerischen Ausbildung und in kommunalen und staatlichen Mechanismen zur Förderung der Kultur. Die Grupo Divulgação aus Juiz de Fora beispielsweise entstand an der Fakultät für Philosophie und Literatur der Bundesuniversität von Juiz de Fora (Universidade Federal de Juiz de Fora – UFJF). Die Companhia de Dança Palácio das Artes, die 1971 in Belo Horizonte gegründet wurde, ist eine der professionellen Gruppen, die von der Fundação Clóvis Salgado unterhalten werden und gelegentlich auf nationalen und internationalen Bühnen auftreten.
In Minas Gerais befinden sich einige der größten Theater Brasiliens, wie das Teatro Municipal de Ouro Preto, das auch das älteste Theater Amerikas ist und im 18. Jahrhundert eröffnet wurde; das Cine-Theatro Central in Juiz de Fora, dessen architektonische und historische Bedeutung dazu führte, dass es vom IPHAN unter Denkmalschutz gestellt wurde; der Palácio das Artes in Belo Horizonte, der als größtes Zentrum für Produktion, Ausbildung und kulturelle Verbreitung des Bundesstaates und als eines der größten in Lateinamerika gilt und von der Fundação Clóvis Salgado unterhalten wird, die der Bevölkerung eine Reihe von künstlerischen Programmen und Bildungsaktivitäten anbietet; das Kulturzentrum Usiminas (Centro Cultural Usiminas) in Ipatinga, das als eines der modernsten des Landes gilt und vom Kulturinstitut Usiminas (Instituto Cultural Usiminas) unterhalten wird; und das Kulturzentrum Banco do Brasil (Centro Cultural Banco do Brasil) in Belo Horizonte, das von der Banco do Brasil unterhalten wird.
Es gibt zahlreiche künstlerische Veranstaltungen im Bundesstaat, bei denen Gruppen und Künstler ihre Aktivitäten präsentieren, sowohl in Kulturzentren als auch unter freiem Himmel. In der Hauptstadt Minas Gerais sind einige Beispiele dafür das Internationale Theater-, Bühnen- und Straßenfestival (Festival Internacional de Teatro, Palco e Rua – FIT-BH), das Internationale Puppentheaterfestival (Festival Internacional de Teatro de Bonecos), das Internationale Tanzfestival (Festival Internacional de Dança – FID), das Internationale Chorfestival (Festival Internacional de Corais – FIC), das Internationale Kurzfilmfestival (Festival Internacional de Curtas), das Weltzirkusfestival Brasiliens (Festival Mundial de Circo do Brasil) und das Internationale Comicfestival (Festival Internacional de Quadrinhos).
Im Landesinneren sind insbesondere die Kampagne zur Steigerung der Popularität von Theater und Tanz mit Theateraufführungen in Juiz de Fora und im Vale do Aço sowie das Winterfestival der Bundesuniversität von Minas Gerais (Festival de Inverno da Universidade Federal de Minas Gerais) mit Einführungs- und Fortbildungsworkshops, Aufführungen, Theaterstücken und Ausstellungen in verschiedenen Städten des Bundesstaates, wie Diamantina und Cataguases, zu nennen.

### Ferien
In Minas Gerais gibt es nur einen einzigen staatlichen Feiertag: den 21. April, der als Magna Data (großer Tag) des Bundesstaates gilt. Er wird zusammen mit dem nationalen Feiertag zu Ehren von Tiradentes begangen, anlässlich des Jahrestages seiner Hinrichtung am 21. April 1792.